# スコッチ・ウイスキーの蒸留所一覧
この項目は、スコッチ・ウイスキーの蒸留所（「蒸溜所」とも称す）の一覧である。

## モルトウイスキーの蒸留所

### ハイランド（Highland）

#### 北ハイランド（North Highland）
バルブレア（Balblair）
1790年創業。蒸留所のあるロス州エダートン村は「ピート教区」と呼ばれ、豊富なピートを使った酒の密造が盛んであった。
クライヌリッシュ (Clynelish)
インヴァネスの北方約90kmにあるブローラという町の外れに立つ。1819年、領主の貴族が密造対策を目的に創業。1967年に新しい蒸溜所を建設し、旧蒸溜所はブローラという銘柄で製造をしていたが、1983年に閉鎖された。
ダルモア (The Dalmore)
1839年創業。アルネスという町の郊外にある。第一次世界大戦中には接収され、対潜用機雷が製造されていたこともある。
ダルウィニー (Dalwhinnie)
1897年創業。1905年までストラススペイと呼ばれていた。気象観測所を兼ねていて、蒸留所のマネージャーが毎朝観測を行う。標高は326mで、スコットランドで2番目に高所にある蒸留所。
グレンモーレンジィ (Glenmorangie)
1843年創業。ドーノック湾南岸にある。もとはビール工場であった。創業以来、釜の上部が非常に長い単式蒸留器を使用している。その長さは5.13mでスコットランド最長。
グレンオード（Glen Ord）
1838年創業。インヴァネスの北北西20kmにある。大麦の産地であったことから密造が盛んに行われていた。かつてはオーナーが代わる度に蒸留所の名前が変わったが、現在はグレンオードで統一されている。ユナイテッド・ディスタラーズ社がドラムと呼ばれる巨大な装置による製麦や蒸気蒸留方式による蒸留を試した蒸留所としても知られる。
プルトニー（Pulteney）
1826年創業。ウルフバーン蒸留所ができるまでスコットランド本土最北に位置する蒸留所だった。
ロイヤル・ブラックラ（Royal Brackla）
1812年創業。1835年、ウィリアム4世により蒸留所として初めてロイヤル・ワラント（王室御用達の勅許状）を与えられた。ロイヤル・ロッホナガー蒸留所、グレンユーリー・ロイヤルとともにロイヤルを冠する蒸留所の一つである。
スペイサイド（Speyside）
1990年創業。1962年の着工からおよそ50年をかけて完成した。
ティーニニック（テナニヤック）（Teaninich）
1817年創業。
トマーティン（Tomatin）
1897年創業。スコットランド最大となる23基の単式蒸留器を備えている。1980年代に宝酒造と大倉商事が買収。日本企業がスコッチ・ウイスキーの蒸留所を買収した初の事例となった。
ウルフバーン（Wolfburn）
2012年創業。スコットランド本土最北端の町サーソーで創業した。

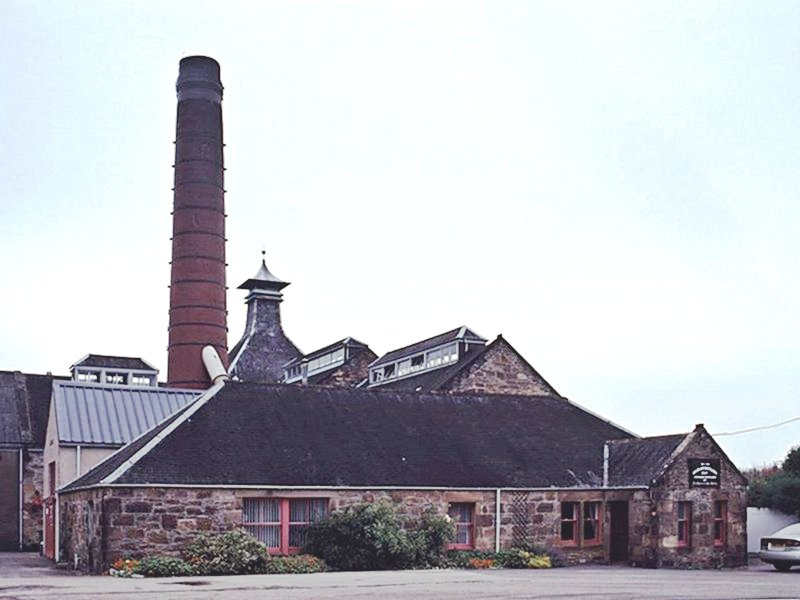
バルブレア蒸留所
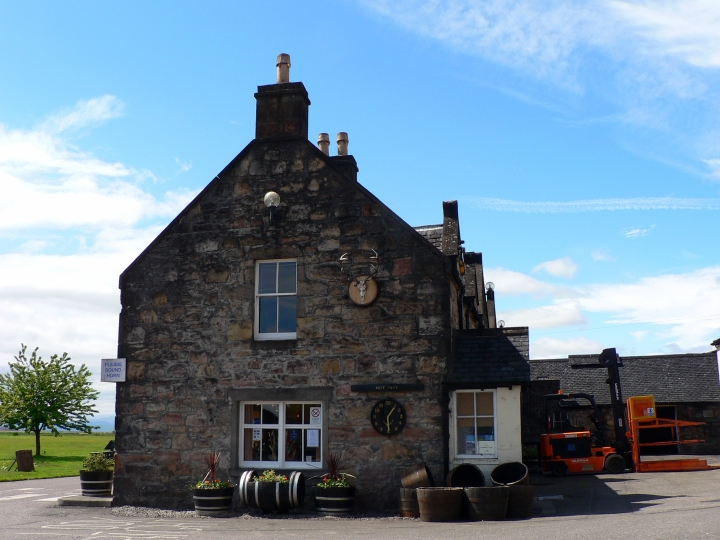
ダルモア蒸留所
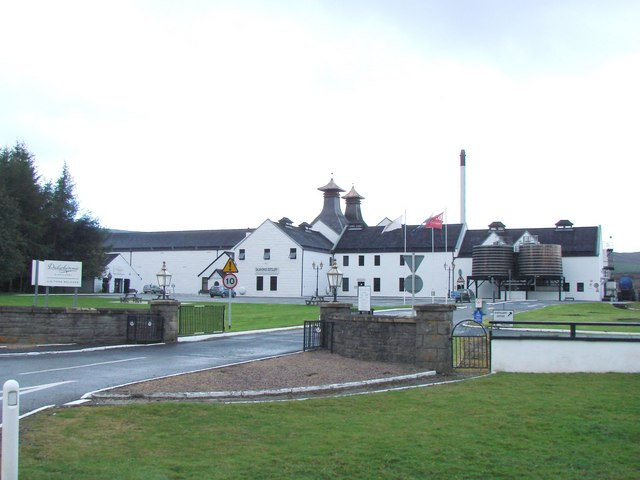
ダルウィニー蒸留所
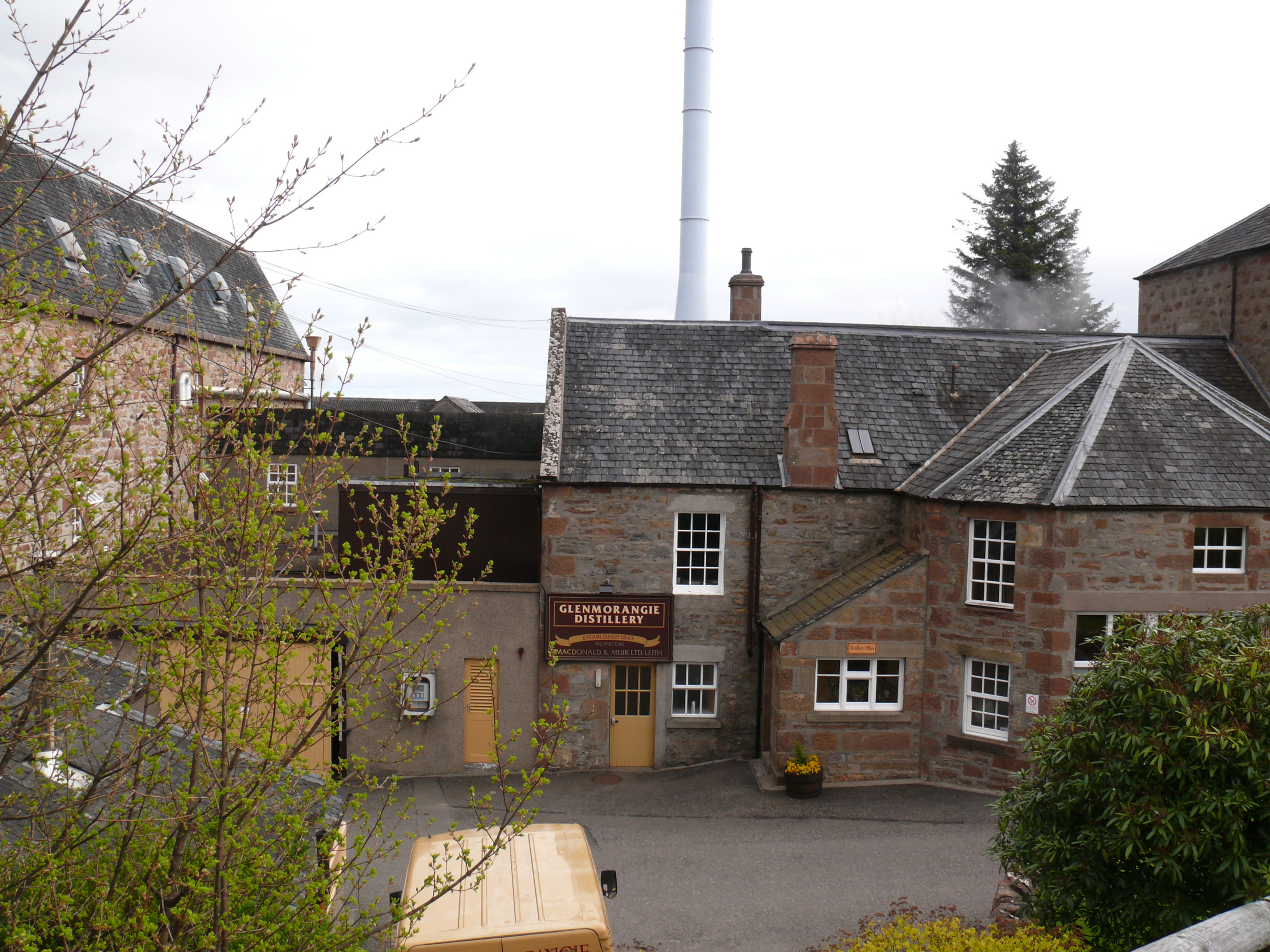
グレンモーレンジ蒸留所
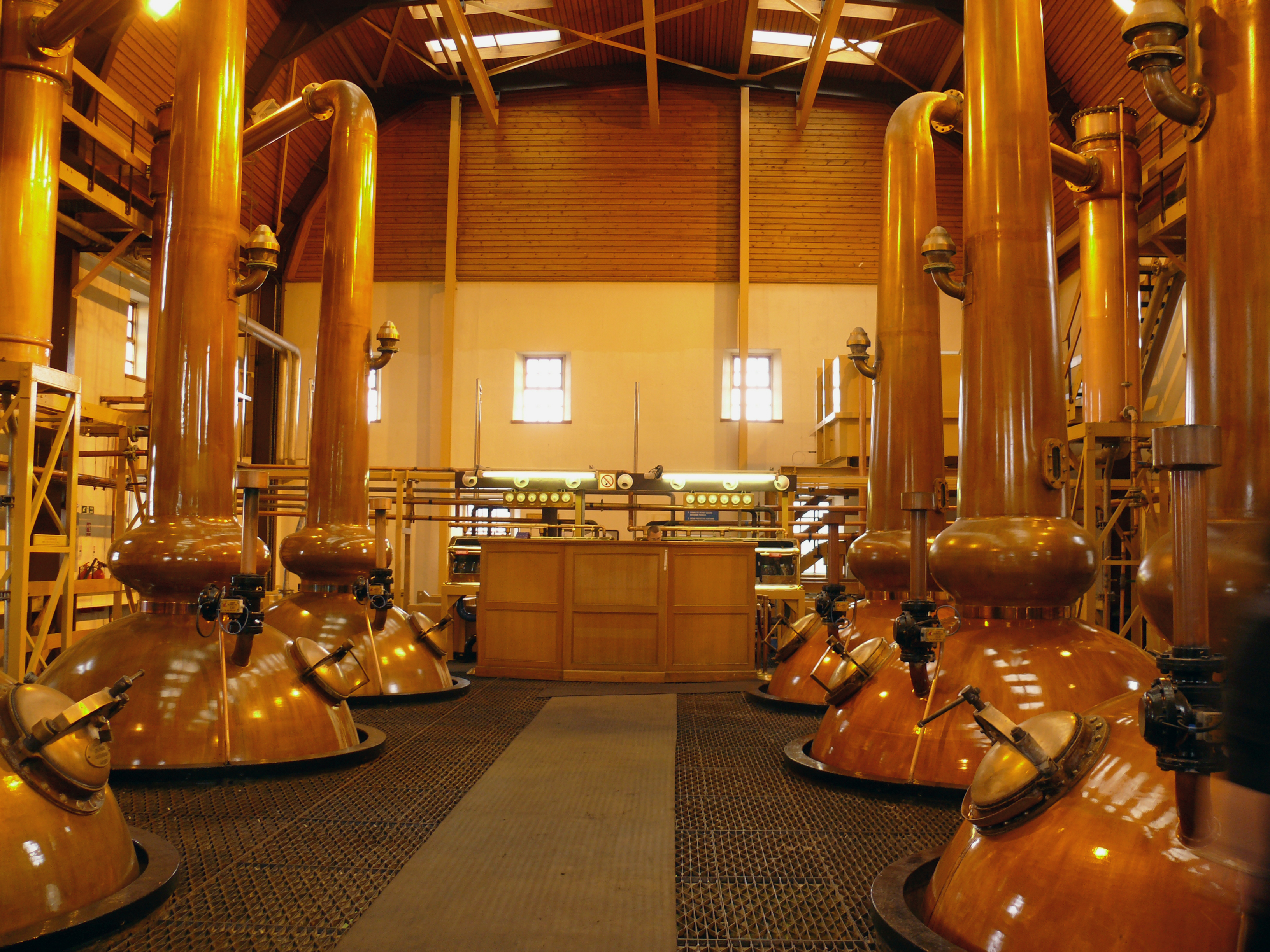
グレンモーレンジ蒸留所の単式蒸留器
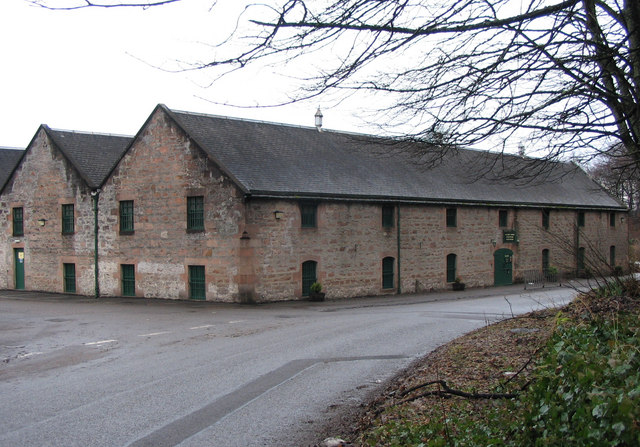
グレンオード蒸留所
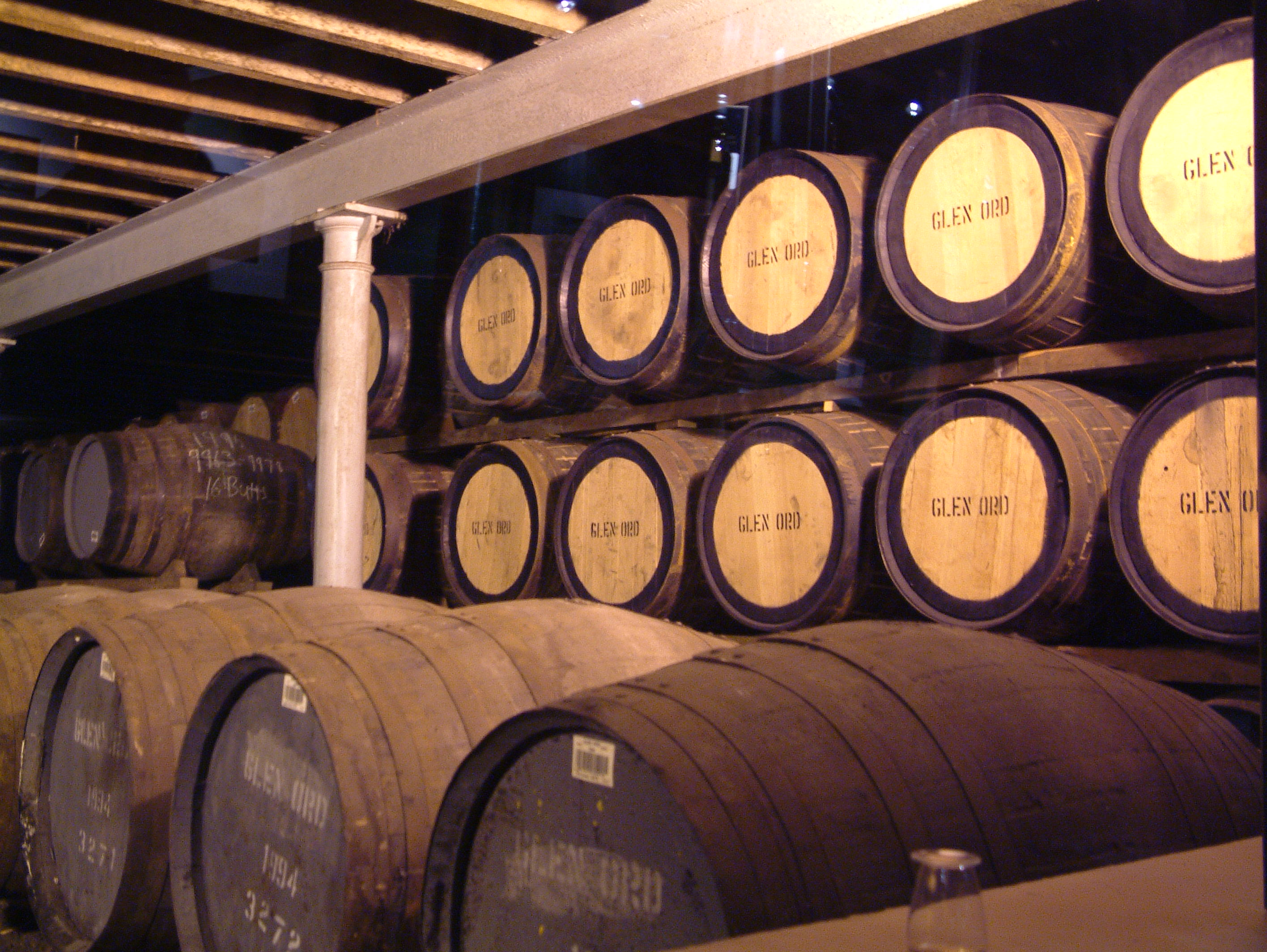
グレンオード蒸留所の貯蔵庫
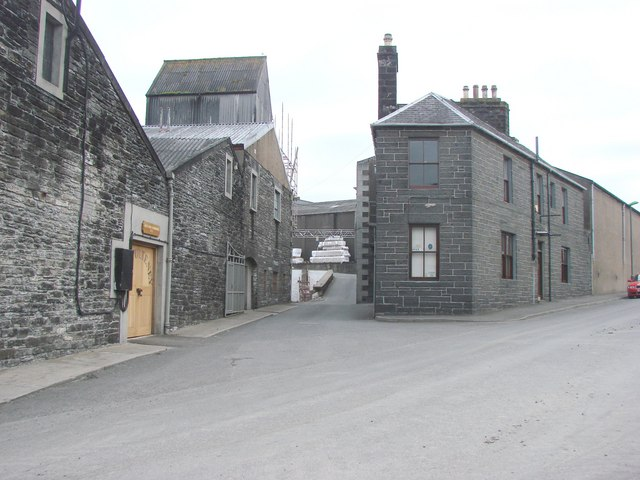
プルトニー蒸留所
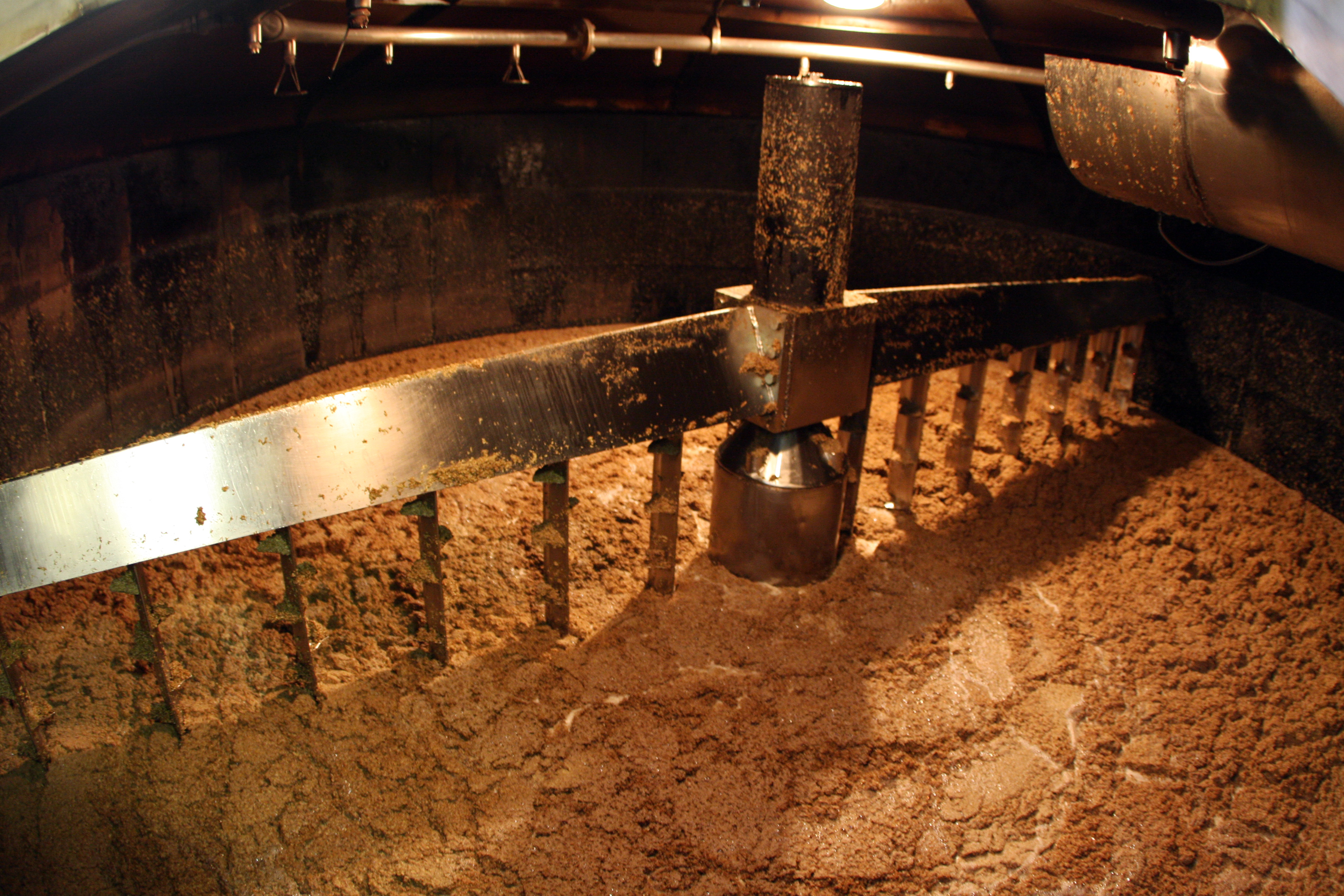
プルトニー蒸留所のマッシュタン（内部）
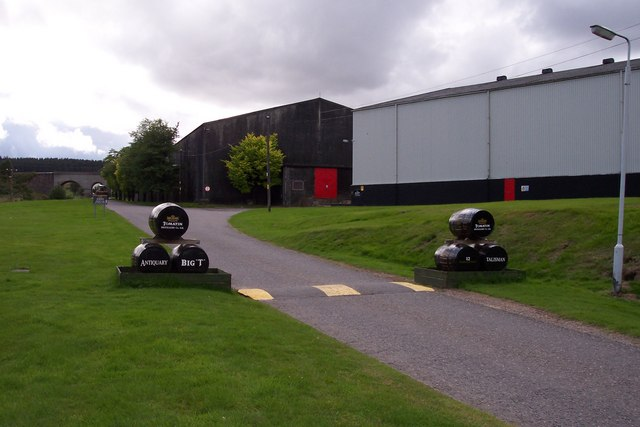
トマーチン蒸留所

#### 南ハイランド（South Highland）
アバフェルディ（Aberfeldy）
1896年創業。「ジョン・デュワー・アンド・サンズ社」が同社のブレンデッドウイスキー「デュワーズ」の原酒となるモルトウイスキーを製造するために建設した。
ブレアアソール（Blair Athol）
1798年創業。
ディーンストン（Deanston）
1965年創業。1785年に建てられたリチャード・アークライト設計の紡績工場を利用している。古い紡績工場は屋内の温度と湿度が一定保たれるよう設計されており、ウイスキーの貯蔵に向いているとされる。
エドラダワー (The Edradour)
1825年創業。単式蒸留器が非常に小さいことで知られ、再留釜は人間の背丈ほど。行政が認める最小サイズで、密造防止の観点からこれより小さい単式蒸留器を使用することは法律で禁止されている。経営規模も小さく、従業員は3名しかいない。1週間の生産量はホグスヘッド8樽分で、これはスペイサイドの平均の約40分の1である。
グレンゴイン (Glengoyne)
1833年創業。かつては仕込み水を引くための小川にちなんでダムゴイン蒸留所という名であった。敷地内をハイランドとローランドの境界線であるダンディー - グリーノック間の想定線が通っているが、仕込み水を北の方角から引いてきているためハイランドに分類される。ウイスキー評論家のマイケル・ジャクソンは「最も訪れる価値がある美しい蒸留所」と評している。
グレンタレット (Glenturret)
創業は1775年で1717年に製造していた記録が残されていることから、スコットランド最古と主張している蒸留所。パースの西方約20kmにある。19世紀後半までホッシュという名であった。いち早く敷地内にビジターセンターを設置したことで知られ、その充実度は群を抜いていると評される。生涯に2万8899匹のネズミを捕まえたギネス記録をもつウイスキーキャット、タウザーが飼われていたことで有名。
タリバーディン（Tullibardine）1949年創業。近くにあるブラックフォードの村はビールの産地として有名。
ストラスアーン（Strathearn）2013年創業。ニューポットウイスキーをすでに販売している。

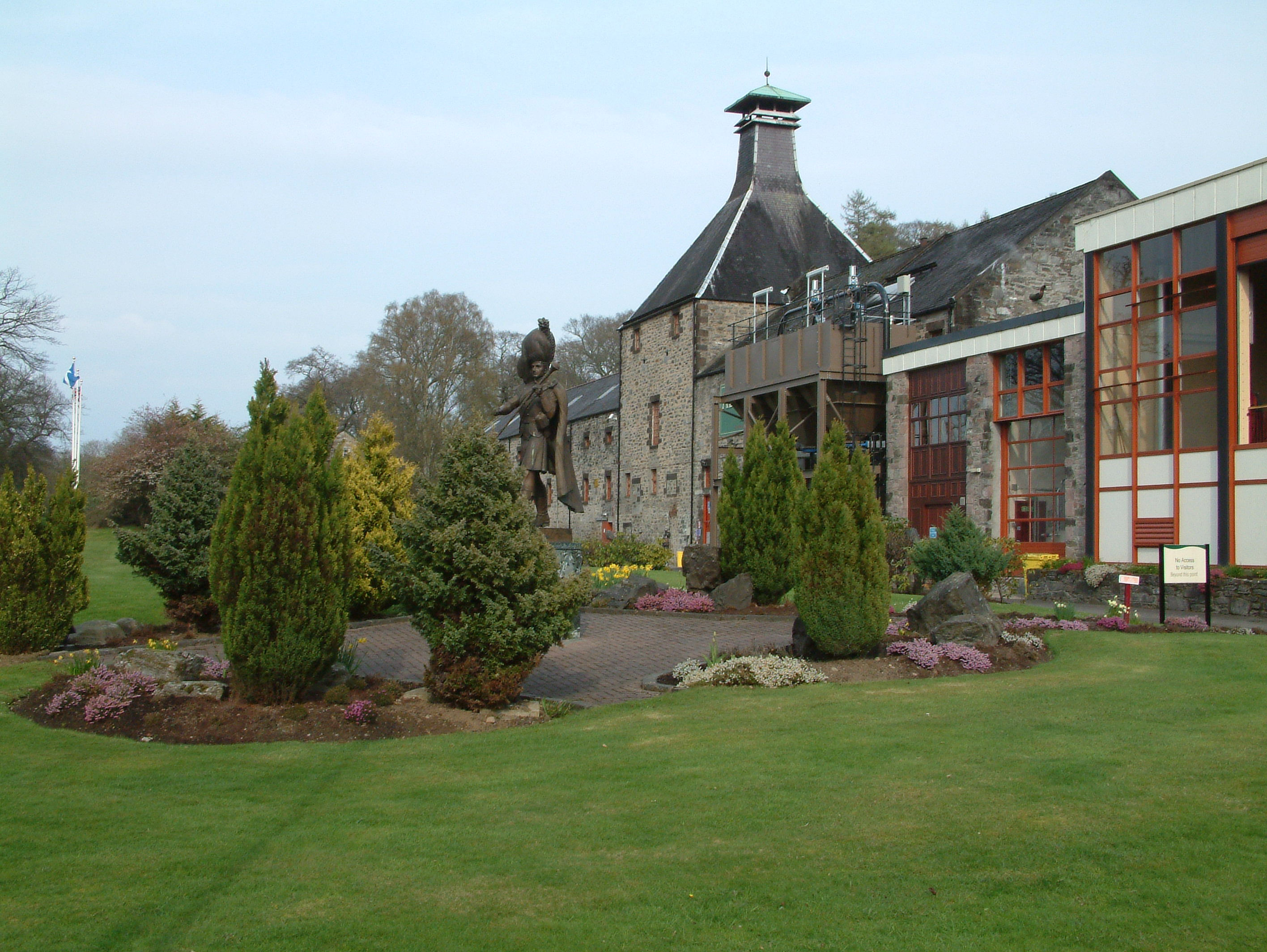
アバフェルディ蒸留所
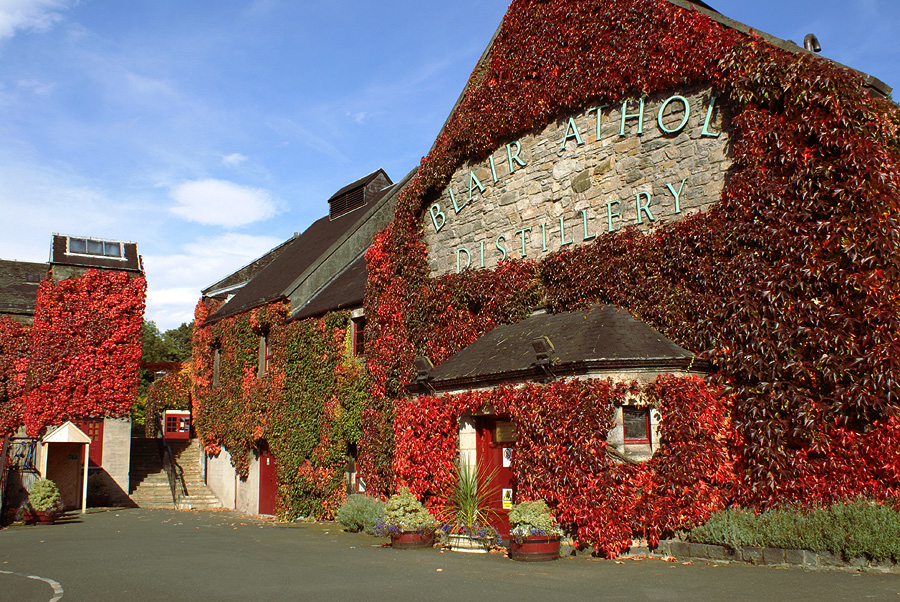
ブレアアソール蒸留所
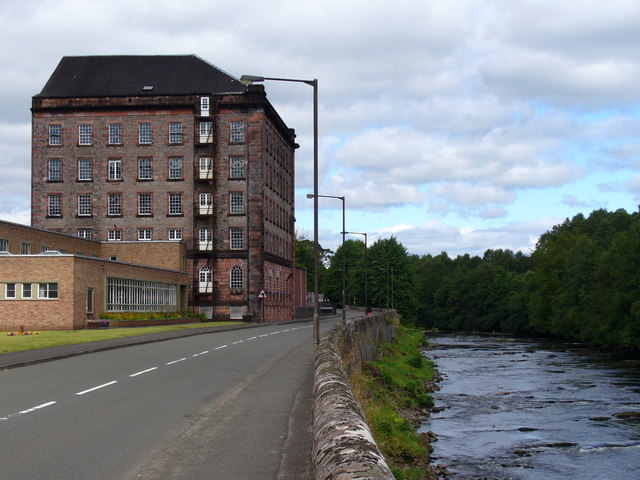
ディーンストン蒸留所
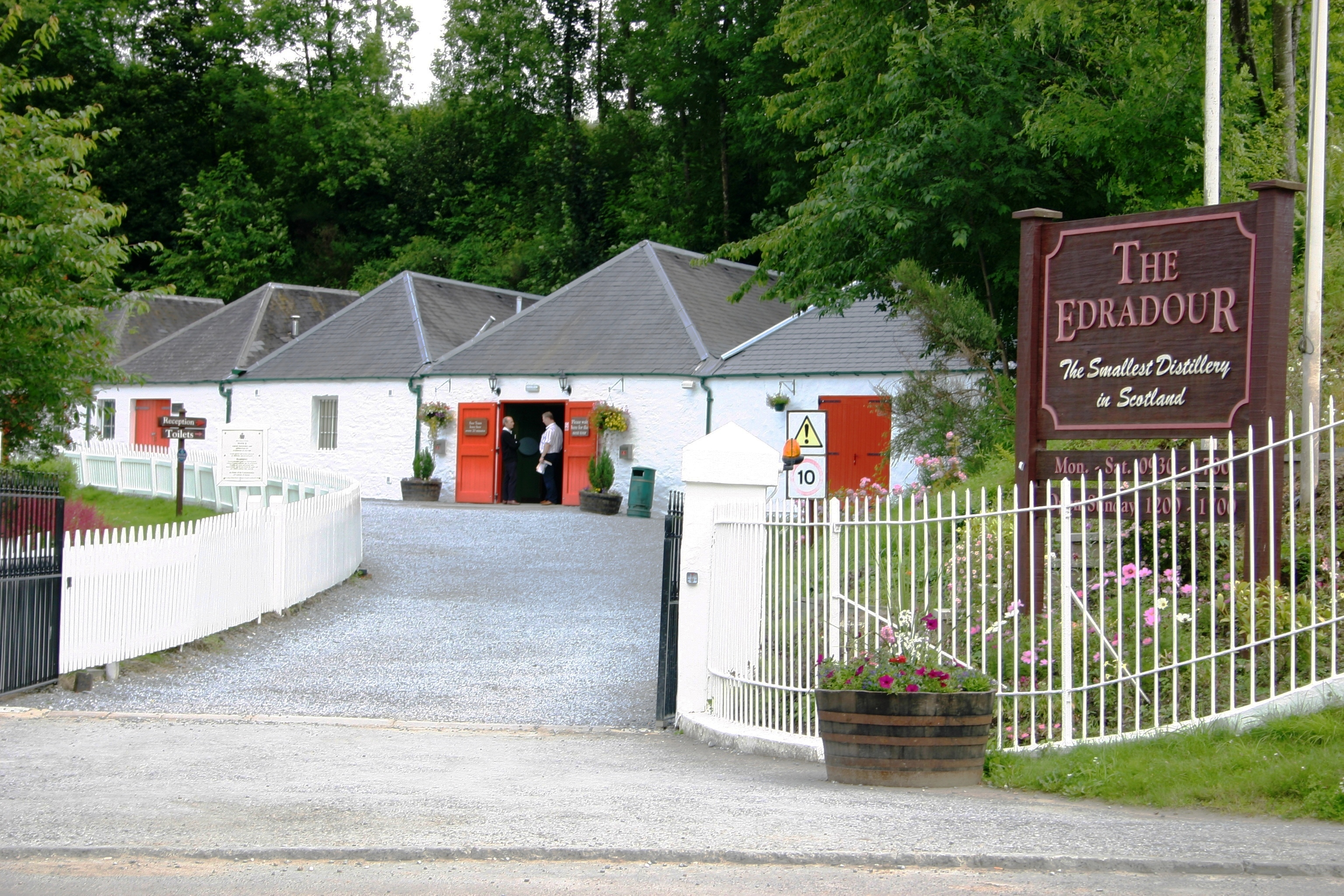
エドラダワー蒸留所
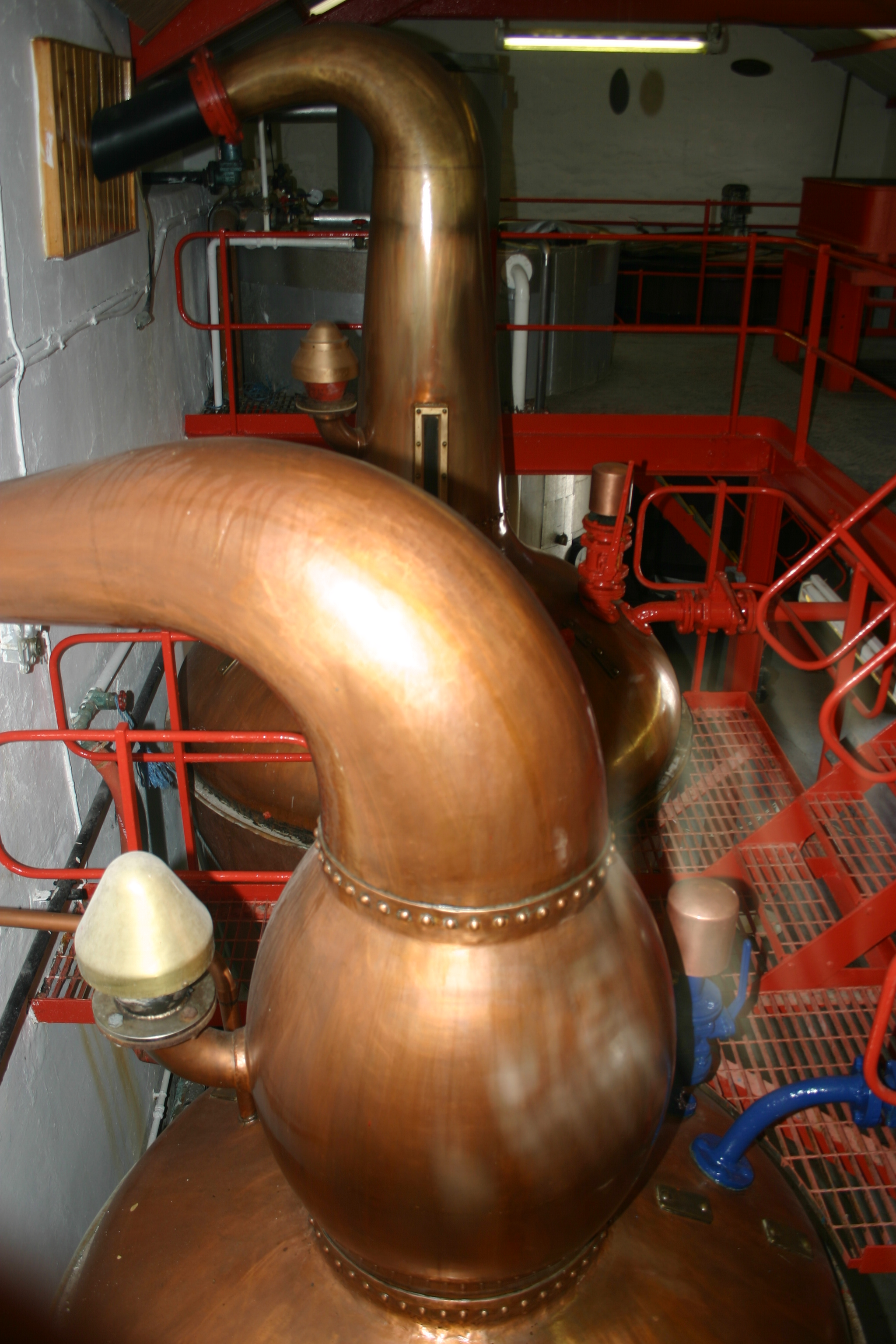
エドラダワー蒸留所の単式蒸留器
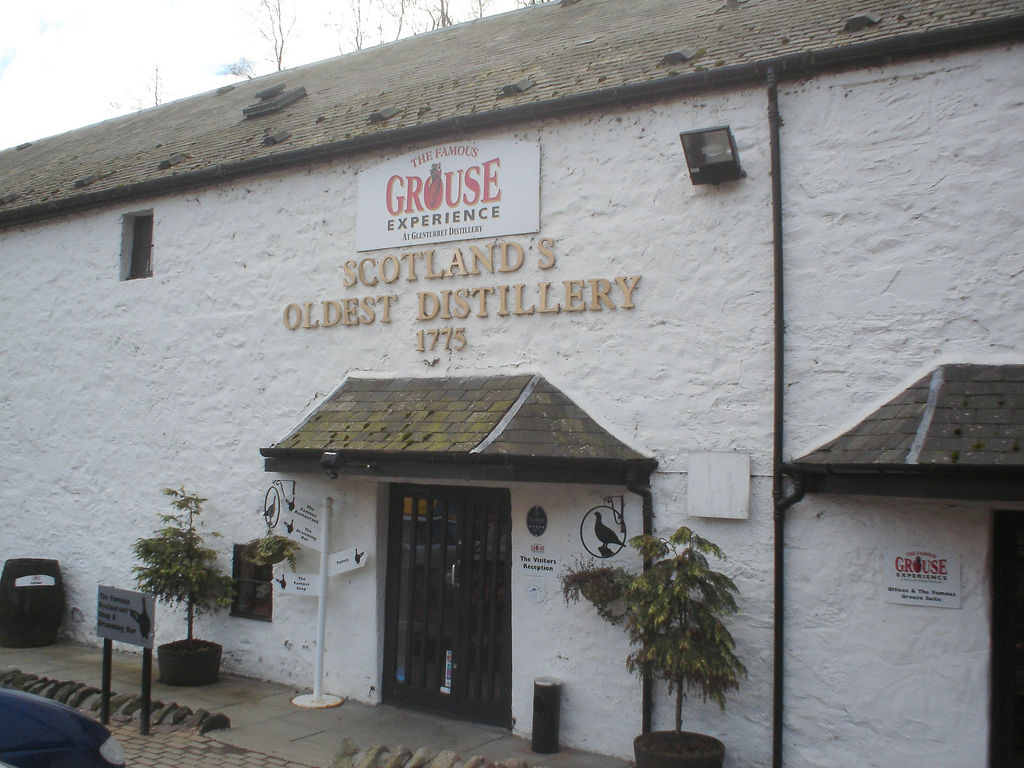
グレンタレット蒸留所
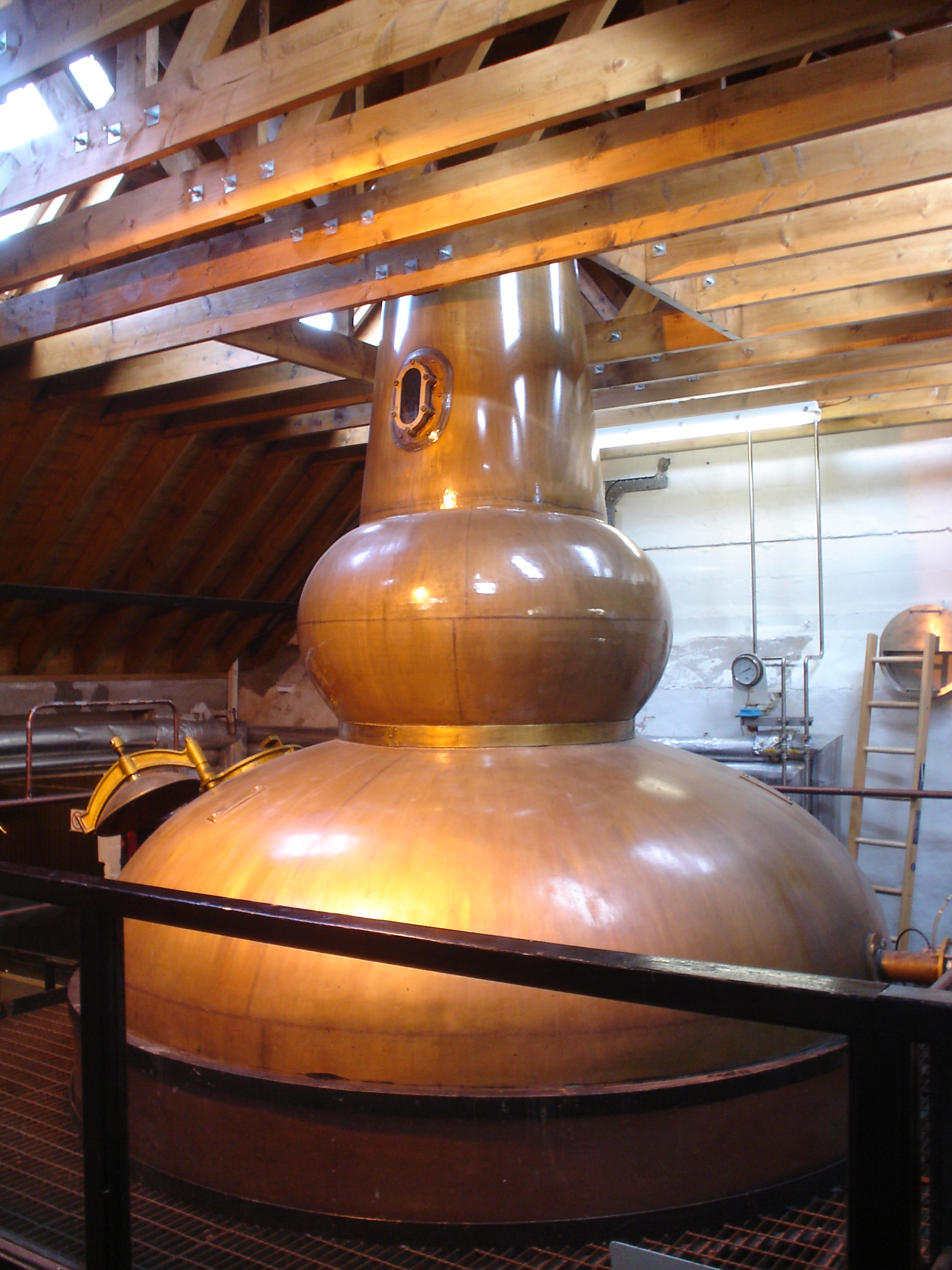
グレンタレット蒸留所の単式蒸留器
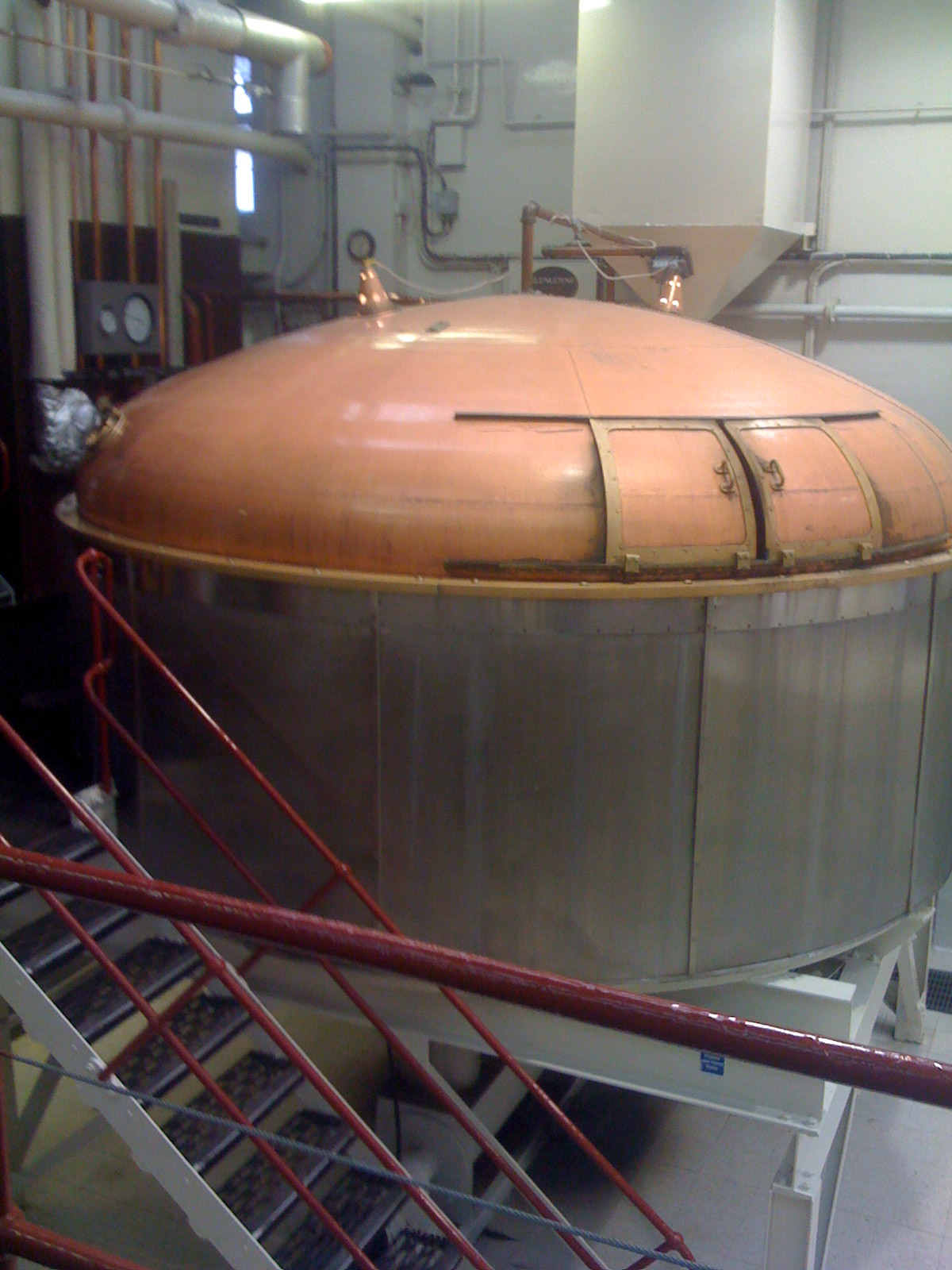
グレンゴイン蒸留所のマッシュタン

#### 東ハイランド（East Highland）
アードモア（Ardmore）
1898年創業。東ハイランドとスペイサイドとの境界線の近くにある。ウィリアム・ティーチャーズ社がブレンデッドウイスキーの原酒を製造するために建設した。単式蒸留器8基は東ハイランド最大規模
フェッターケアン（Fettercairn）
1824年創業。アバディーン南の大穀倉地帯にある。ホワイト・アンド・マッカイグループが所有。
グレンドロナック (Glendronach)
1826年創業。ハイランドとスペイサイドの境界線上に位置し、スペイサイドに分類されることもある。麦芽の一部を自家製麦によって確保し、蒸留時に単式蒸留器を石炭直火炊きで加熱するなど、19世紀前半の創業時の製造方法を守り続けている。
グレンギリー（Glen Garioch）
創業は1785年で、ハイランド最古の蒸留所の一つ。かつて「アバディーン州の穀物庫」と呼ばれた穀倉地帯にある。1994年にサントリーが買収した。蒸留器の冷却水を利用した温室があり、野菜や花が栽培されている。
グレングラッサ（Glenglassaugh）1875年創業。1907年から1959年にかけて、ほとんどの期間操業を停止。その後1986年から2008年にかけても休業した。原料の大麦を自家生産している。
ノックドゥー（Knockdhu）、アンノック（An Cnok）
1894年創業。建てたのは多くの蒸留所を所有するユナイテッド・ディスティラーズ社の前身であるディスティラーズ・カンパニー・リミテッド社。建設後、蒸留所のあるノック村に鉄道の駅と蒸留所への引込線が設置された。
マクダフ（Macduff）
1962年創業。1972年にウィリアム・ローソン社が買収。
ロイヤル・ロッホナガー (Royal Lochnagar)
1845年創業。その3年後にヴィクトリアがすぐ近くのバルモラル城を英国王室が購入し夏の居城とした。蒸溜所のオーナーが招待状を送ったところ一家が蒸留所を訪問。その数日後に王室御用達の勅許状が与えられた。

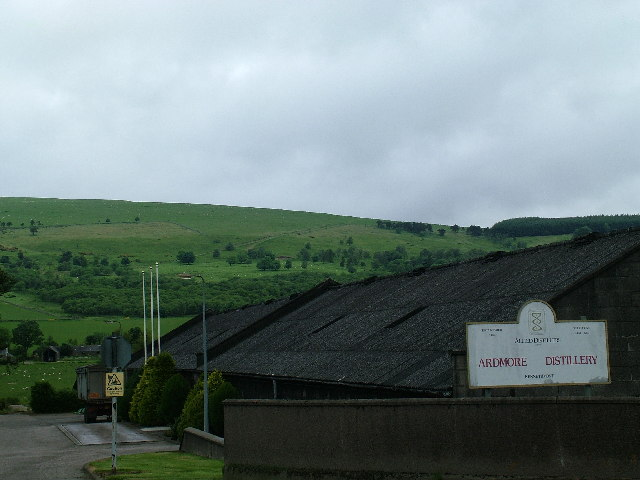
アードモア蒸留所
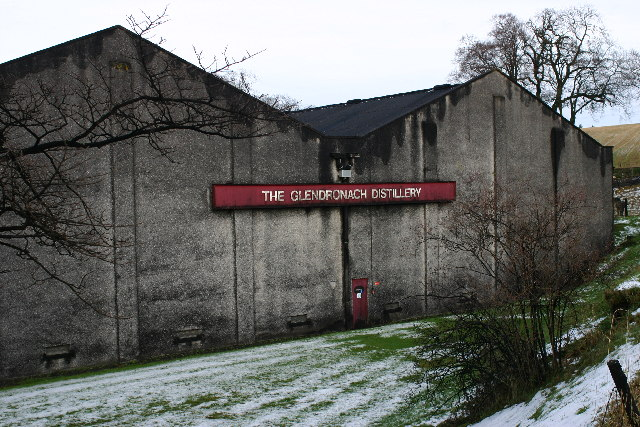
グレンドロナック蒸留所
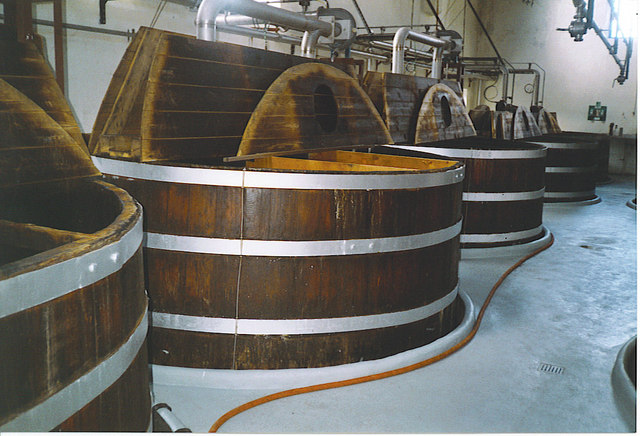
グレンドロナック蒸留所のウォッシュバック
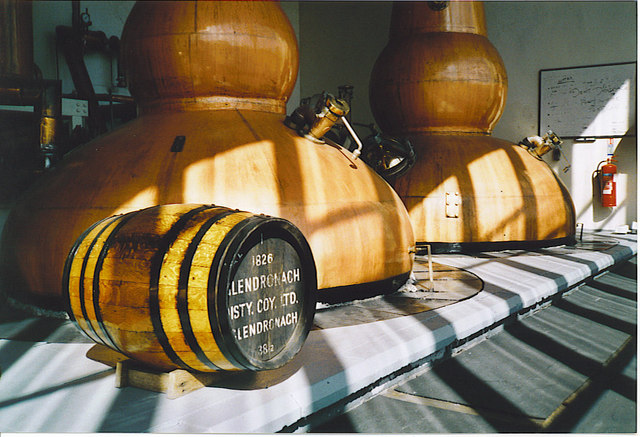
グレンドロナック蒸留所の単式蒸留器
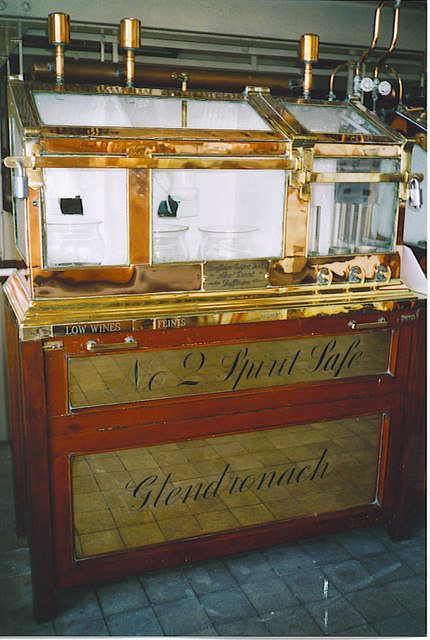
グレンドロナック蒸留所のスピリッツセーフ
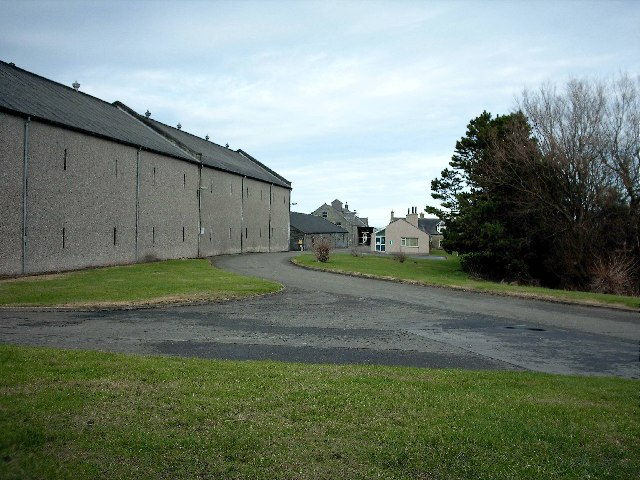
グレングラッサ蒸留所
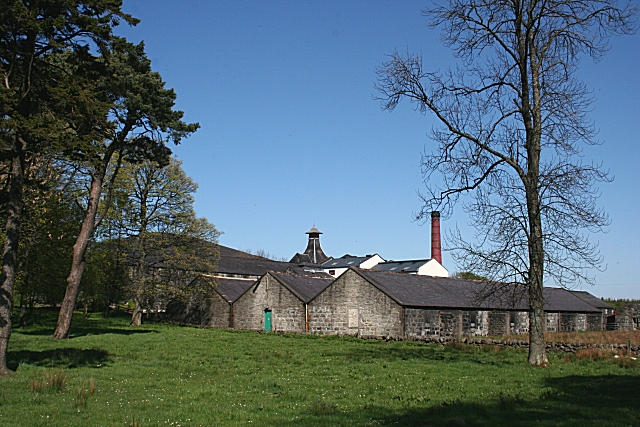
ノックドゥー蒸留所
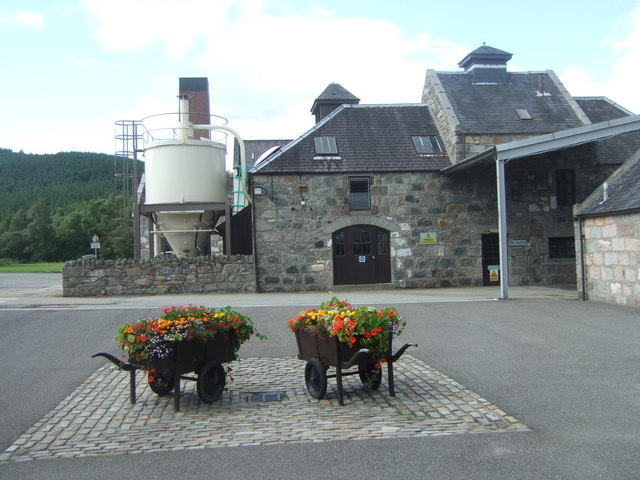
ロイヤル・ロッホナガー蒸留所

#### 西ハイランド（West Highland）
アードナムルッカン（Ardnamurchan）
インディペンデント系ボトラーズであるアデルフィ社所有。初蒸留は2014年。ウィスキーとしての商品展開は2021年以降を予定。
ベン・ネヴィス（Ben Nevis）
1825年創業。創業者のロング・ジョンことジョン・マクドナルドは同名のブレンデッドウイスキーの由来となった人物として知られる。1989年にニッカウヰスキーが買収。
オーバン (Oban)
1794年創業。オーバンはアイラ島はじめヘブリディーズ諸島への船が発着する港町。蒸留所としては珍しく、町の中心部に位置する。
ロッホユー (Loch Ewe)
2006年創業、2017年閉鎖。本来は違法な114リットルという小型のポットスチルを使うなど、特徴的なウイスキーづくりを行っていた。

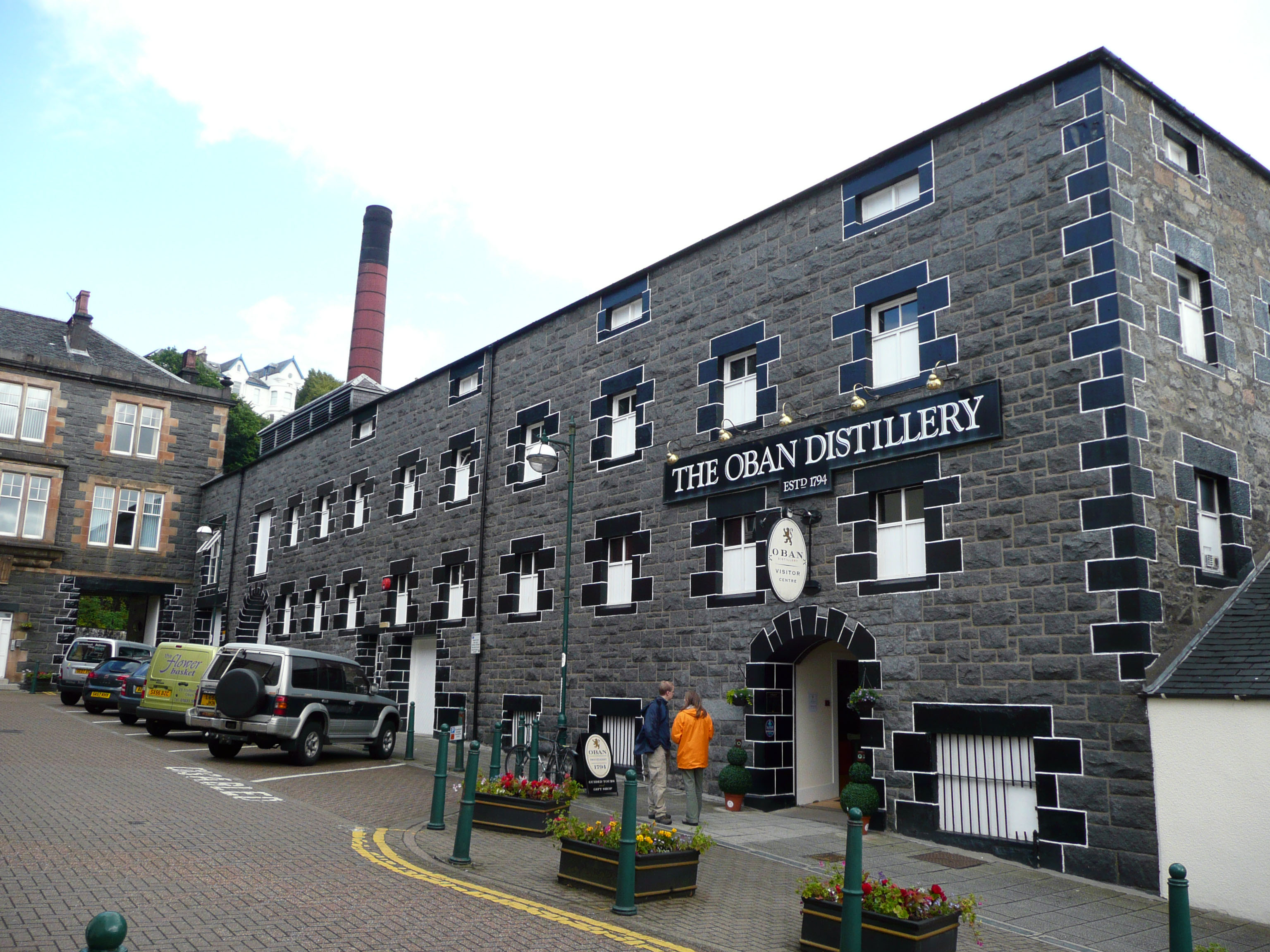
オーバン蒸溜所
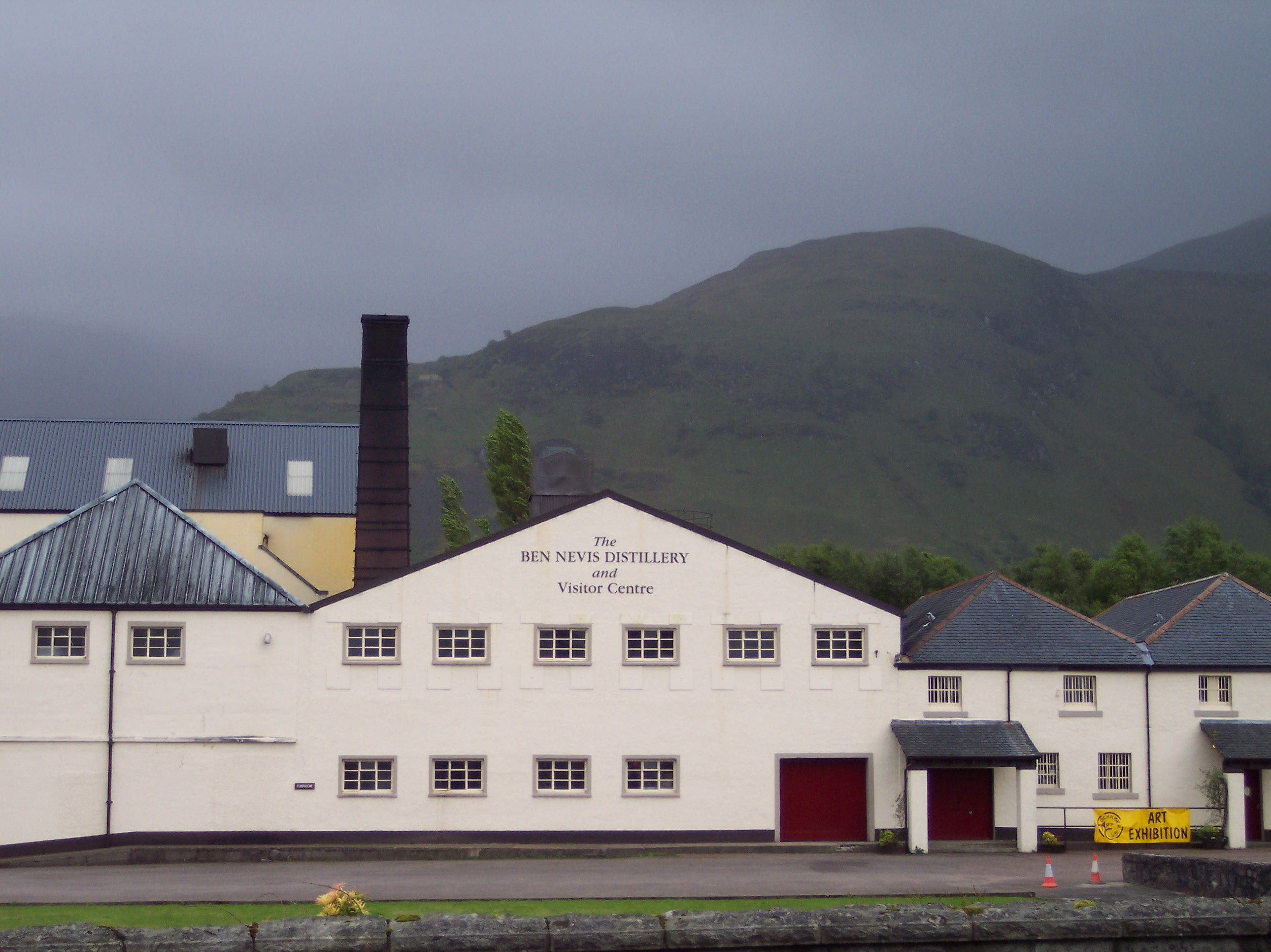
ベンネヴィス蒸溜所
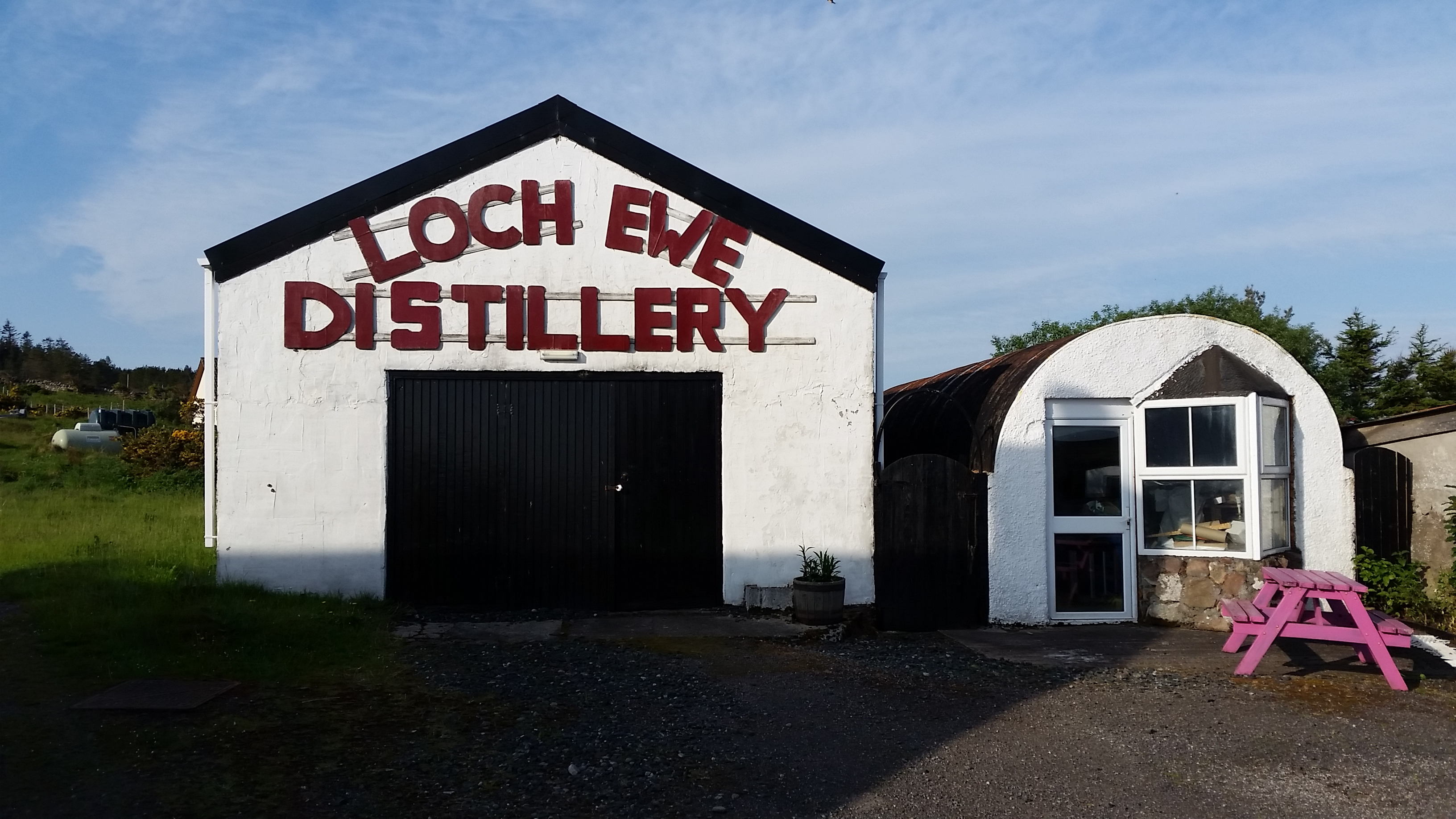
ロッホユー蒸留所

### スペイサイド（Speyside）

#### フォレス（Forres）
ベンロマック（Benromach）
1898年創業。以来オーナーを変えながら操業停止と再開を繰り返している。現在のオーナーはインディペンデント・ボトラーのゴードン&マクファイル。

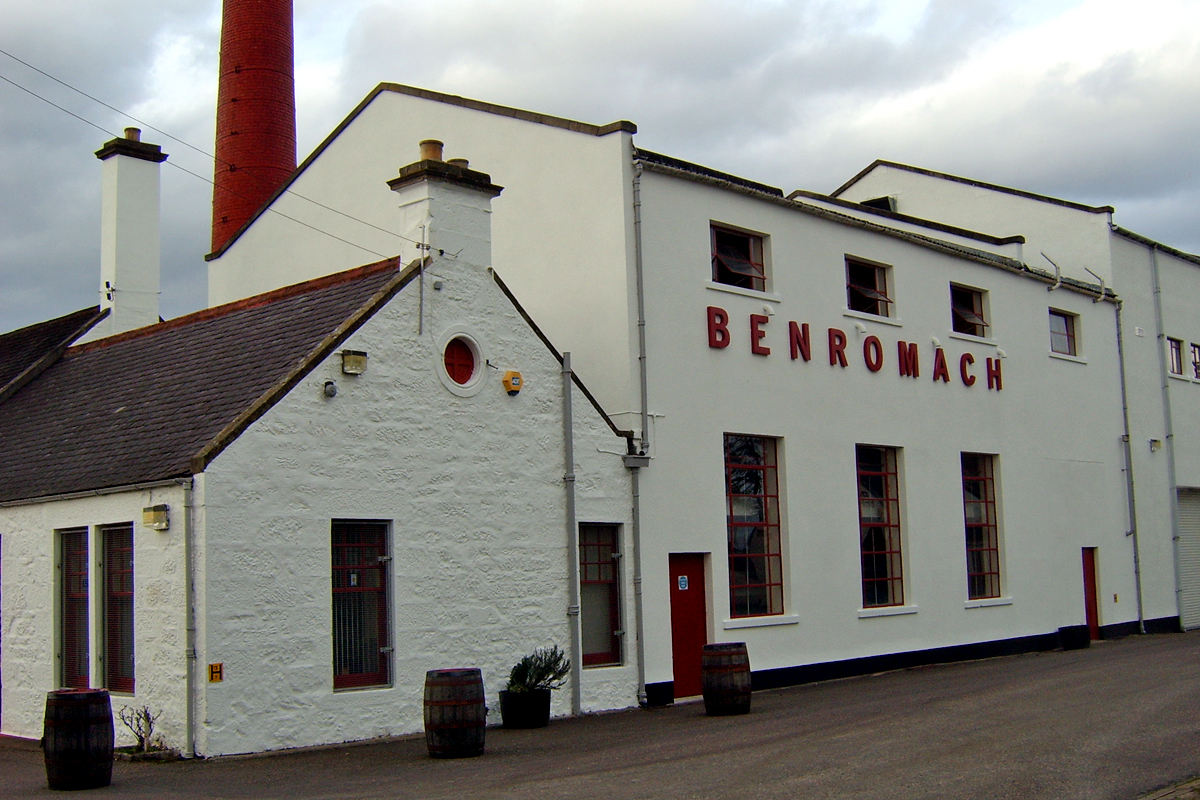
ベンローマック蒸溜所

#### エルギン（Elgin）

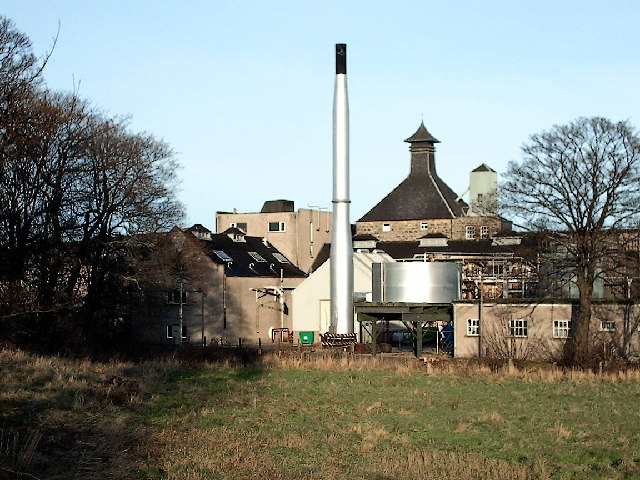
ベンリアック蒸溜所
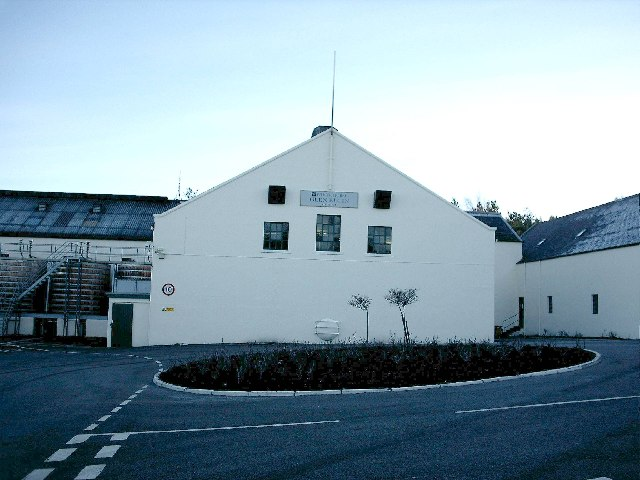
グレンエルギン蒸溜所
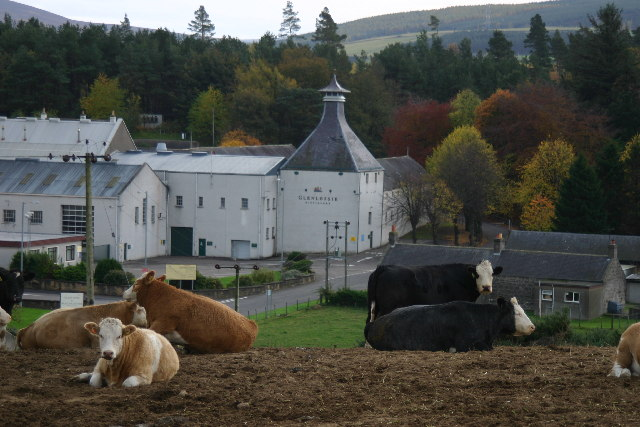
グレンロッシー蒸溜所
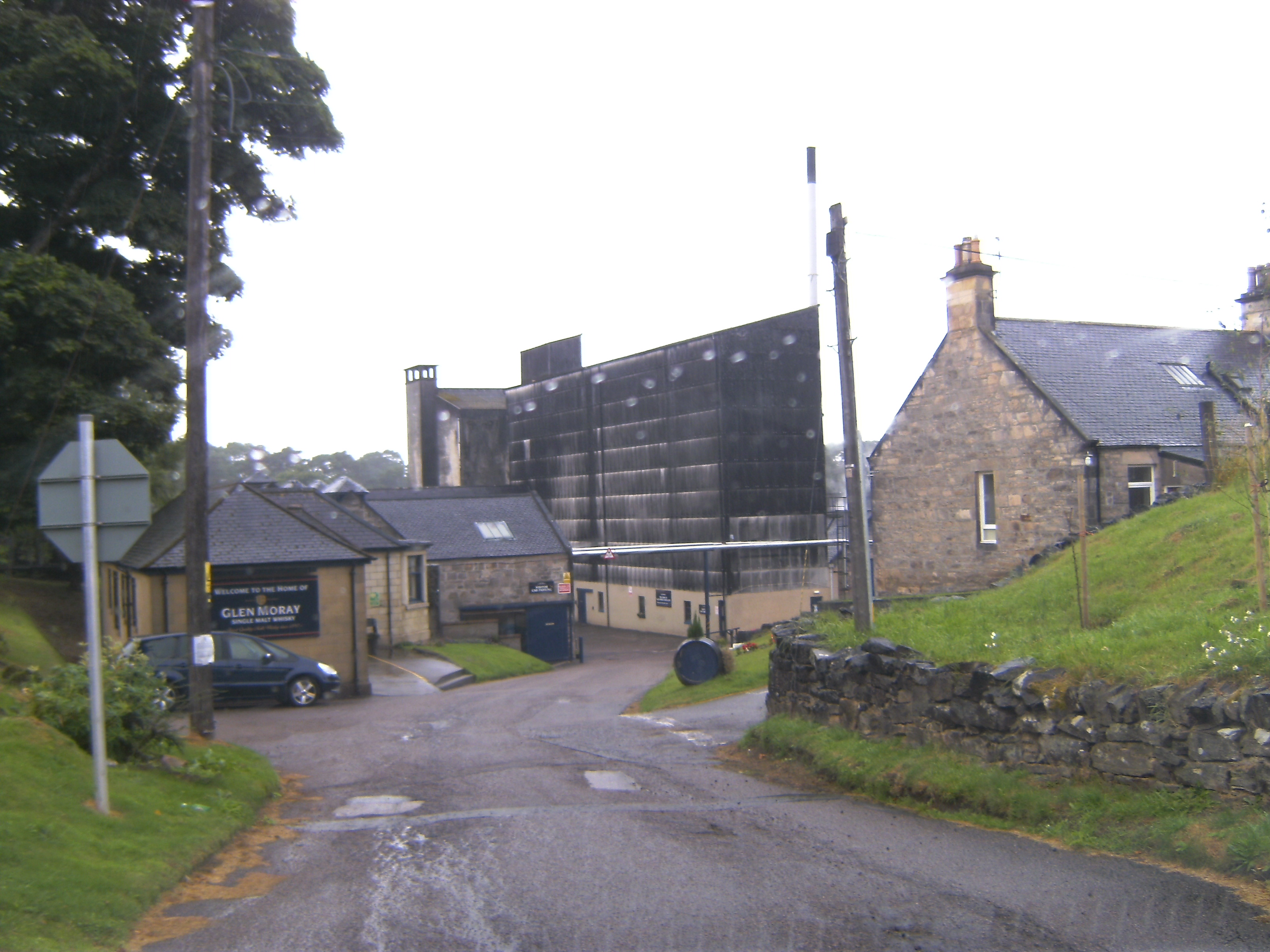
グレンマレン蒸留所
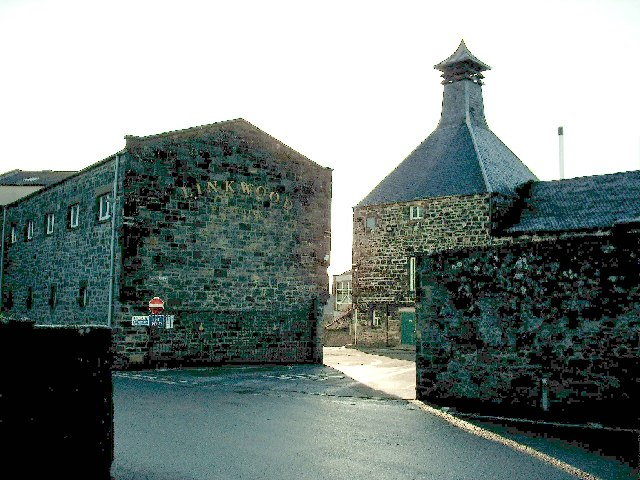
リンクウッド蒸留所
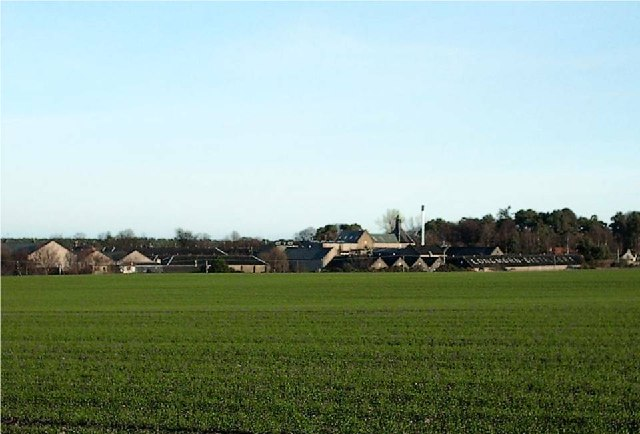
ロングモーン蒸留所
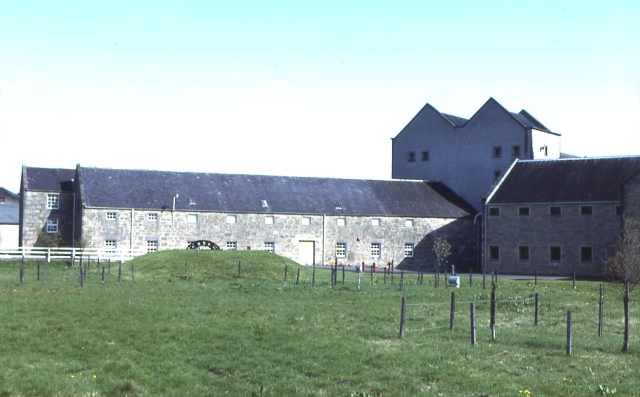
ミルトンダフ蒸留所

ベンリアック（Benriach）
1898年創業。2年で閉鎖され、20世紀中頃に操業を再開した。ロングモーン蒸留所と同時に建てられ、同蒸留所に隣接している。
グレンバーギー（Glenburgie）
1829年創業。創業当初はキルンフラットという名であった。二度の閉鎖を経つつ規模を拡大。エクスターナル・ヒーティングと呼ばれる特殊な方法で単式蒸留器を加熱している。
グレンエルギン（Glen Elgin）
1902年創業。工事の途中でウイスキー業界が不況に見舞われ、その影響で予定よりも小規模の施設となった。
グレンロッシー（Glenlossie）
1876年創業。1971年、敷地内にマノックモア蒸留所が建設された。
グレンマレイ（Glen Moray）
1897年、ビール工場を改装して創業。まもなく創業を停止し、1920年に再開。かつて刑場であった場所に建てられており、保税貯蔵庫を建設中に頭蓋骨が出土したことがある。
リンクウッド (Linkwood)
1821年創業。1936年に責任者として雇われたロデリック・マッケンジーは、味が変わるのを恐れて蜘蛛の巣を払うことさえ禁じたと伝えられている。
ロングモーン (Longmorn)
1894年、隣接するベンリアック蒸留所と同時に創業。初留釜と再留釜が別の部屋に置かれている。
マノックモア（Mannochmore）
1971年、グレンロッシー蒸留所の敷地内に建設される。1985年に操業が停止されたが再開。
ミルトンダフ（Miltonduff）
1824年創業。前身は修道院で、ビール醸造所として有名であった。もとはミルトンという名で、ファイフ伯ダフ一族が所有するようになってからミルトンダフと呼ばれるようになった。かつてはローランド・スチルと呼ばれる特殊な蒸留器を用いた製造もおこなっていた。
ローズアイル（Roseisle）
2010年創業。2020年時点ではすべてブレンデッドウイスキーの原酒として使用されており、シングルモルトウイスキーの販売はない。
- ベンリアック蒸溜所
- グレンエルギン蒸溜所
- グレンロッシー蒸溜所
- グレンマレン蒸留所
- リンクウッド蒸留所
- ロングモーン蒸留所
- ミルトンダフ蒸留所

#### バッキー（Buckie）
インチガワー（Inchgower）
1871年創業。貯蔵庫が広く、付近の蒸留所の樽も貯蔵している。

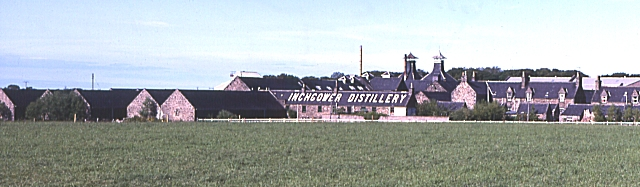
インチガワー蒸溜所

#### キース（Keith）

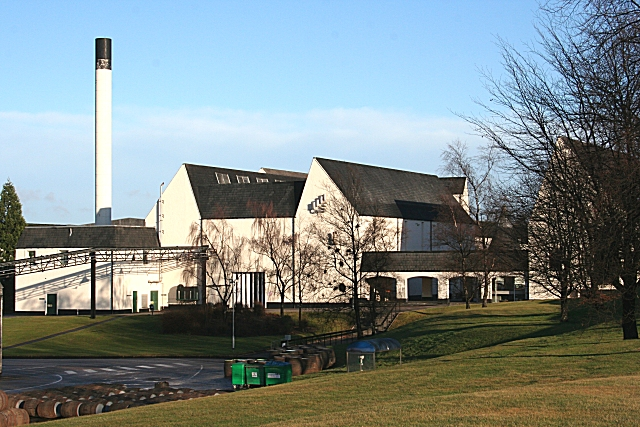
オスロスク蒸留所
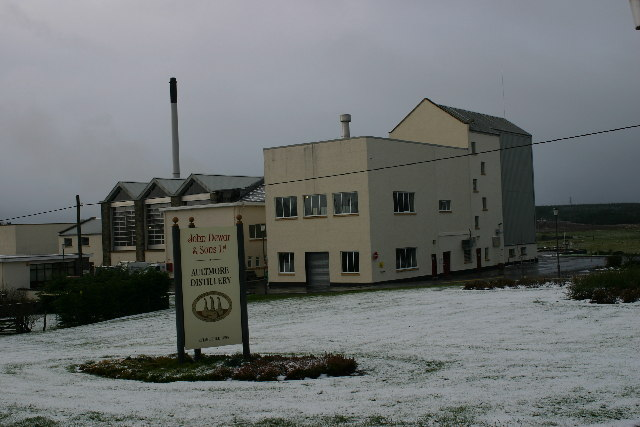
オルトモーア蒸留所
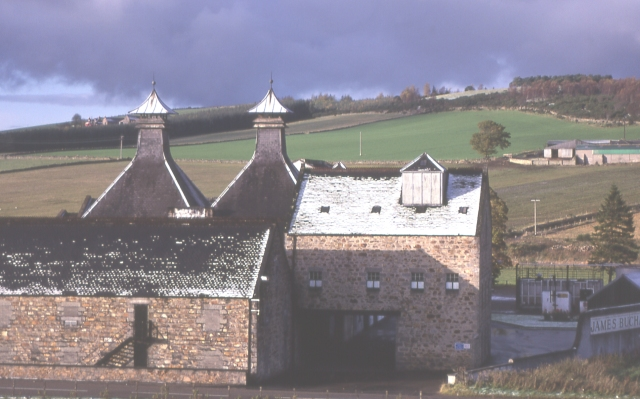
グレントファース蒸留所
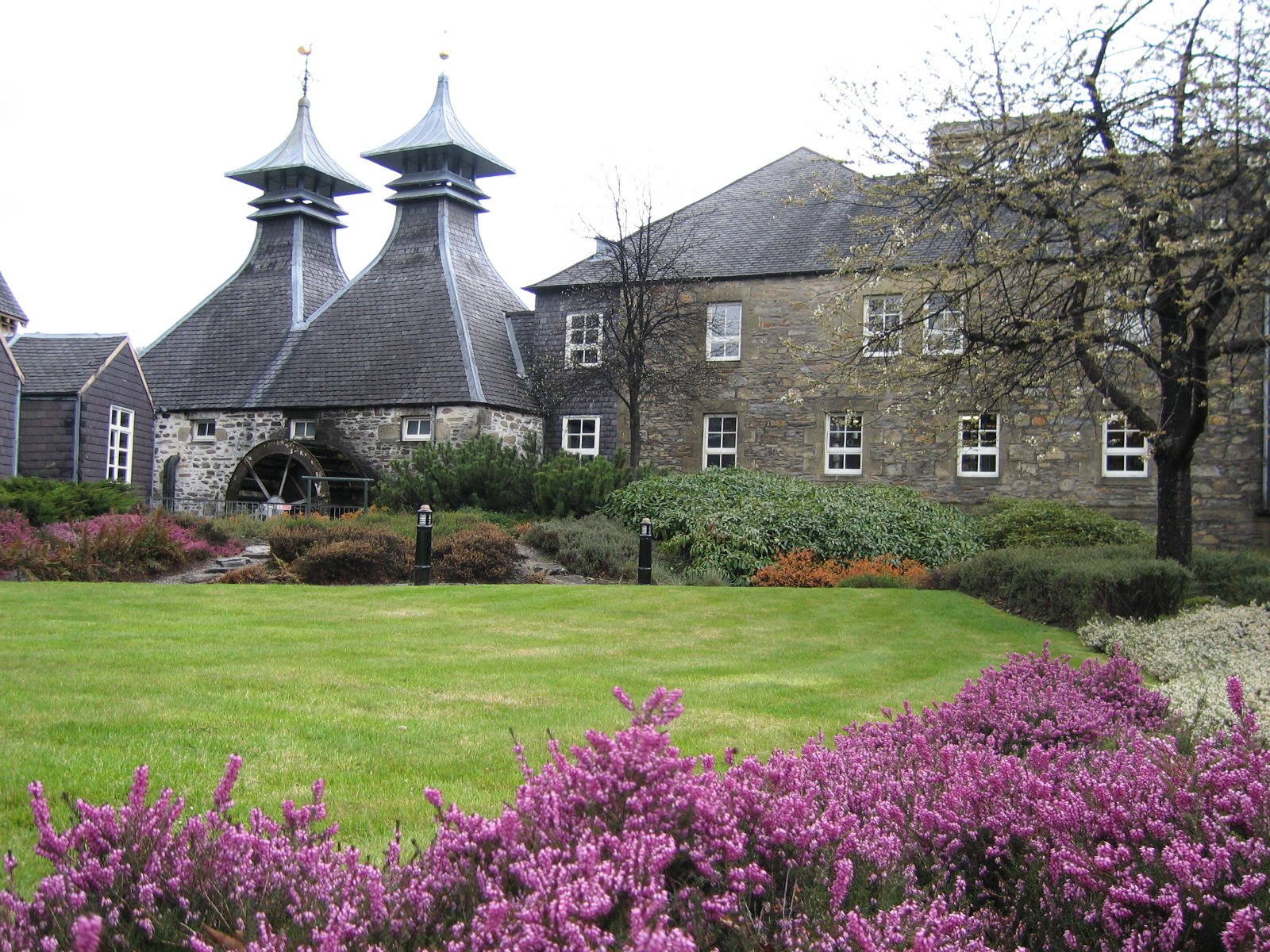
ストラスアイラ蒸溜所

オスロスク（Auchroisk）
1974年創業。広大な敷地面積（250エーカー）をもつ。
オルトモア（Aultmore）
1896年創業。周辺は泥炭地で、古くから密造酒の製造が盛んであった。同業者が処理方法に苦慮していたマッシュタンの搾り滓（ドラフ）と蒸留後の残留廃液（ポットエイル）を乾燥・圧縮して飼料を製造する手法を考案したことで知られ、ほとんどの蒸留所がこの手法を導入した。
グレンキース（Glen Keith）
1957年、ストラスアイラ蒸留所の第2蒸留所として操業を開始。アイラ川沿い、ストラスアイラ蒸留所の対岸に位置する。前身はオートミール工場。保税貯蔵庫を持たない。製造工程においては機械化が図られており、従業員は6名と少ない。ガスを用いて単式蒸留器を加熱する手法を初めて導入したことで知られる。また、1970年まで3回蒸留を行っていた。
グレントファース（Glentauchers）
1898年創業。ジェームズ・ブキャナンが初めて建設した蒸留所として知られる。
ストラスアイラ (Strathisla)
創業は1786年で、スペイサイド最古の歴史を持つ。リンネル産業が衰退したことを受け、地元の企業家がウイスキー造りに乗り出したのがきっかけであった。仕込み水の多くはブルームヒル・スプリングと呼ばれる貯水池から確保しているが、ここには近づく者を溺死させる水の妖精が現れると伝えられている。
ストラスミル（Strathmill）
1891年、製粉工場を改装して創業。1895年まではグレンアイラ・グレンリベット蒸留所という名であった。
- オスロスク蒸留所
- オルトモーア蒸留所

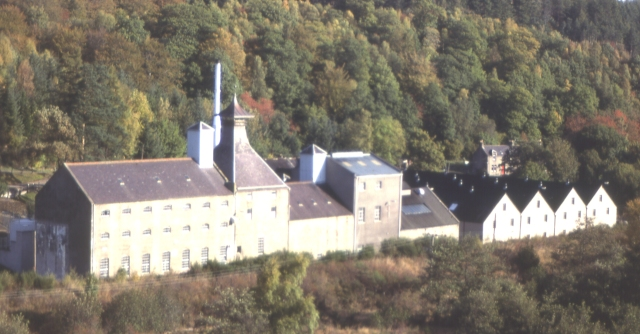
グレントファース蒸留所
- ストラスアイラ蒸溜所

#### ローゼス（Rothes）
グレングラント (Glen Grant)
1840年創業。創業者の一人であるジェームズ・グラントは地元の名士で、エルギンに鉄道を建設したことでも知られる。この鉄道はグレングラントをはじめとするスペイサイドモルトの南部への大量輸送を可能にした。
グレンロセス（Glen Rothes）
1878年創業。ニッカウヰスキーの創業者である竹鶴政孝がウイスキーの製法を学んだ蒸留所のひとつとして知られる。
グレンスペイ（Gren Spey）
1884年、オートミールの工場を改装して創業。そのため1887年まではミルズ・オブ・ローゼズと呼ばれていた。ローゼズ川のほとりにあり同川の水を冷却水として用いているが、かつては上流にあるグレンロセス蒸留所が使用後の冷却水をそのまま廃棄していたため、水温が高いことに悩まされていた。その影響からグレンスペイ蒸留所の単式蒸留器には補助冷却装置が取り付けられている。ニッカウヰスキーの創業者である竹鶴政孝がウイスキーの製法を学んだ蒸留所のひとつとして知られる。
スペイバーン（Speyburn）
1897年、ヴィクトリア女王の在位60年に合わせて創業。処刑所の跡地に建てられており、職人の中には夜間勤務を嫌う者も出たという。正式名称はスペイバーン・リベットであるが、リベット谷にあるわけではない。
- スペイバーン蒸留所

#### ダフタウン（Dufftown）
アルタベーン（アルタナベーン, Alt A' Bhainne）
1975年創業。シーバスブラザーズ保有。シーバスリーガルの原酒の一つである。保税貯蔵庫がない。
バルヴェニー (Balvenie)
1892年、グレンフィディック蒸留所に隣接する場所で創業。
ダフタウン（Dufftown）
1896年、食品工場を改装して創業。生産量は年間360万リットルで、ユナイテッド・ディスタラーズ社の系列に属する蒸留所の中で最大クラス。
グレンダラン（Glendullan）
1898年創業。年間生産量は310万リットル。
グレンフィディック (Glenfiddich)
1887年創業。スコットランド最大、29基の単式蒸留器がある。蒸留所内に瓶詰め設備がある。
キニンヴィ（Kininvie）
1990年創業。シングルモルトの発売は過去2回（銘柄名は「ヘーゼルウッド（Hazelwood）」。ただしキニンヴィ産のシングルモルトではないヘーゼルウッドもある）しかなく、「幻のシングルモルト」と呼ばれる。
モートラック（Mortlach）
1823年、古くから密造が盛んであった地域に創業。年間生産量は200万リットル。

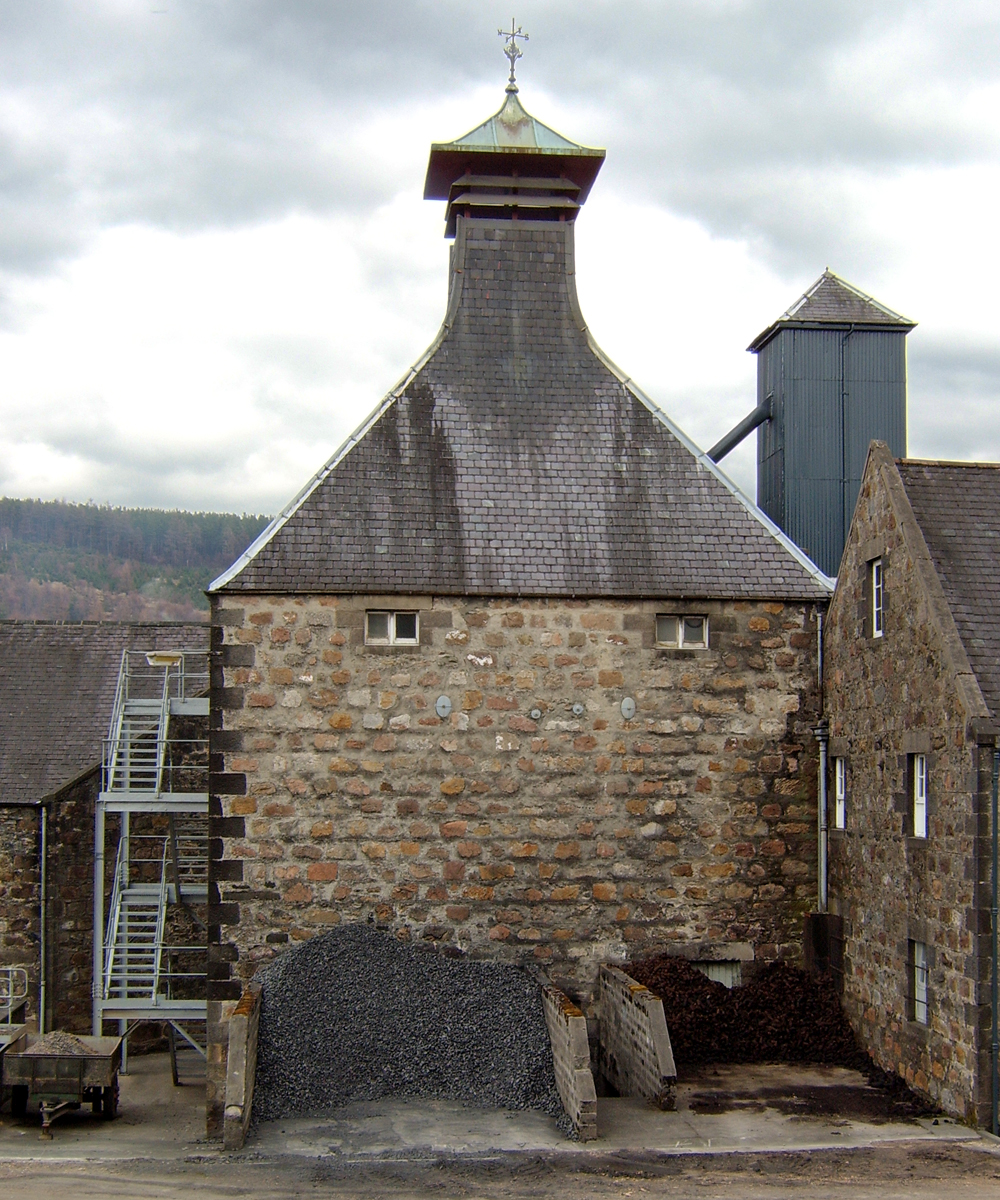
バルヴェニー蒸留所
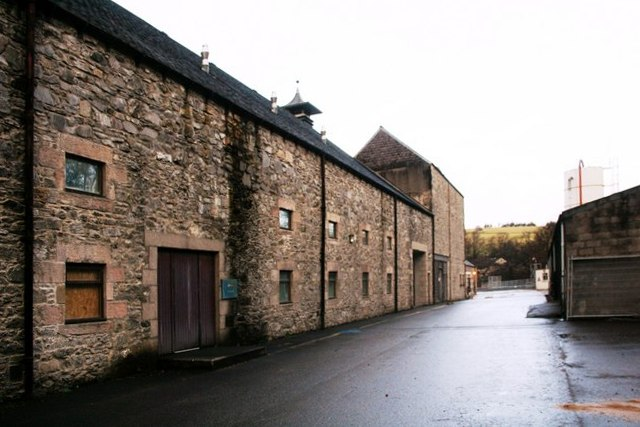
ダフタウン蒸留所
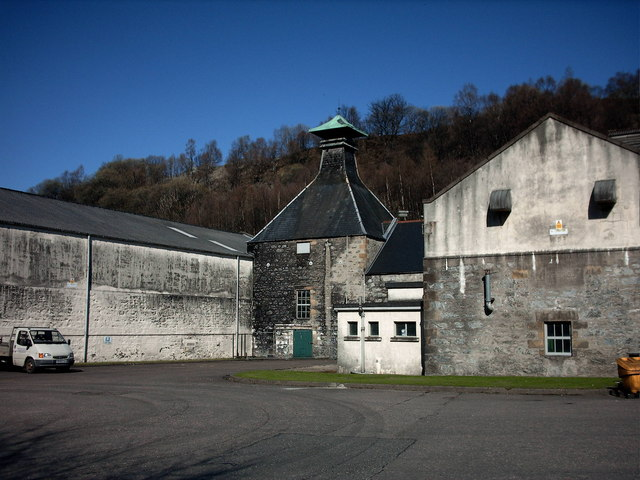
グレンダラン蒸留所
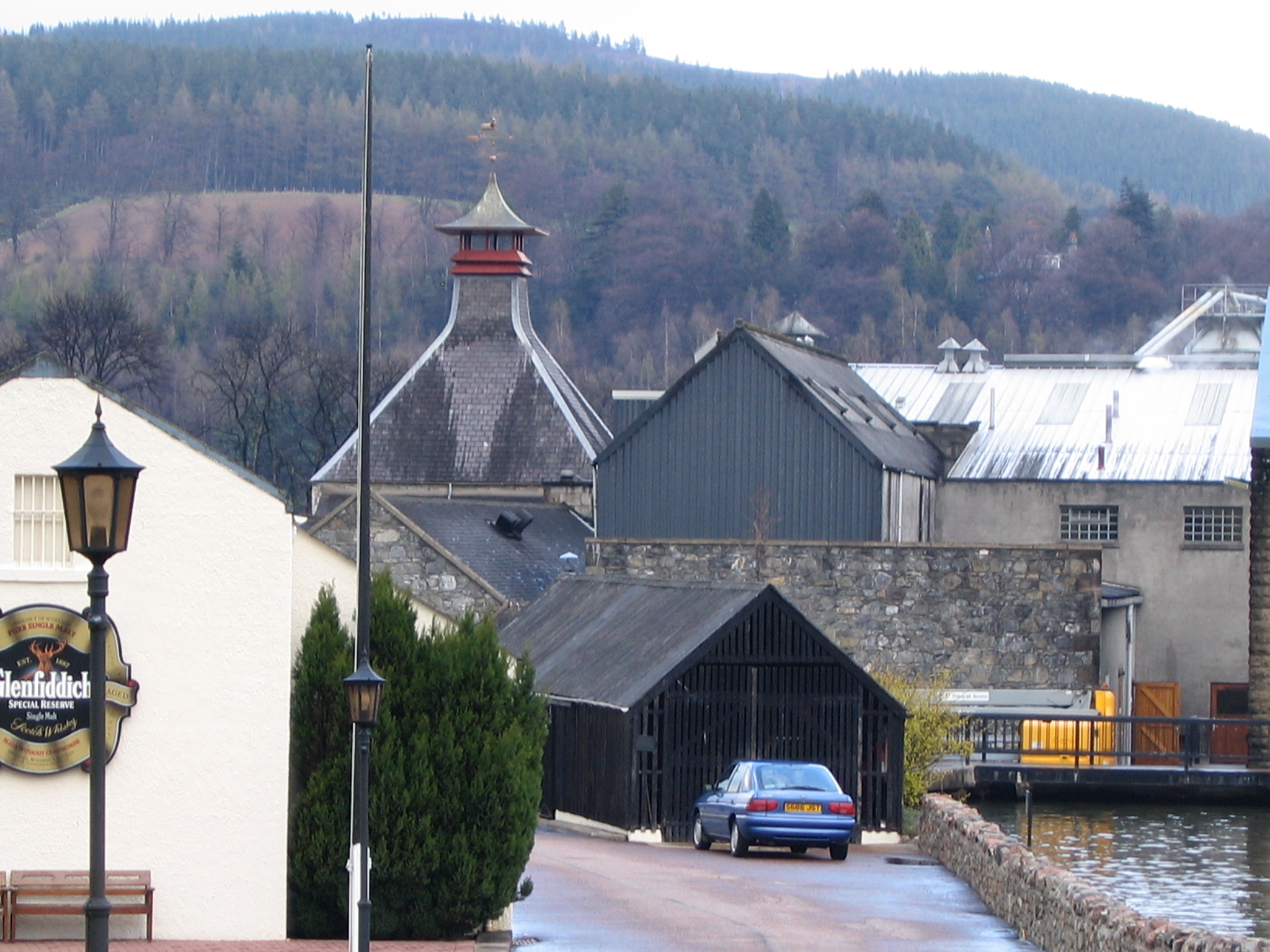
グレンフィディック蒸溜所
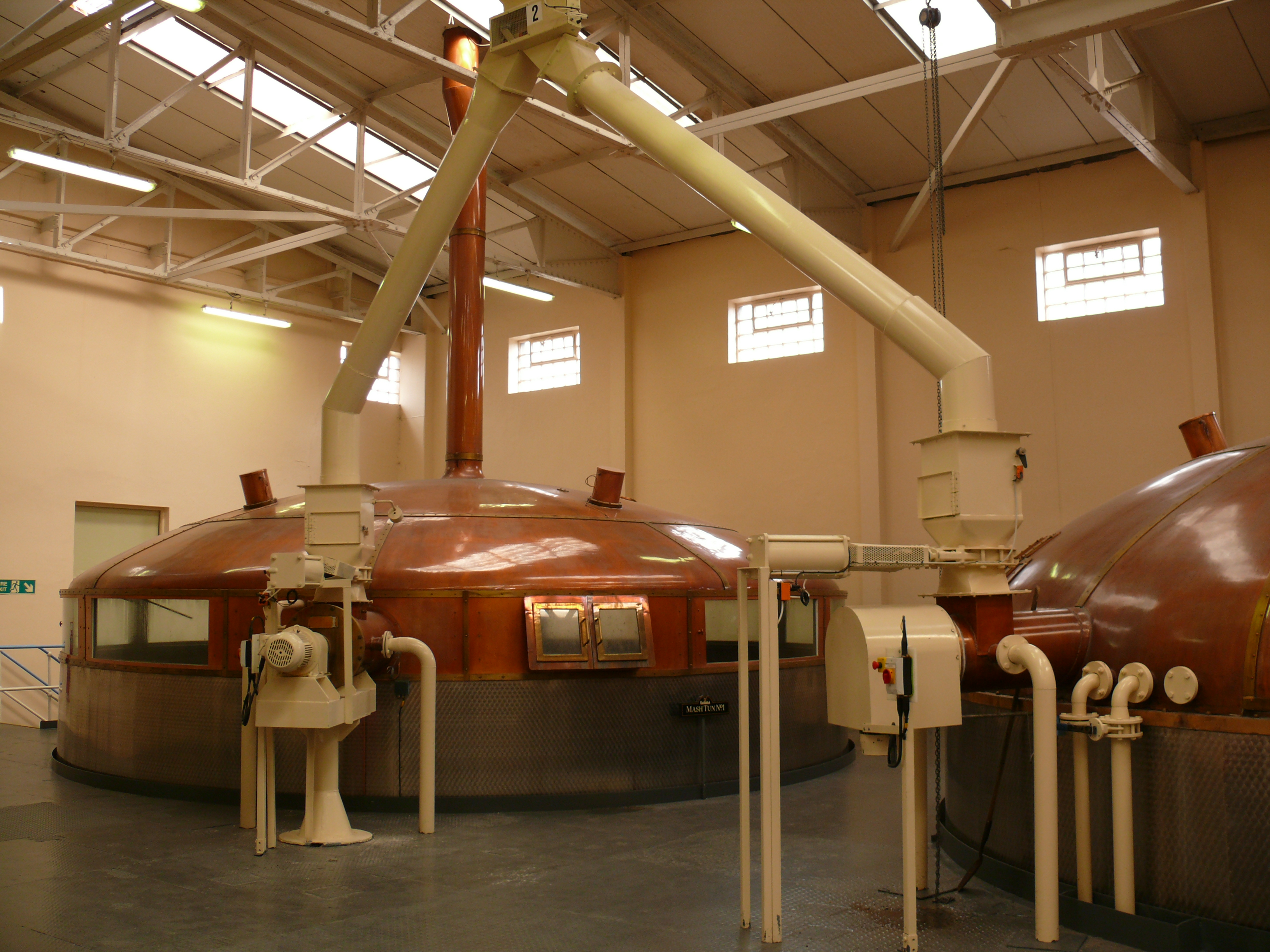
グレンフィディック蒸溜所のマッシュタン
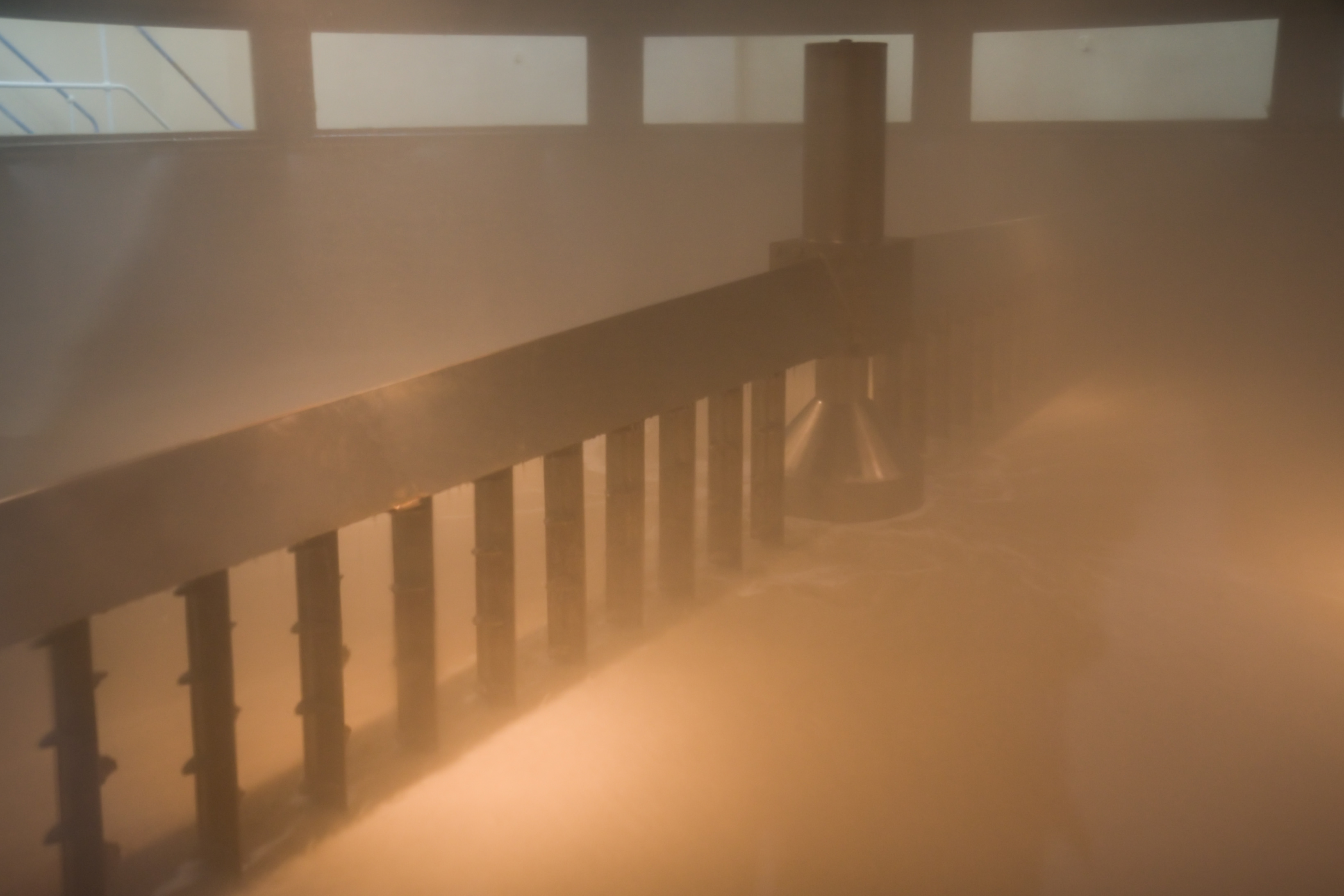
グレンフィディック蒸溜所のマッシュタン（内部）
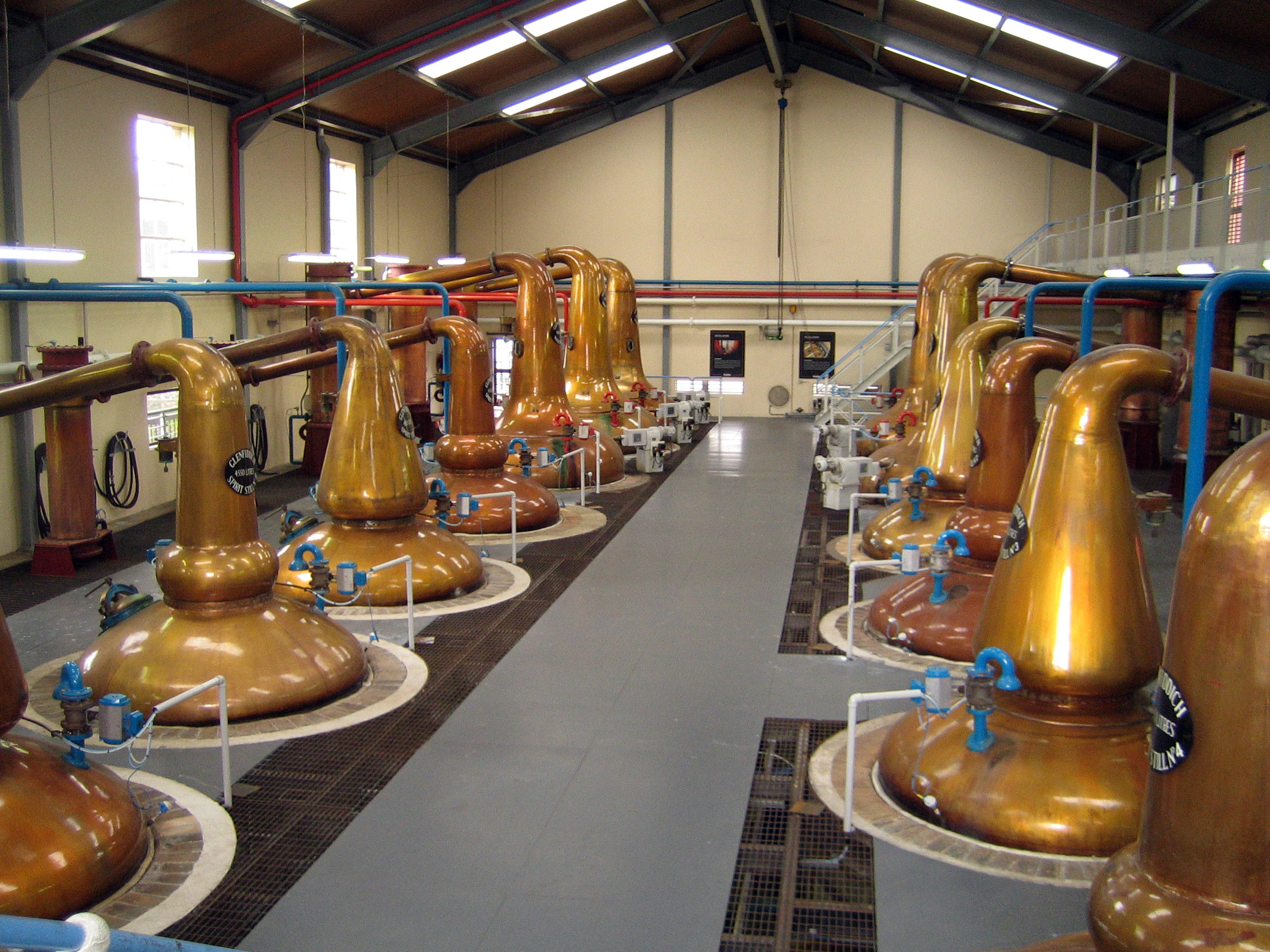
グレンフィディック蒸溜所の単式蒸留器
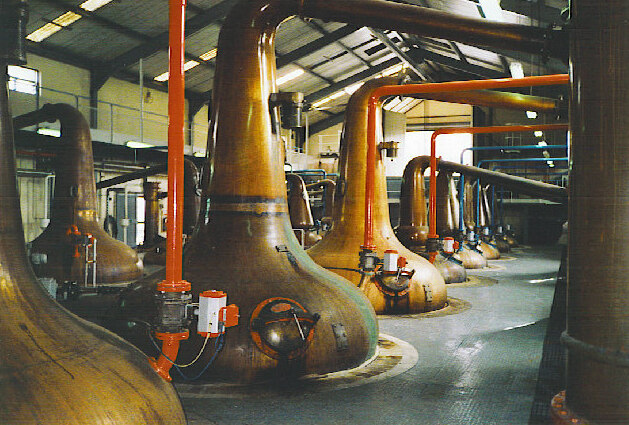
グレンフィディック蒸溜所の単式蒸留器
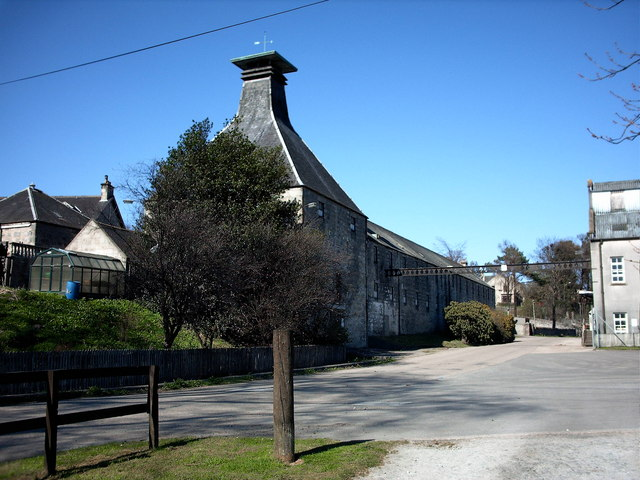
モートラック蒸溜所
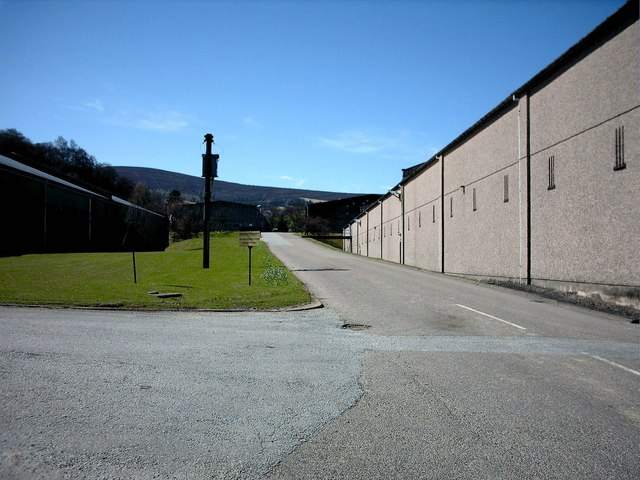
ピティヴェアック蒸溜所

#### リベット（Livet）
ブレイヴァル（Braeval）
1973年創業。当初はブレイズ・オブ・グレンリベットという名称で、1994年にブレイヴァルに改められた。標高350mの地点に建てられており、もっとも標高の高い場所に位置するスコットウイスキー蒸留所である。保税貯蔵庫を持たない。
ザ・グレンリベット (The Glenlivet)
1824年、政府公認蒸留所の第1号として創業。創業者のジョージ・スミスは密造業者から裏切り者として命を狙われることになり、護身用に銃を携帯するようになった。この銃は現在グレンリベット蒸留所に展示されている。成功を受けて同じ名称を使用する蒸留所が続出したため定冠詞つきの「ザ・グレンリベット」の名を用いるようになり、さらに裁判を起こした結果「ザ・グレンリベット」だけが「グレンリベット」の名称を用いることができるようになった。
タムナヴーリン（Tamnavulin）
1966年創業。正式名称はタムナヴーリン・グレンリベット蒸留所。前身は紡績工場。1995年5月に閉鎖されるも、経営権がホワイト・アンド・マッカイからUnited Breweries Groupの酒造部門に移されて施設を一新した上で、2007年7月に操業を再開した。
トミントール（Tomintoul）
1964年創業。ハイランドでもっとも標高が高い地域にある。

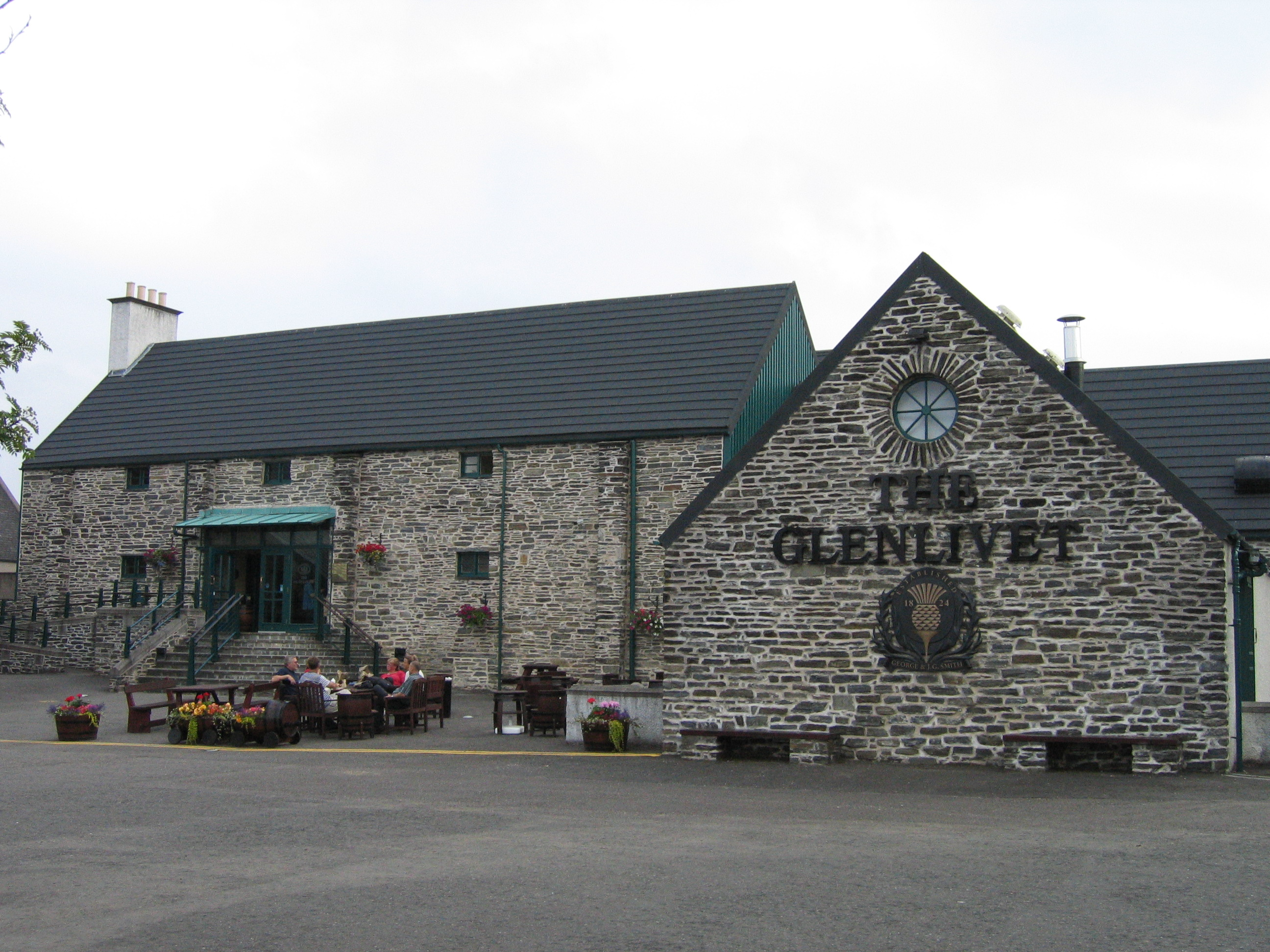
グレンリベット蒸溜所
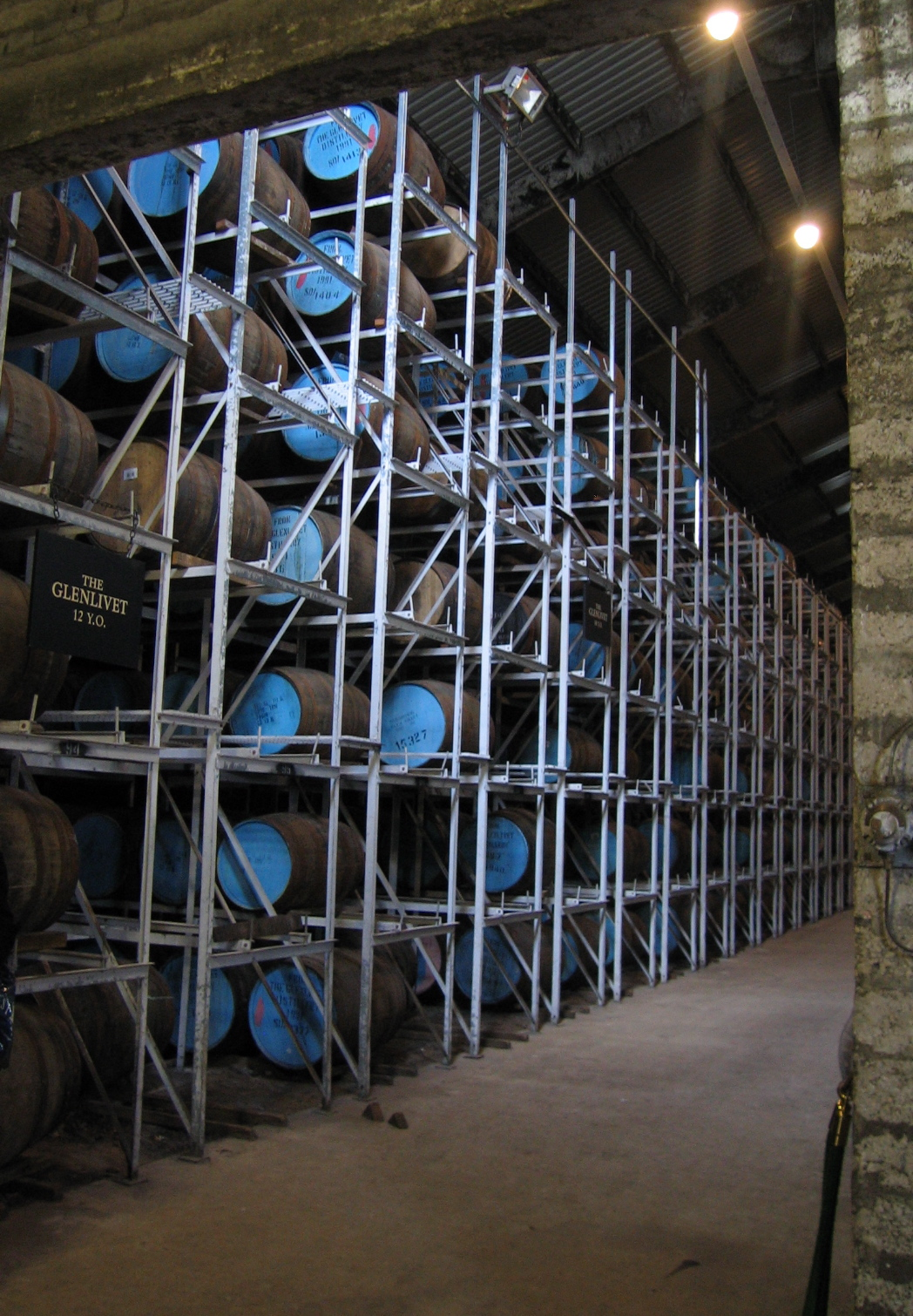
グレンリベット蒸溜所の貯蔵庫
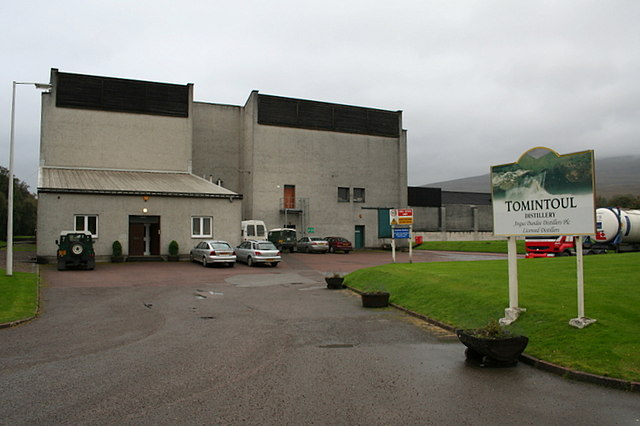
トミントゥール蒸溜所

#### スペイ川中流域他
アベラワー (Aberlour)
1826年創業。ラワー川沿いに位置する。
バルメナック（Balmenach）
創業は1824年だが、それ以前から密造を行っていた。税吏の忠告を聞き入れ、認可を受けたという。
ベンリネス（Benriness）
1826年創業。スペイサイドでもっとも標高の高い山（840m）であるベンリネスの麓、標高213mに位置する。
カードゥ（Cardhu）
1811年から密造を行っていた農家が、1824年に公認を得て創業。19世紀後半に大きな経営的成功を収め、当時の経営者エリザベス・カミングは「ウィスキー産業の女王」と呼ばれた。ジョニー・ウォーカーの主要原酒の一つで、ジョニー・ウォーカーの味の基調を作っている。
クラガンモア (Cragganmore)
1869年創業。創業者のジョン・スミスはザ・グレンリベット蒸留所の創業者ジョージ・スミスの私生児ともされ、マッカラン、ザ・グレンリベット、グレンファークラスなどのマネージャーを歴任した後、理想の蒸留所を作るべく創業した。
クライゲラキ（Craigellachie）
1891年創業。後にホワイトホース社の2代目社長となったピーター・マッキーが創業。マッキーはこの蒸留所で会社の年次総会を開いた。
ダルユーイン（Dailuaine）
1852年創業。この蒸留所の第2工場として建設されたのがインペリアル蒸留所である。
グレンアラヒー（Glenallachie）
1967年創業。スコティッシュ・アンド・ニューカッスル社がブレンデッドウイスキー「マッキンレー」の原酒を確保するために建設した。その後所有者は他社に移っている。
グレンファークラス (Glenfarclas)
1836年創業。スペイ川の中流域に位置する。
ダルムナック（Dalmunach）
2015年にインペリアル蒸留所跡地にオープンした。
ノッカンドオ (Knockando)
1898年創業。スペイ川中流域にある。
マッカラン (Macallan)
1824年創業。スペイ川中流域に位置し、付近は渡し場として交通の要所であった。
タムドゥー（Tamdhu）
1897年創業。かつて「密造者の谷」と呼ばれた場所にある。
トーモア（Tormore）
正式な創業年は1960年だが、生産を開始したのは1959年。スペイサイドでは20世紀になって初めて建てられた蒸留所である。アルバート・リチャードソン設計の建物は美しいと評判である。敷地内に設けられた池は、冬にはカーリング場として使用される。

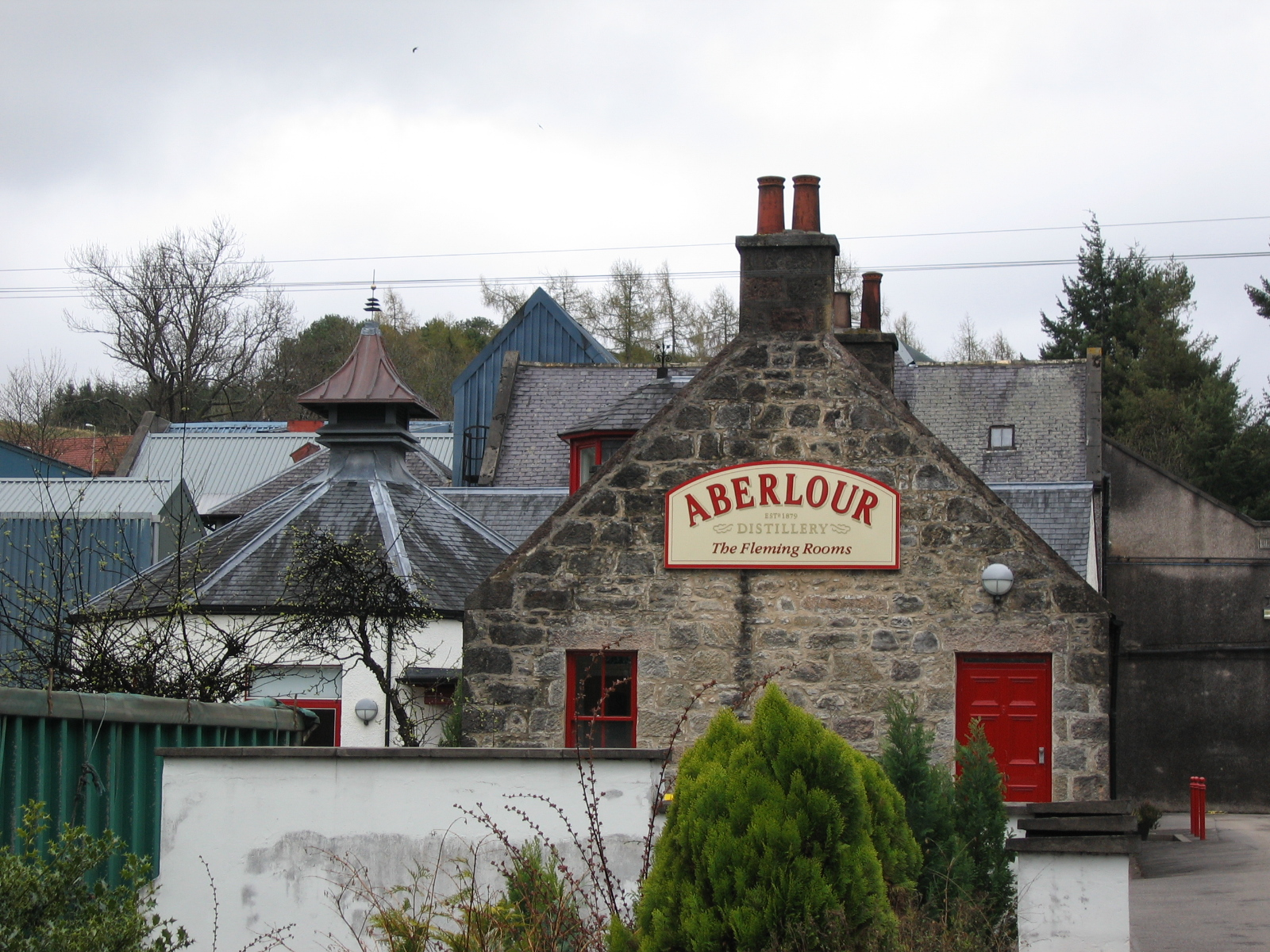
アベラワー蒸溜所
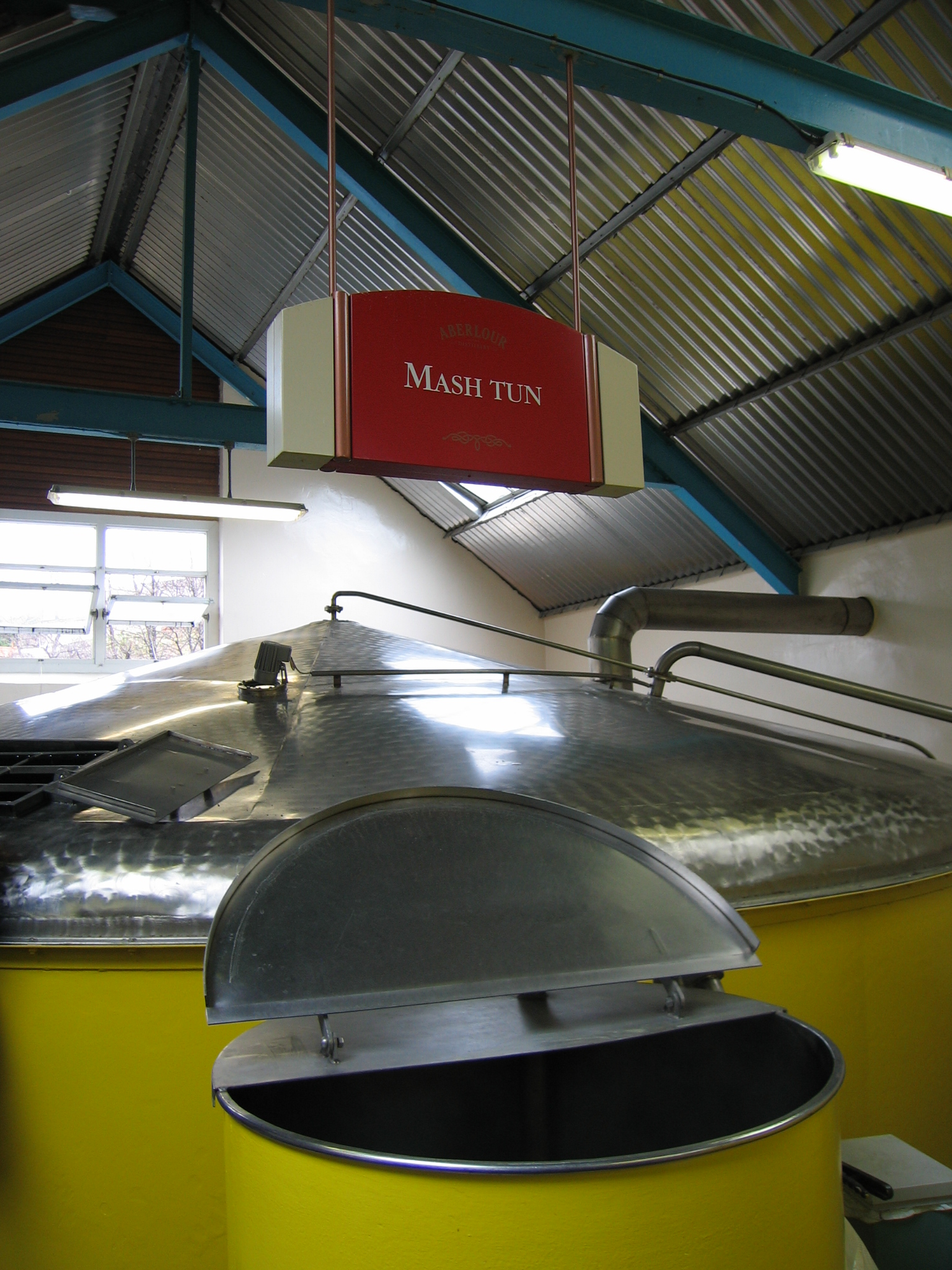
アベラワー蒸溜所のマッシュタン
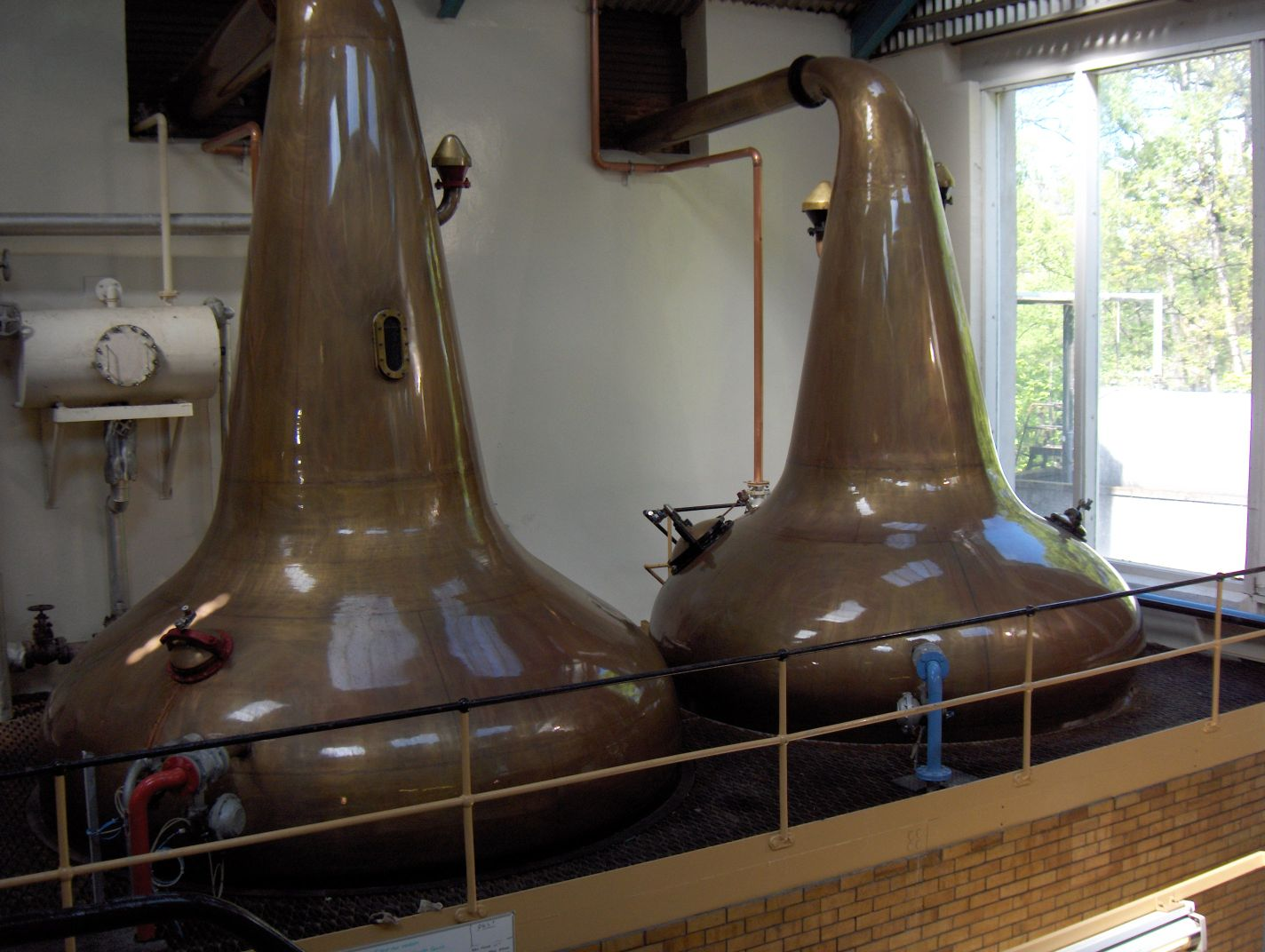
アベラワー蒸溜所の単式蒸留器
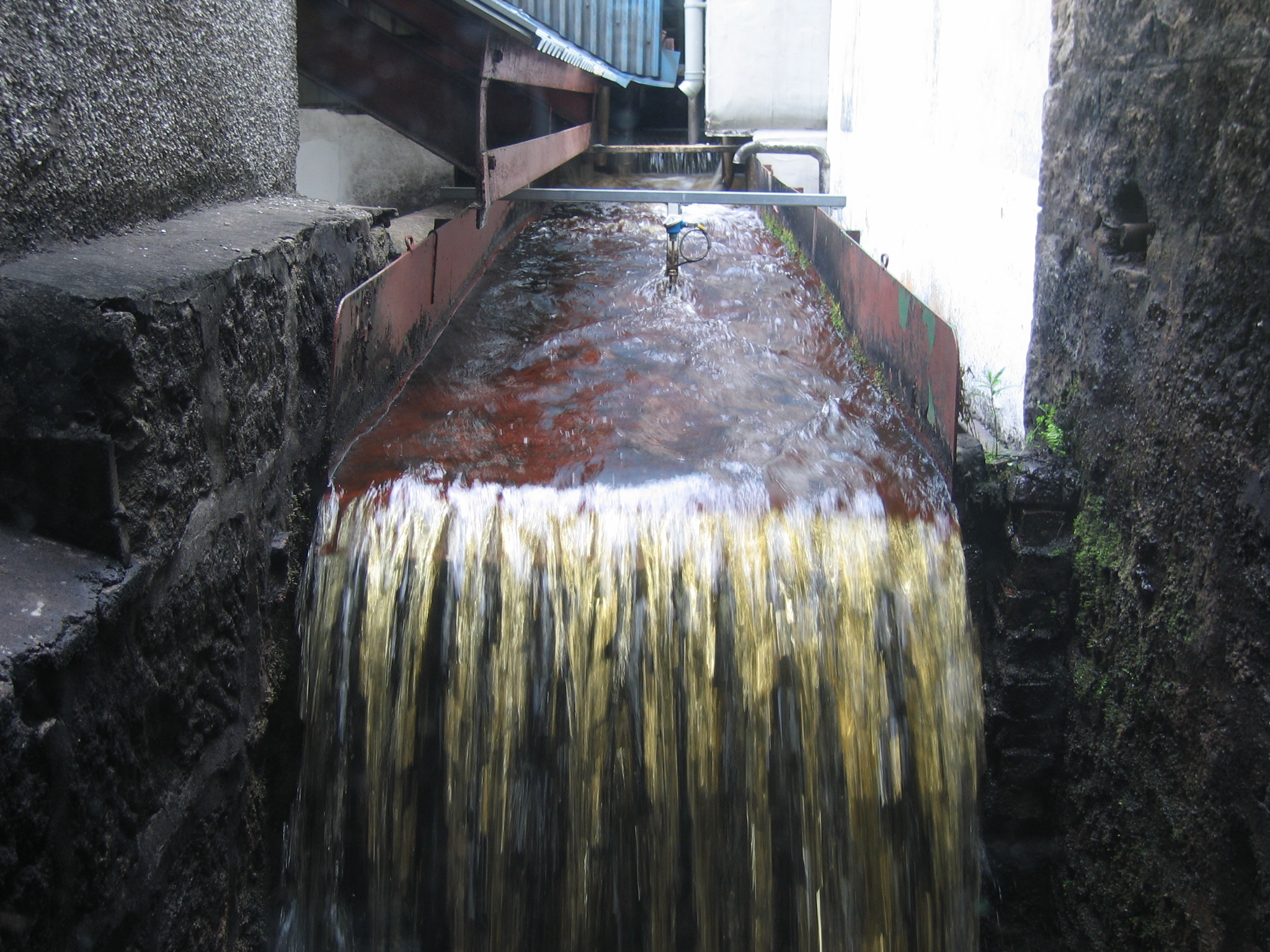
ピート色に染まった水（アベラワー蒸溜所）
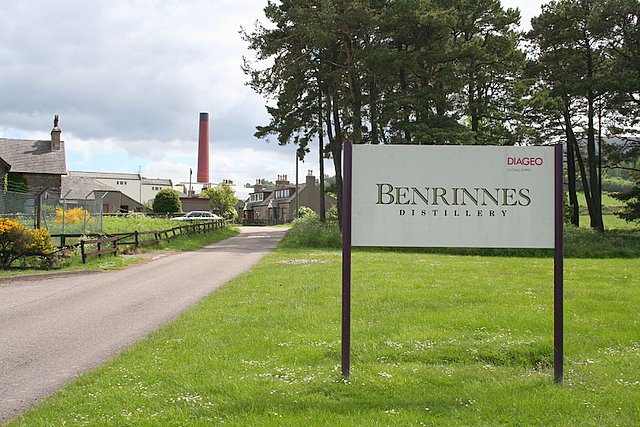
ベンリネス蒸留所
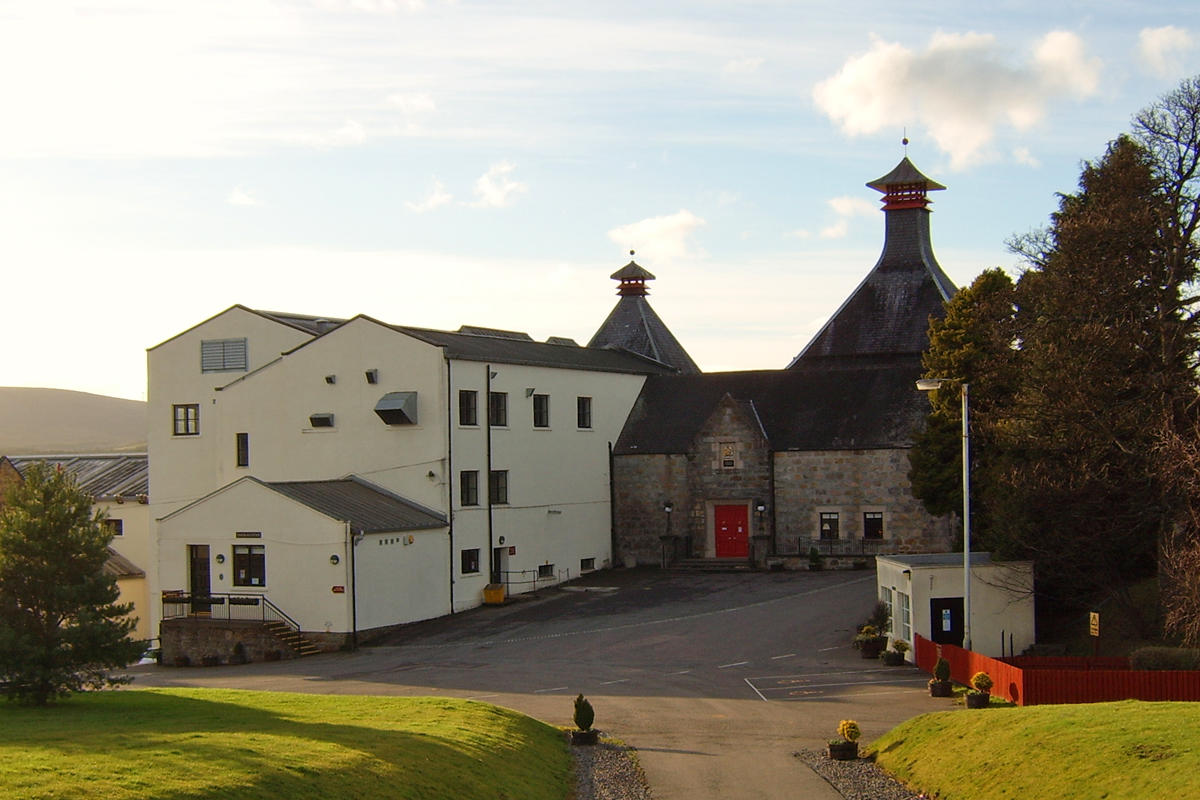
カードゥ蒸溜所
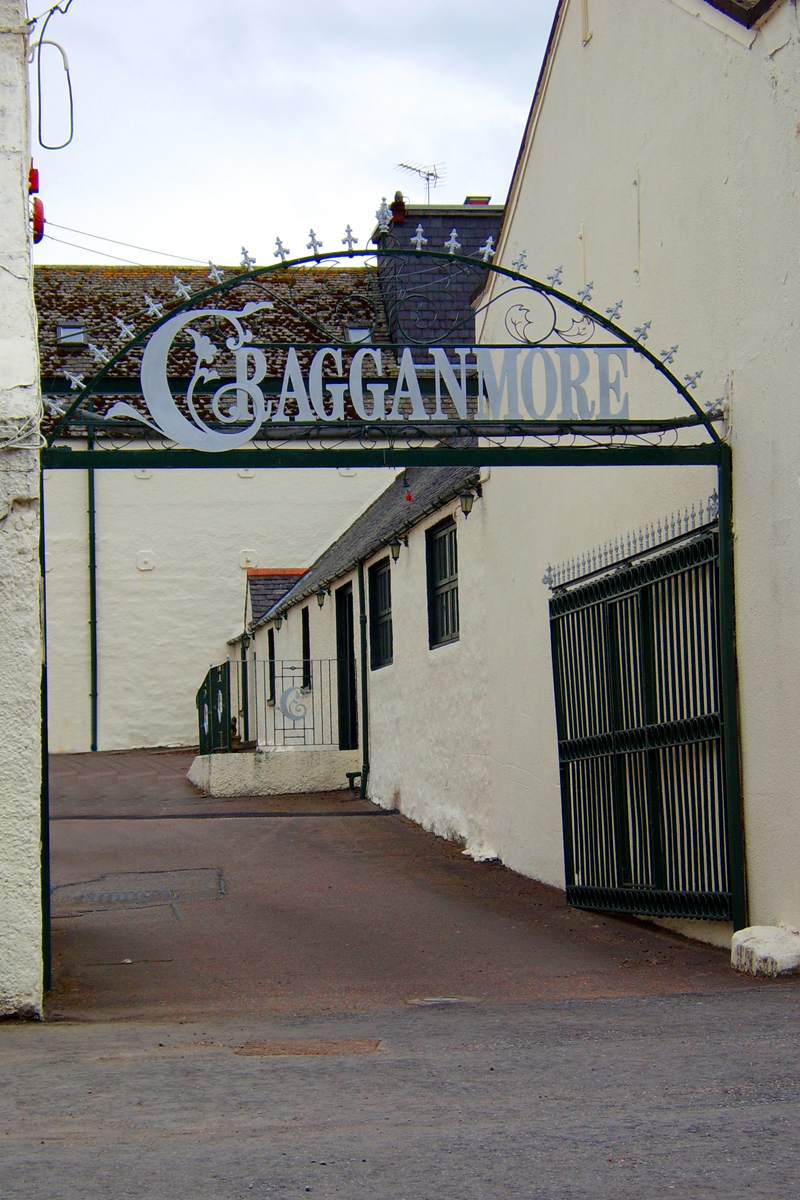
クラガンモア蒸溜所
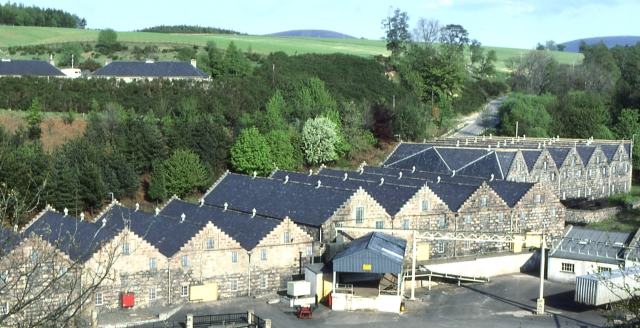
ダルユーイン蒸溜所
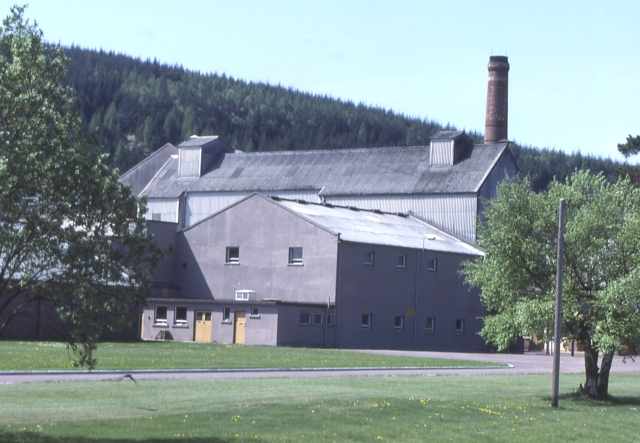
インペリアル蒸溜所
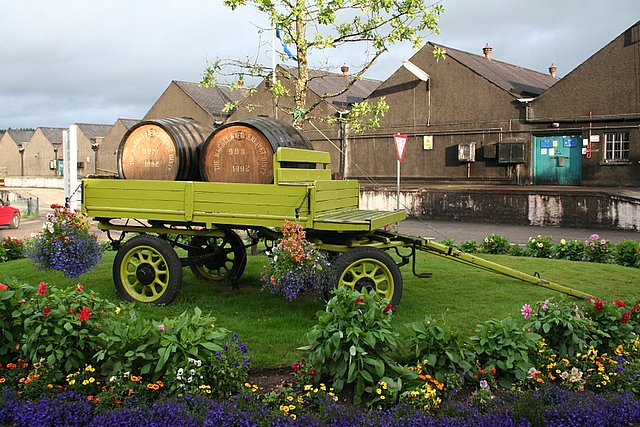
マッカラン蒸溜所
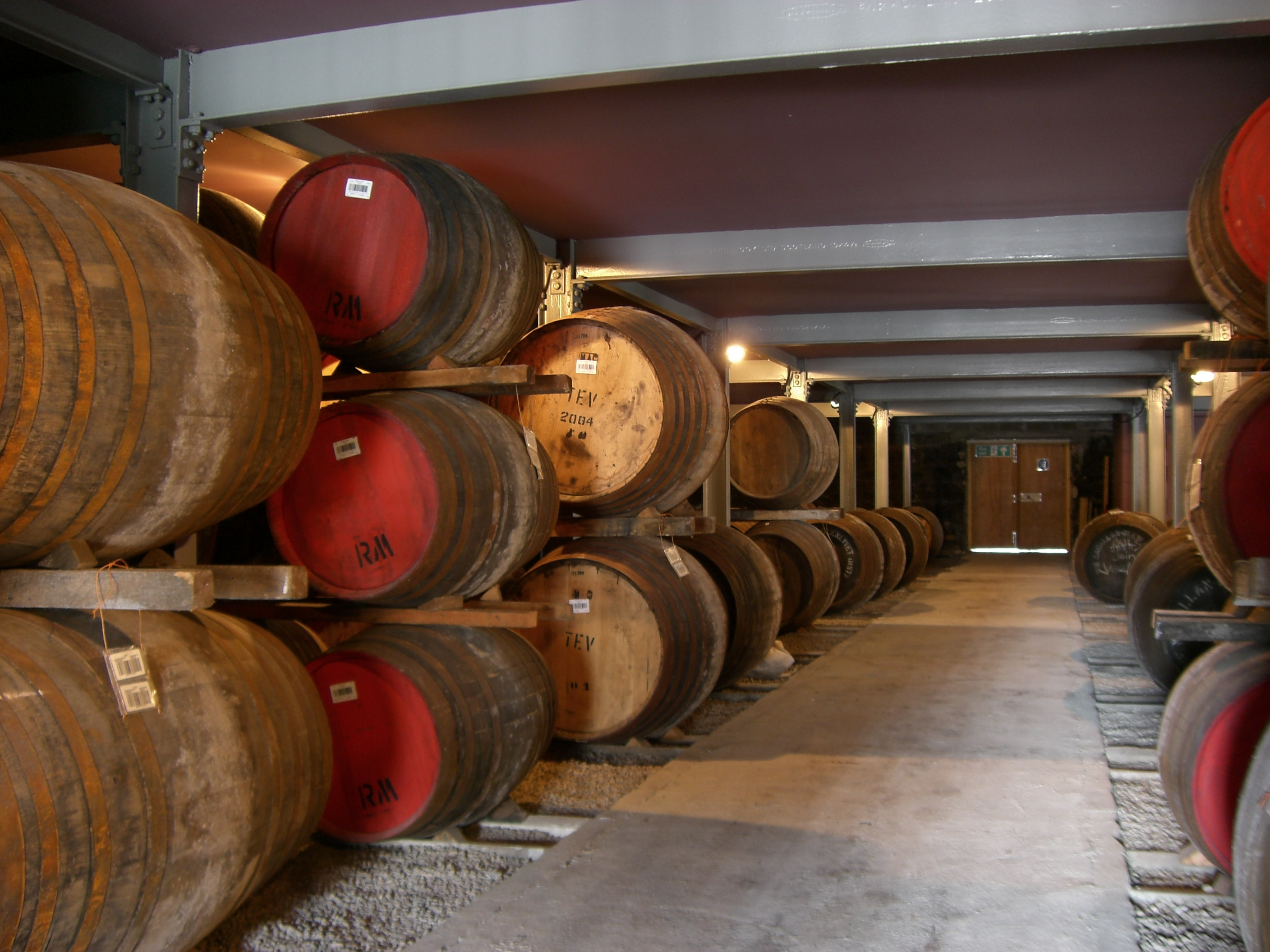
マッカラン蒸留所の貯蔵庫
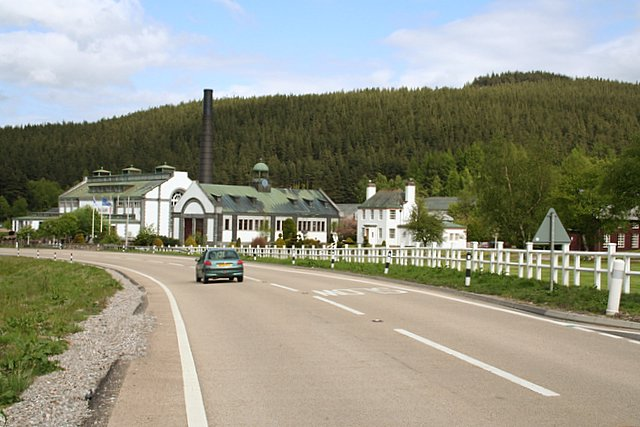
トーモア蒸溜所

### ローランド（Lowland）
オーヘントッシャン (Auchentoshan)
1800年頃創業。グラスゴーの北西16kmにある。ローランドの伝統であった3回蒸溜を守り続ける唯一の蒸溜所である。第二次世界大戦中にドイツ軍の空襲により破壊され、流れ出したウイスキーで近くの川が琥珀色に染まったと伝えられている。1994年以降サントリーが所有している。
ブラドノック (Bladnoch)
1817年創業。スコットランド最南端の蒸溜所。ウィグタウンにある。1930年代までは農家が副業的に操業していた。操業停止を繰り返しながら不定期に操業を続けている。施設の一部をホールに改造したり敷地の一部をキャンプ場とするなど、観光客誘致に取り組んでいる。
グレンキンチー (Glenkinchie)
1837年創業。エディンバラの東部の農村地帯にある。ドラフ（麦芽の搾りかす）や蒸留工程で出る廃液を利用して育てられたアバディーン・アンガス牛は評価の高い肉牛である。敷地内にはウィスキー博物館があり、蒸留所の模型（1/6スケール）が展示されている。
ダフトミル (Daftmill)
2003年創業。2005年にライセンスを取得した。豪農カスバート家が、本業の片手間に始めた。2005年初蒸留。
アイルサベイ (AILSA BAY)
2007年創業。レディバーン蒸留所の跡地に創設した。
アナンデール (Annandale)
元々は1830年にジョージ・ドナルドによって設立された。アナンデール蒸留所が長い時間の後、ついに2007年に再オープンした。スコットランドの境界線に位置し、この蒸留所は公式には2014年にオープンとし、最初の蒸スピリッツを製造した。シングルモルトとしては2018年にボトリングされている。
エデンミル (Eden.mill)
2012年創業。さまざまな樽を使いスモールバッチでウイスキーを製造し、18世紀のウイスキー作りの伝統にヒントを得た手作りの手法を誇りにしている。
キングスバーンズ (Kingsbarns)
2014年創業。

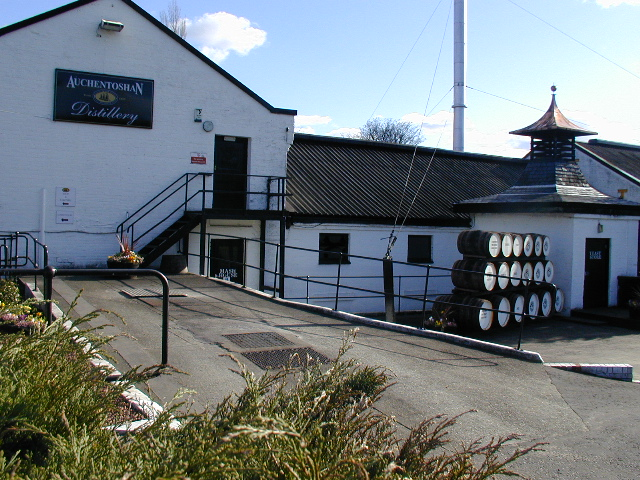
オーヘントッシャン蒸溜所
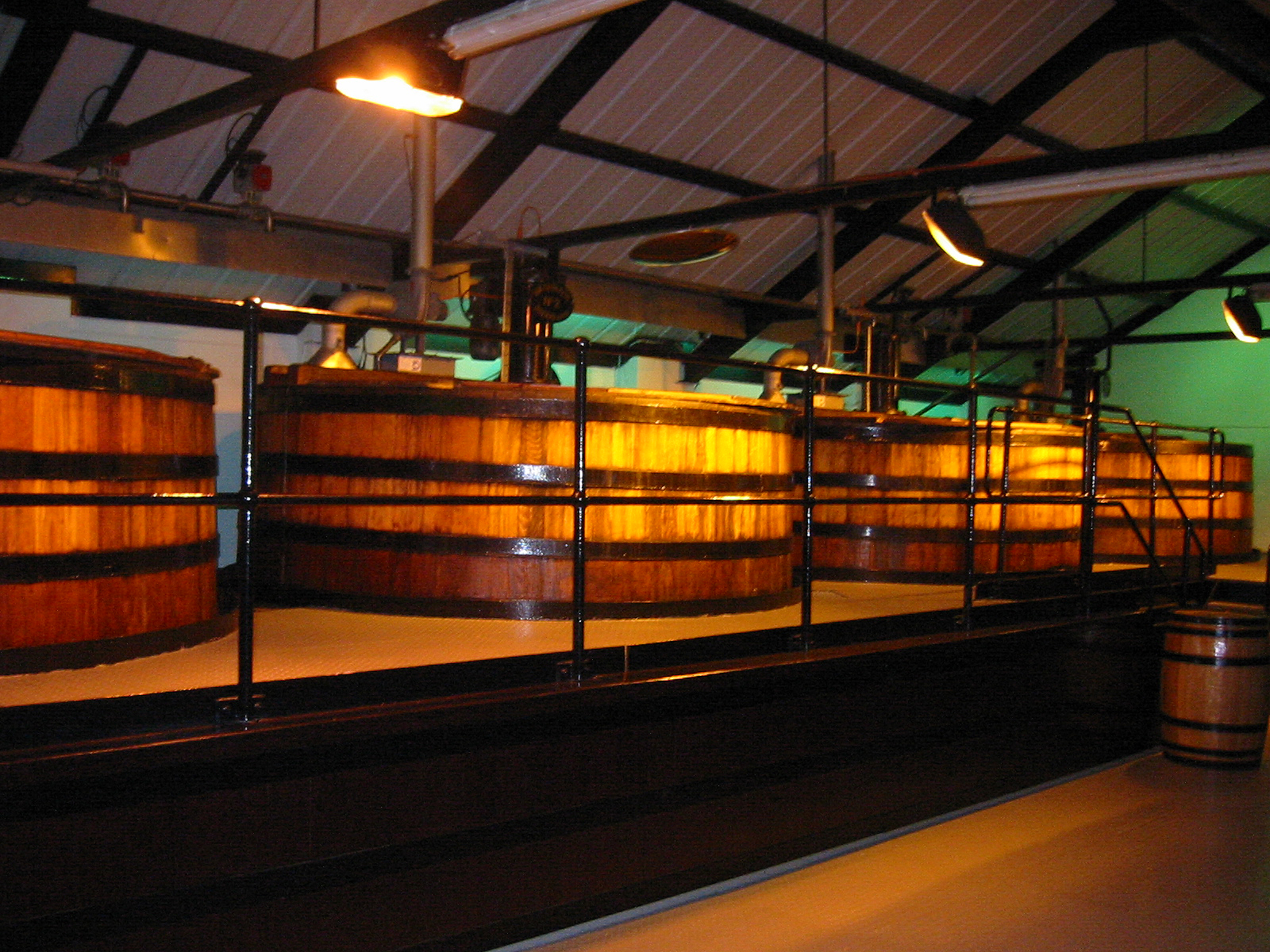
オーヘントッシャン蒸溜所のウォッシュバック
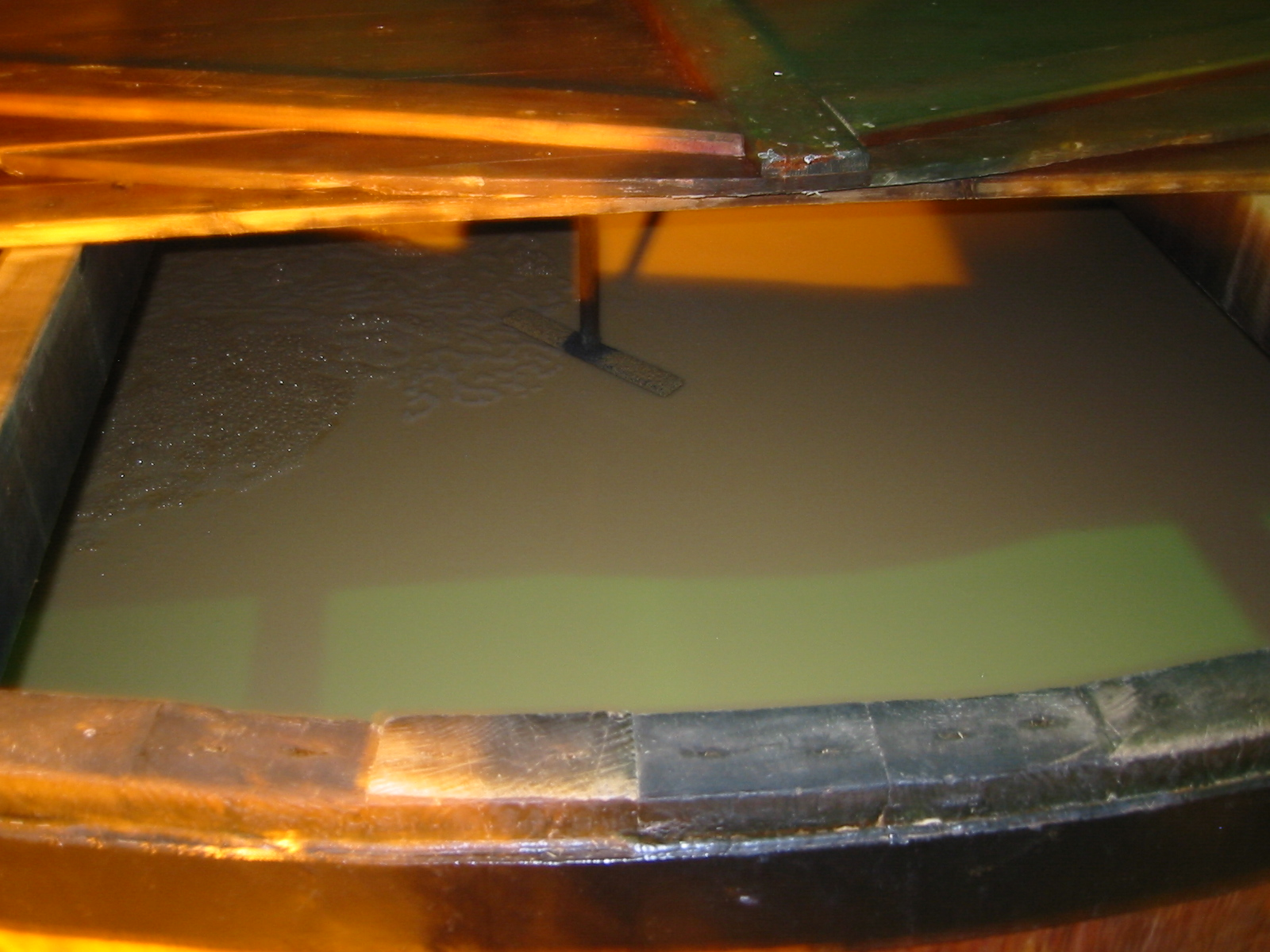
オーヘントッシャン蒸溜所のウォッシュバック（内部）
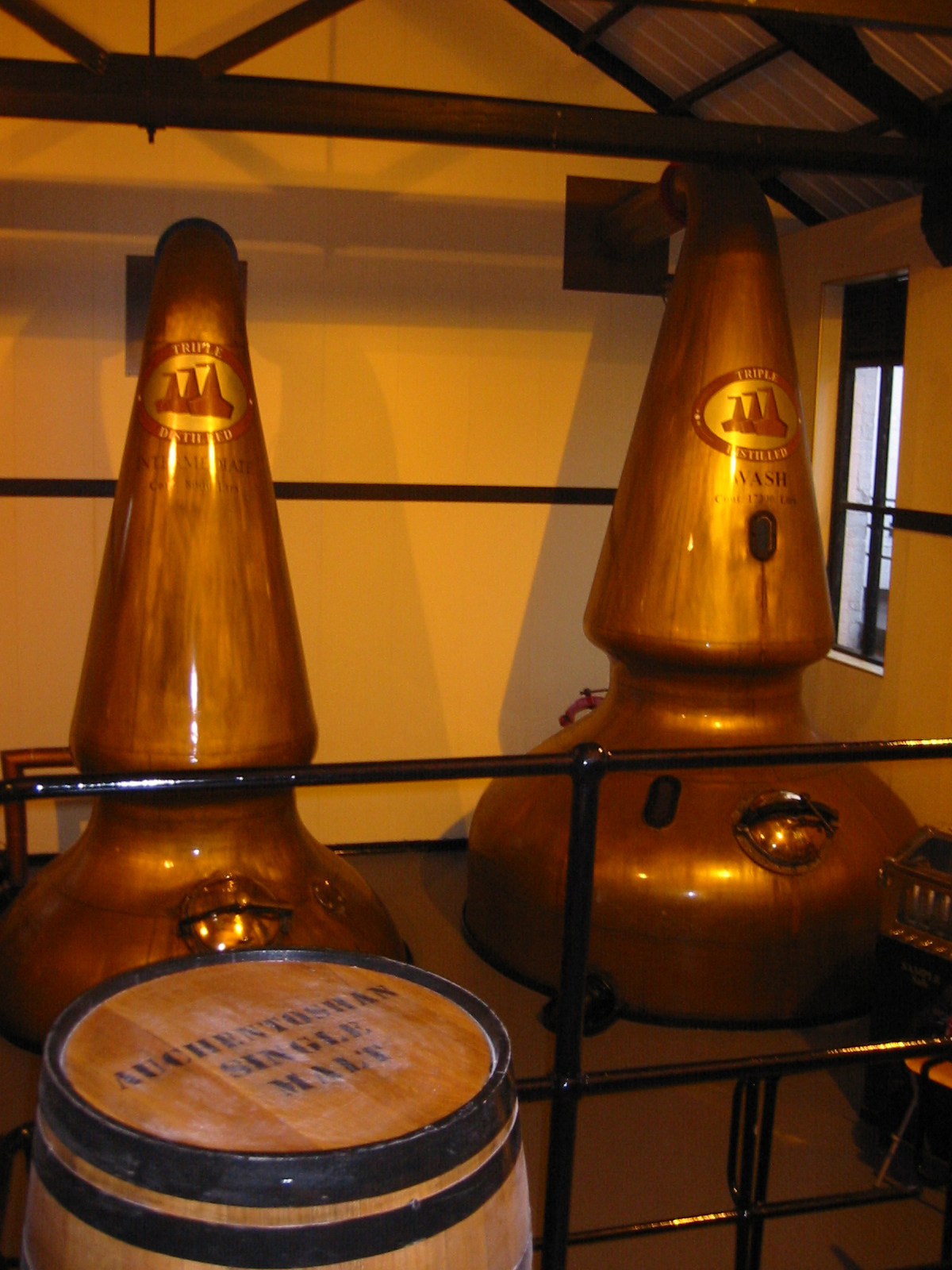
オーヘントッシャン蒸溜所の単式蒸留器
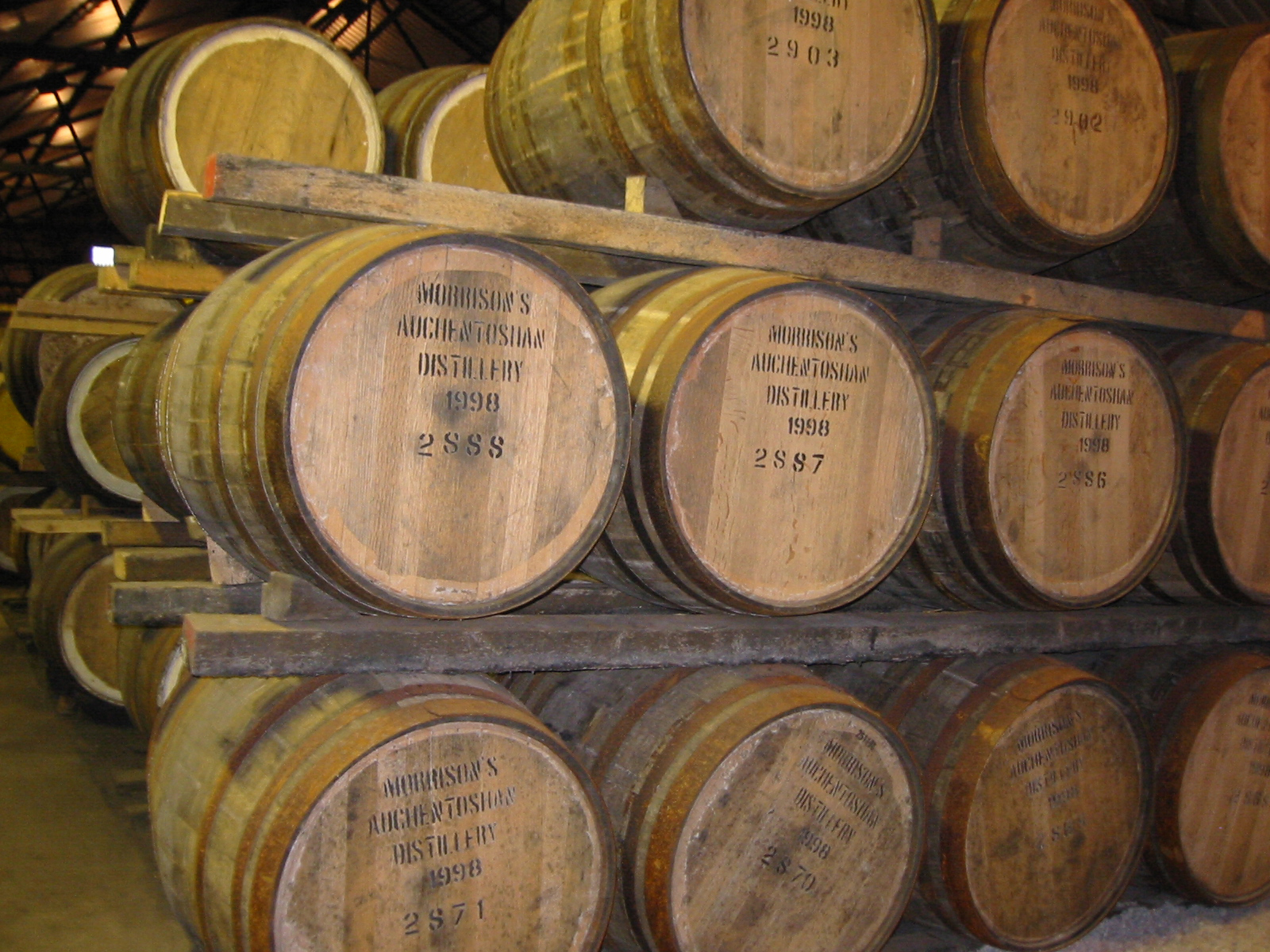
オーヘントッシャン蒸溜所の貯蔵庫
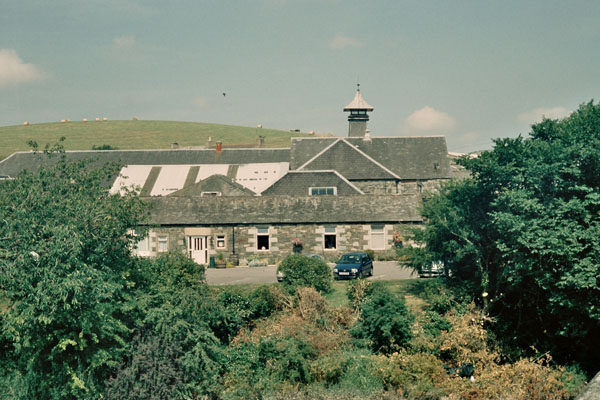
ブラッドノック蒸留所
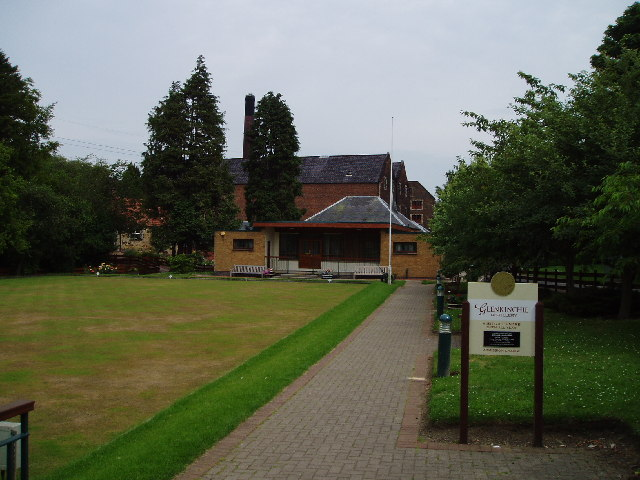
グレンキンチー蒸溜所
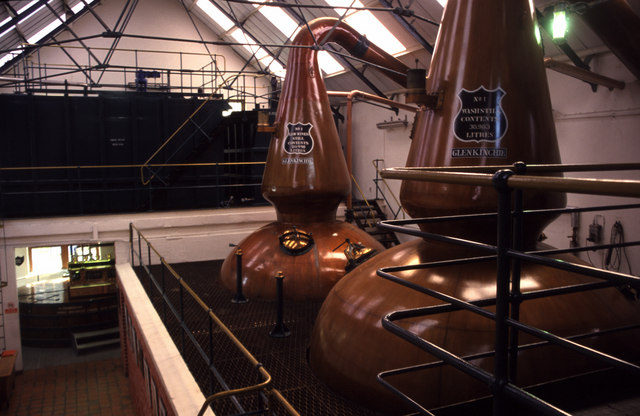
グレンキンチー蒸溜所の単式蒸留器
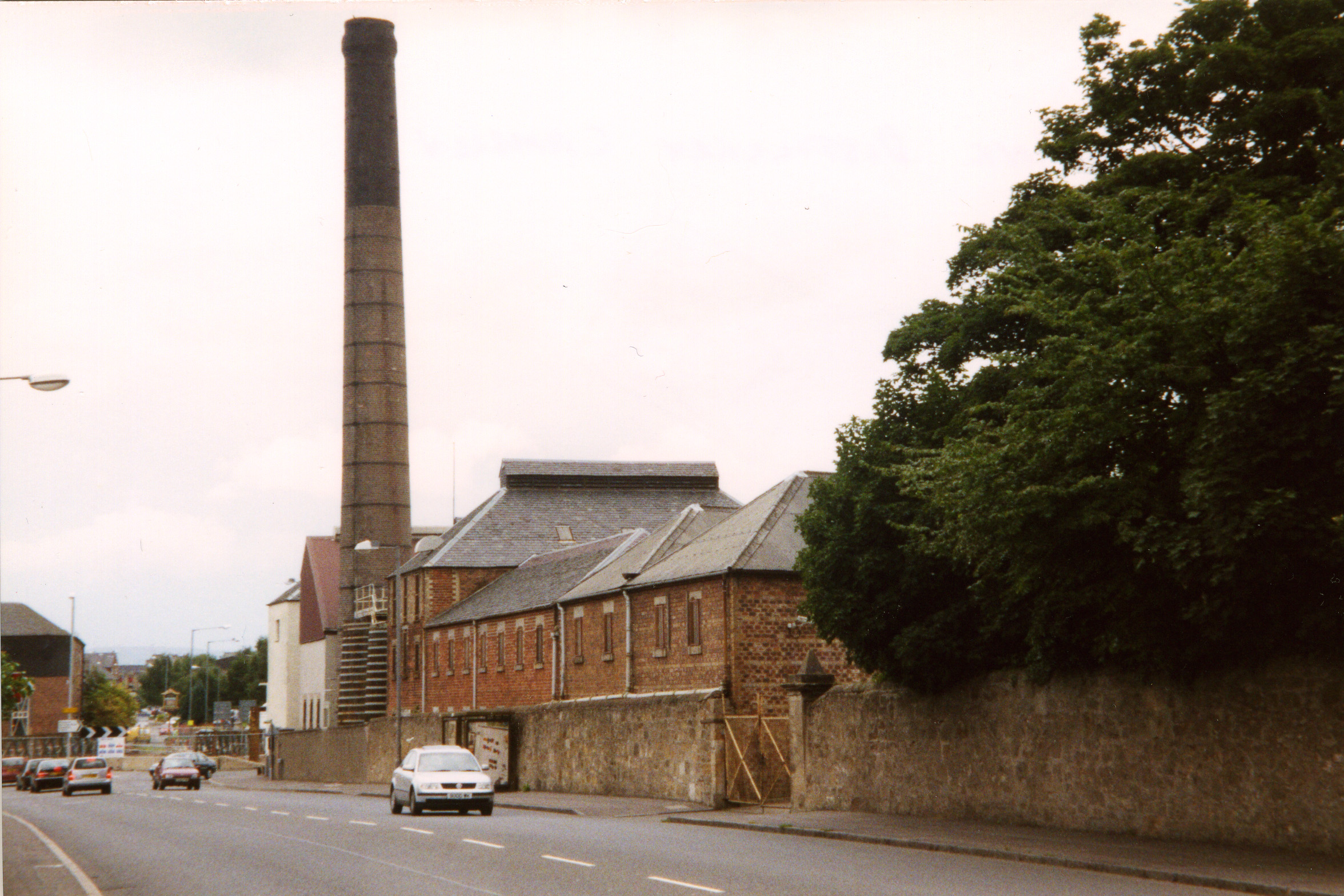
ローズバンク蒸溜所

### アイラ（Islay）

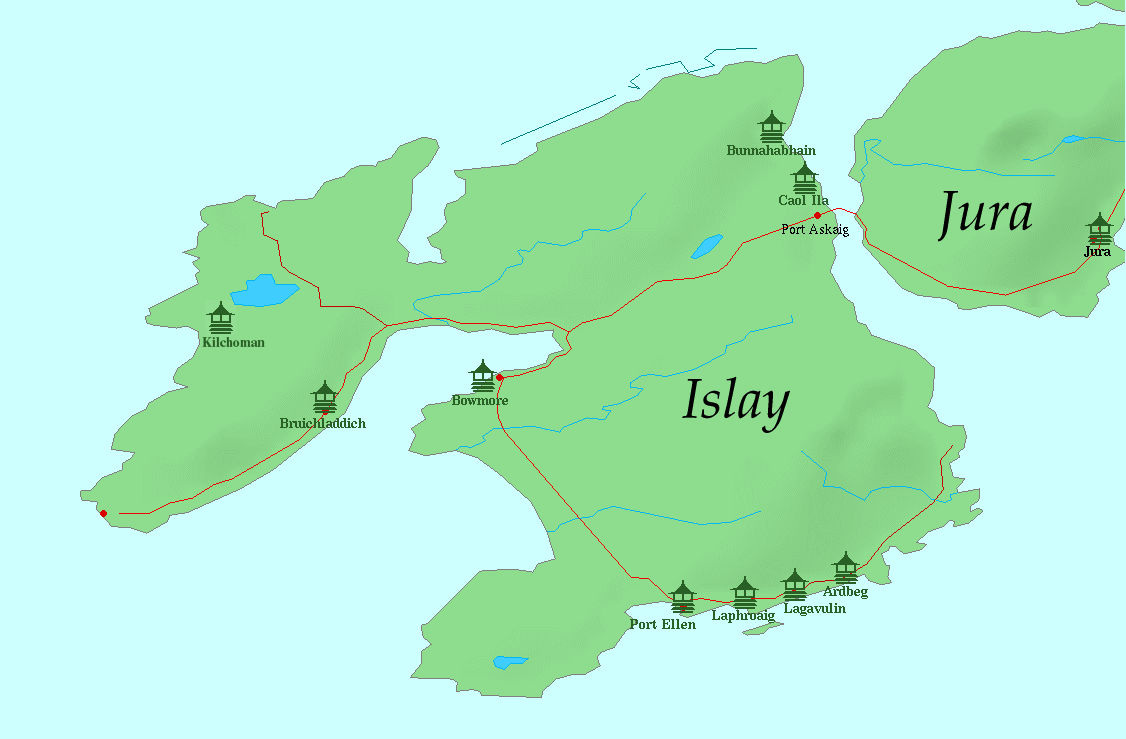
各蒸留所の位置

アードベッグ (Ardbeg)
アイラ島南岸にある。ゲール語で「小さな岬」を意味する。創業時期については密造時代の1794年とする説と、1815年とする説とがある。操業停止を繰り返していた時期もあったが、1997年にグレンモーレンジ社が買収して以降は安定している。製品の特徴の一つである非常に強いピート臭は換気装置のない特殊な構造のキルンで麦芽を乾燥させることによって醸成されていたが、1989年に自家製麦をやめており、その影響を懸念する声もある。
ボウモア (Bowmore)
アイラ島の中心部にある。ゲール語で「大きな岩礁」の意味。創業年（1779年）はアイラ島最古。港の近くにある蒸留所内には潮の香りが漂い、ラーガン川から引いた仕込み水からは濃いピート臭がする。麦芽の3割を自家製麦により確保している。1994年にサントリーがモリソン・ボウモア社から買収。蒸留器の冷却水を利用した温水プールが設置されており、島民に開放されている。
ブルックラディ（Bruichladdich）
1881年創業。ゲール語で「海辺の丘の斜面」の意味。しばらく操業停止状態にあったが2001年に操業再開。仕込み水のピート臭が島内の他の蒸留所と比べて軽い。麦芽乾燥にピートを用いない製法を基本とするが、近年は煙香の強い製法も試みている。単式蒸留器のパイプは非常に細い。キルホーマン蒸留所ができるまではスコットランド最西端の蒸留所であった。
ブナハーブン（Bunnahabhain）
アイラ島北部にある。蒸留所が立てられたのは1880年だが、オフィシャルブックによると創業は1883年。ゲール語で「川の河口」の意味。単式蒸留器は玉ねぎのような形をしている。麦芽乾燥にピートをほとんど用いない。
カリラ（Caol ila）
1846年創業。ゲール語で「アイラ海峡」の意味。ディアジオ社が運営。年間生産量は300万リットルを超え、アイラ島最大。
キルホーマン（Kilchoman）
2005年12月に初蒸留を行った新しい蒸留所。アビンジャラク蒸留所ができるまでスコットランド最西端の蒸留所だった。海辺ではなく内陸部に立地する。
ラガヴーリン (Lagavulin)
1816年創業。ゲール語で「水車小屋のある窪地」の意味。湿地帯の中にある。仕込み水はピートの影響を強く受けており、ピートの色が濃くついている。
ラフロイグ（Laphroaig）
1815年創業。ゲール語で「広い湾の美しい窪地」の意味。自家製麦を行っており、その際に苔を多く含むピートを使用するのが特徴。仕込み水の質を保つため、蒸留所周辺の土地を買い占めて羊や牛を放牧するなど環境面への配慮を行っている。蒸留所の建物の美しさはスコットランド全土でも屈指とされる。1950年代から1970年代にかけ、スコッチ・ウイスキー史上初めて女性が所長を務めたことでも知られる。
アードナッホー（Ardnahoe）
2018年創業。ハンター・レイン社のスチュワート・レインと息子のスコット、アンドリューとともに創業。独立系ボトラーズとしてアイラモルト原酒を得るために設立。スチュワートはブルックラディで修業経験あり、アンバサダーとしてジム・マッキュワンを招聘している。蒸溜所マネージャーはアードナムルッカン蒸溜所の立ち上げから関わったフレイザー・フューズ。現在、パゴダ屋根など建物はできているが内装や道路は準備中。生産については開始している。

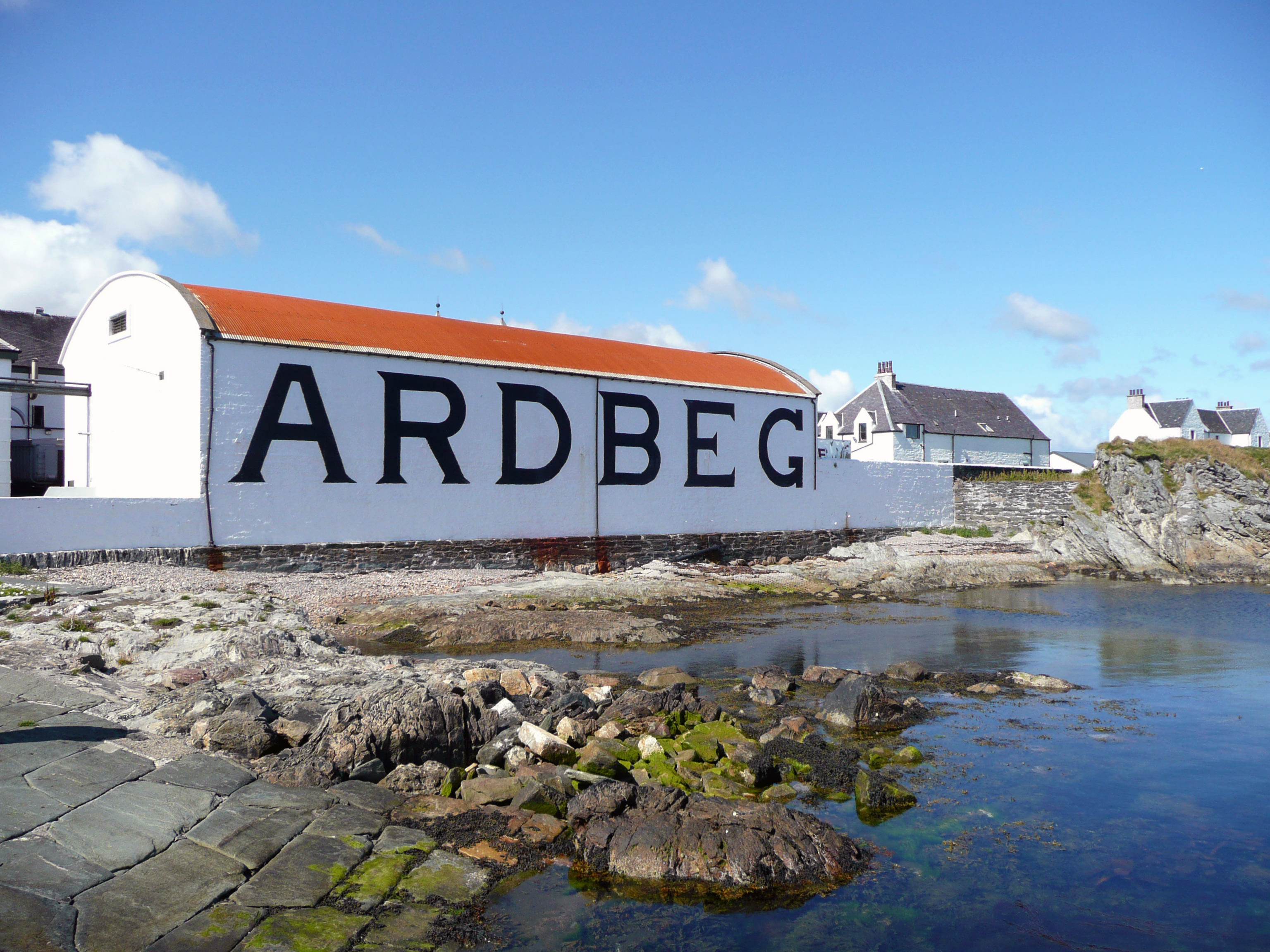
アードベッグ蒸溜所
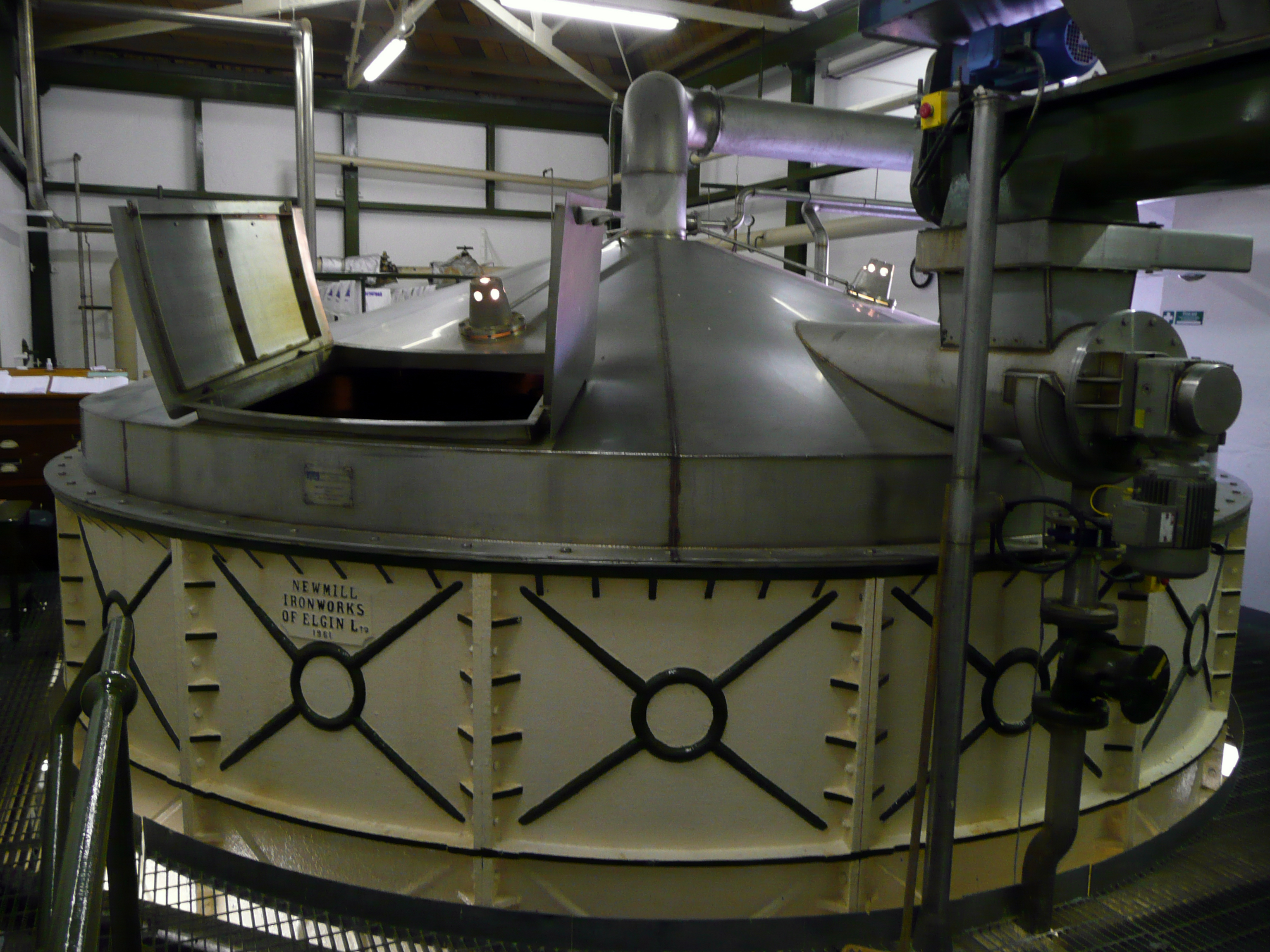
アードベッグ蒸溜所のマッシュタン
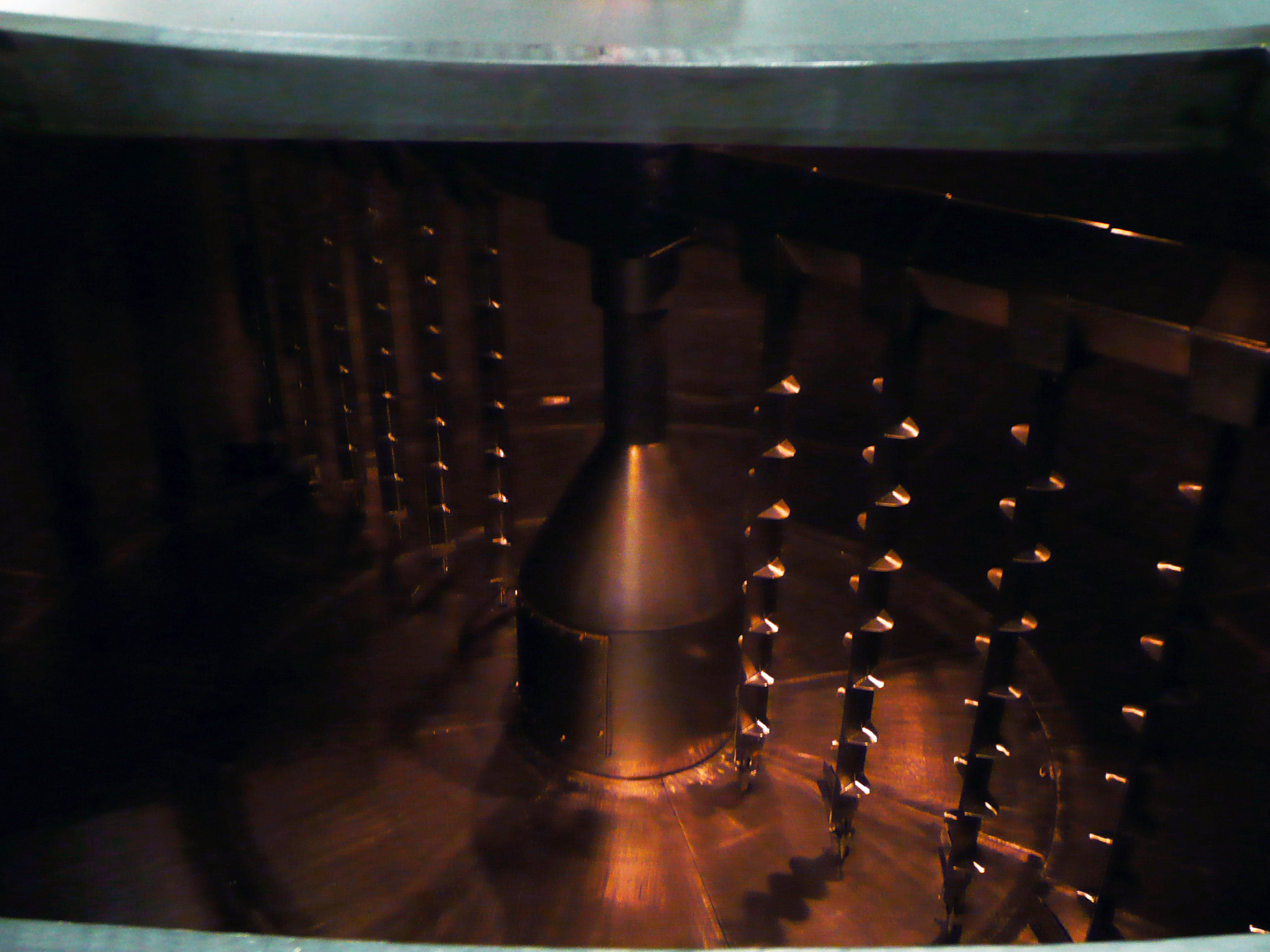
アードベッグ蒸溜所のマッシュタン（内部）
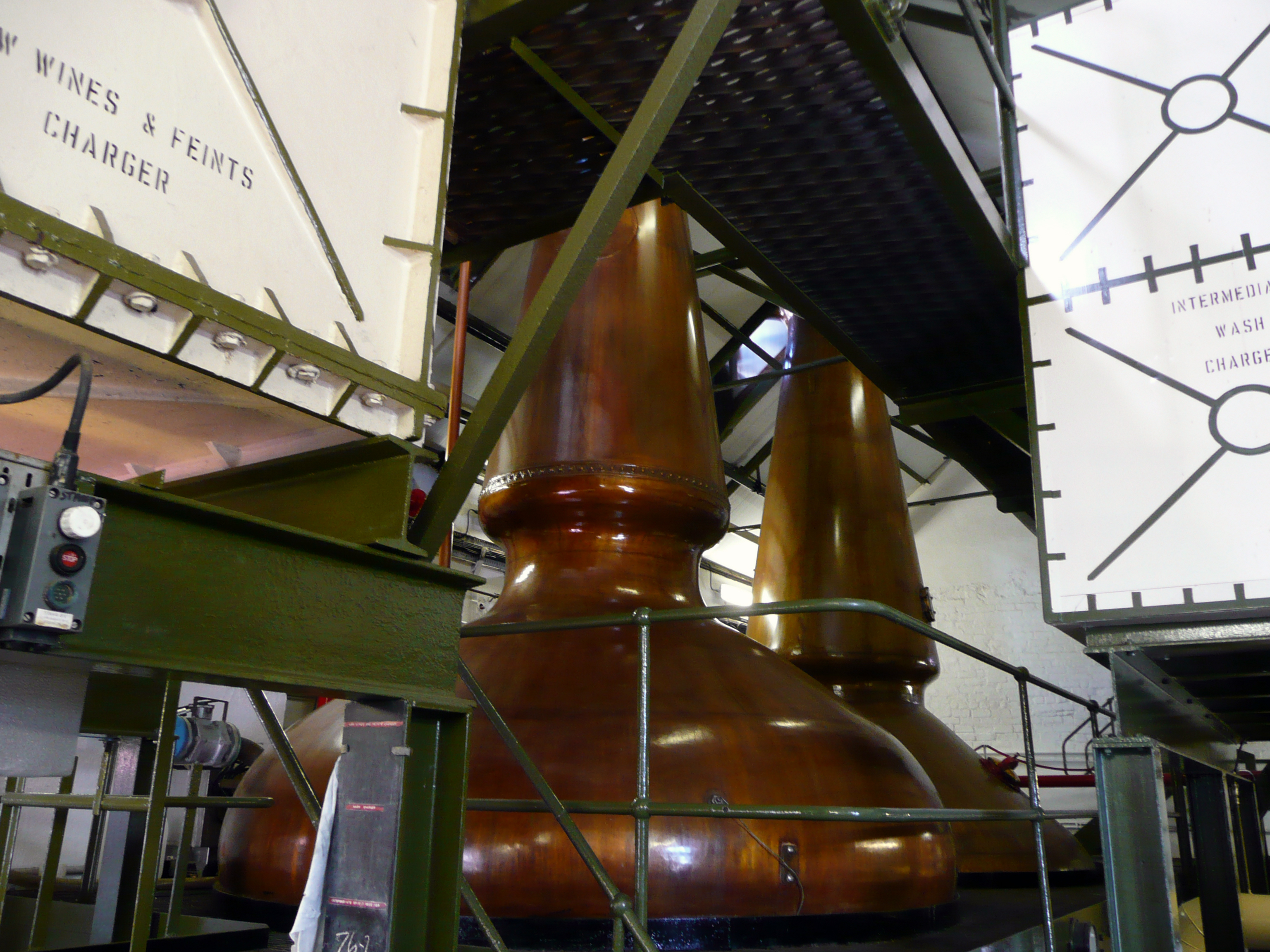
アードベッグ蒸溜所の単式蒸留器
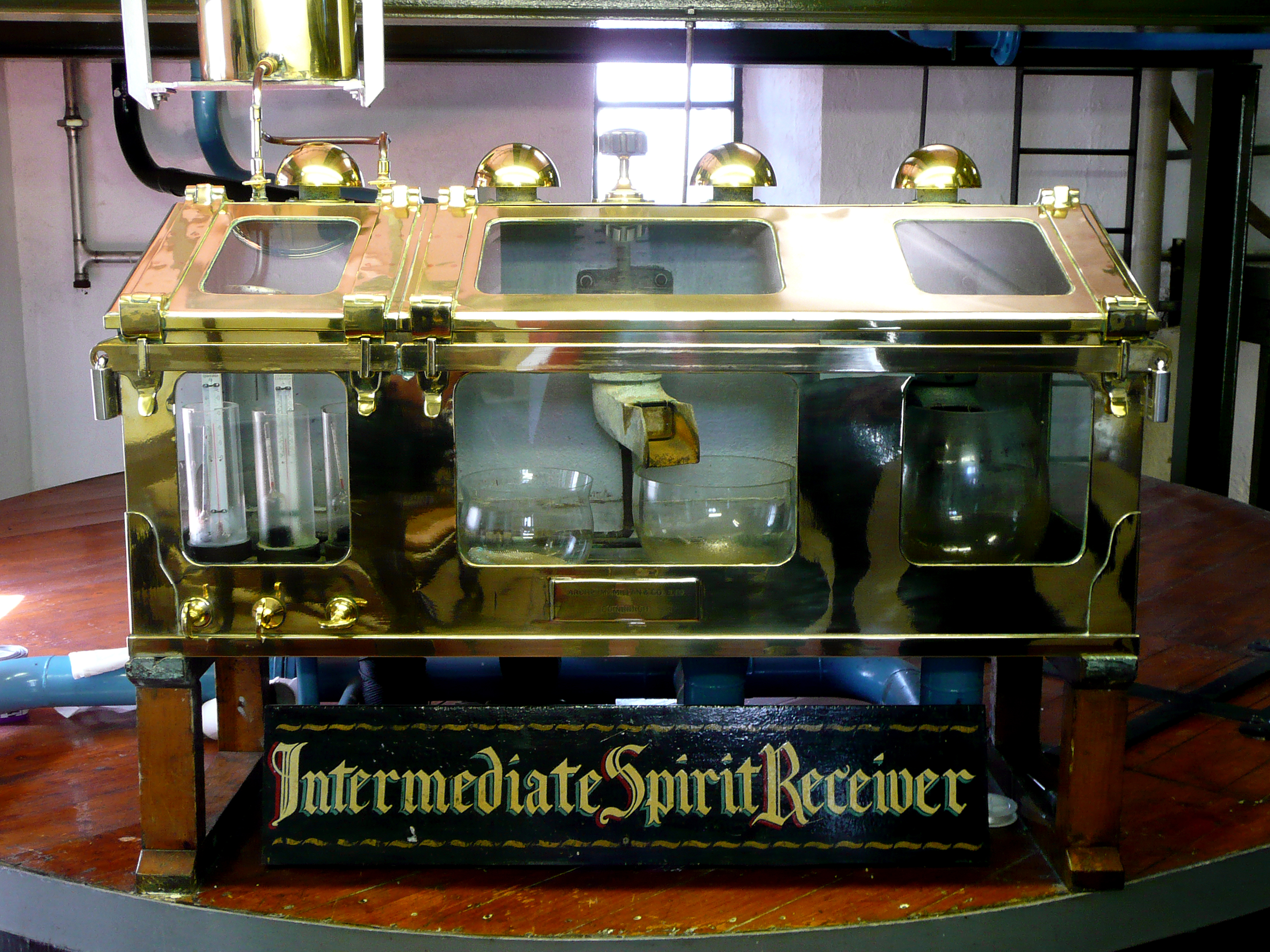
アードベッグ蒸溜所のスピリッツセーフ
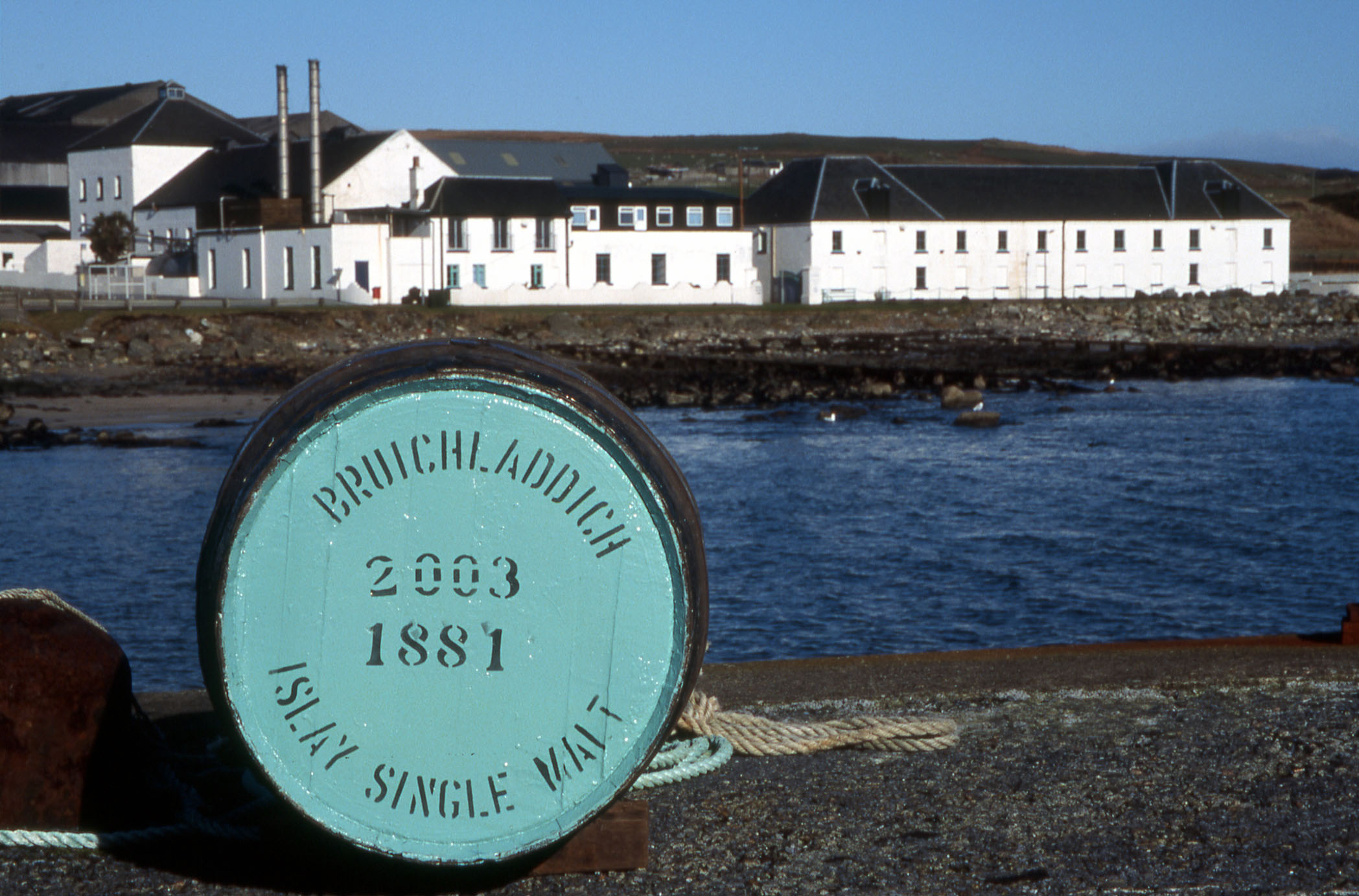
ブルイックラディ蒸溜所
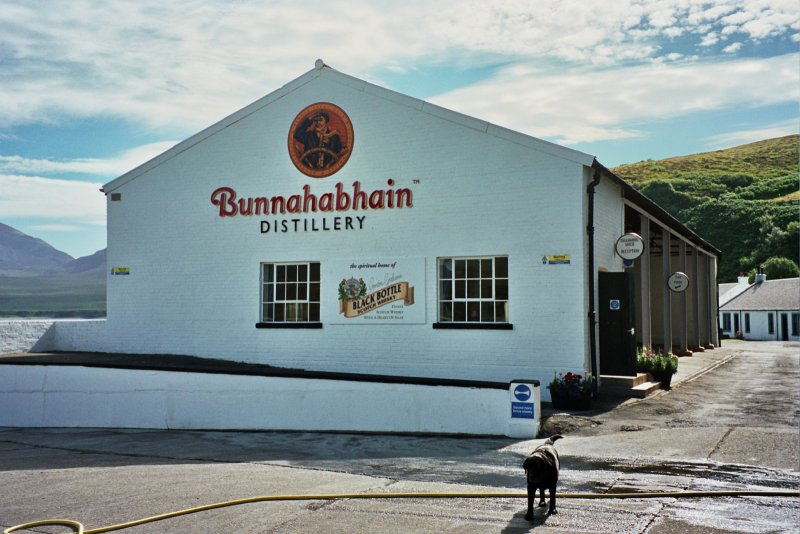
ブナハーブン蒸溜所
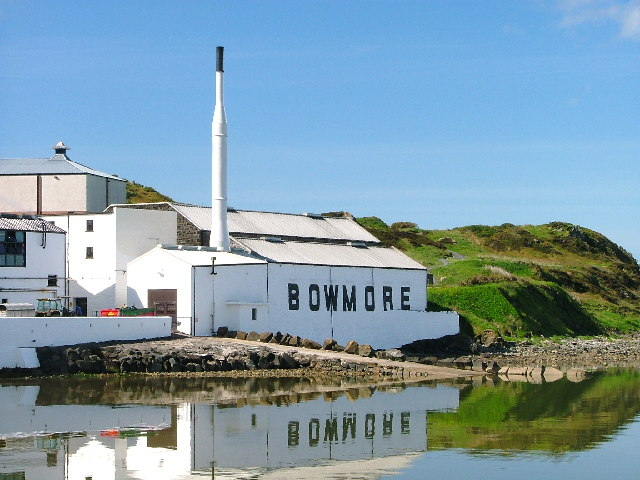
ボウモア蒸溜所
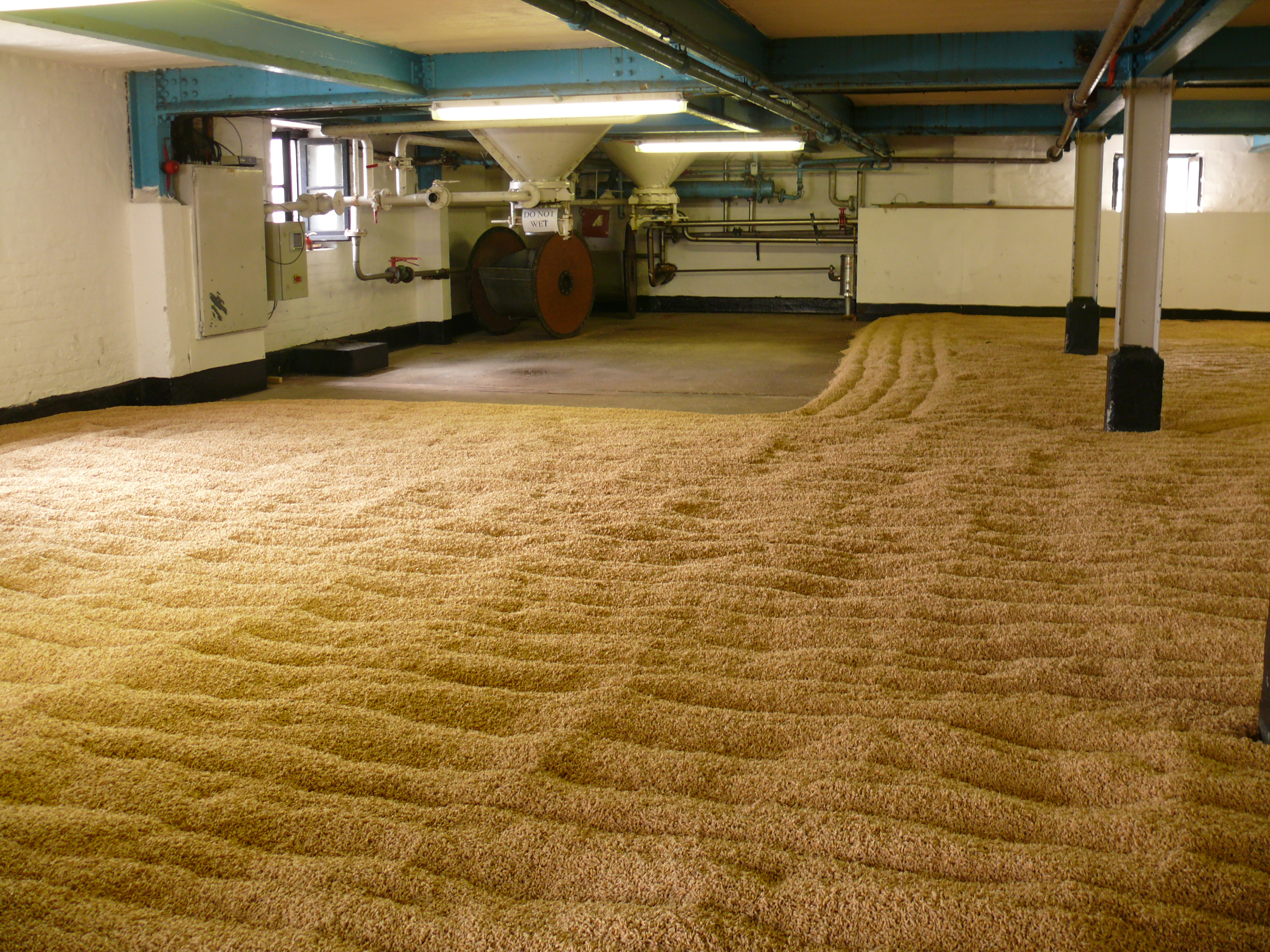
ボウモア蒸溜所のモルトハウス
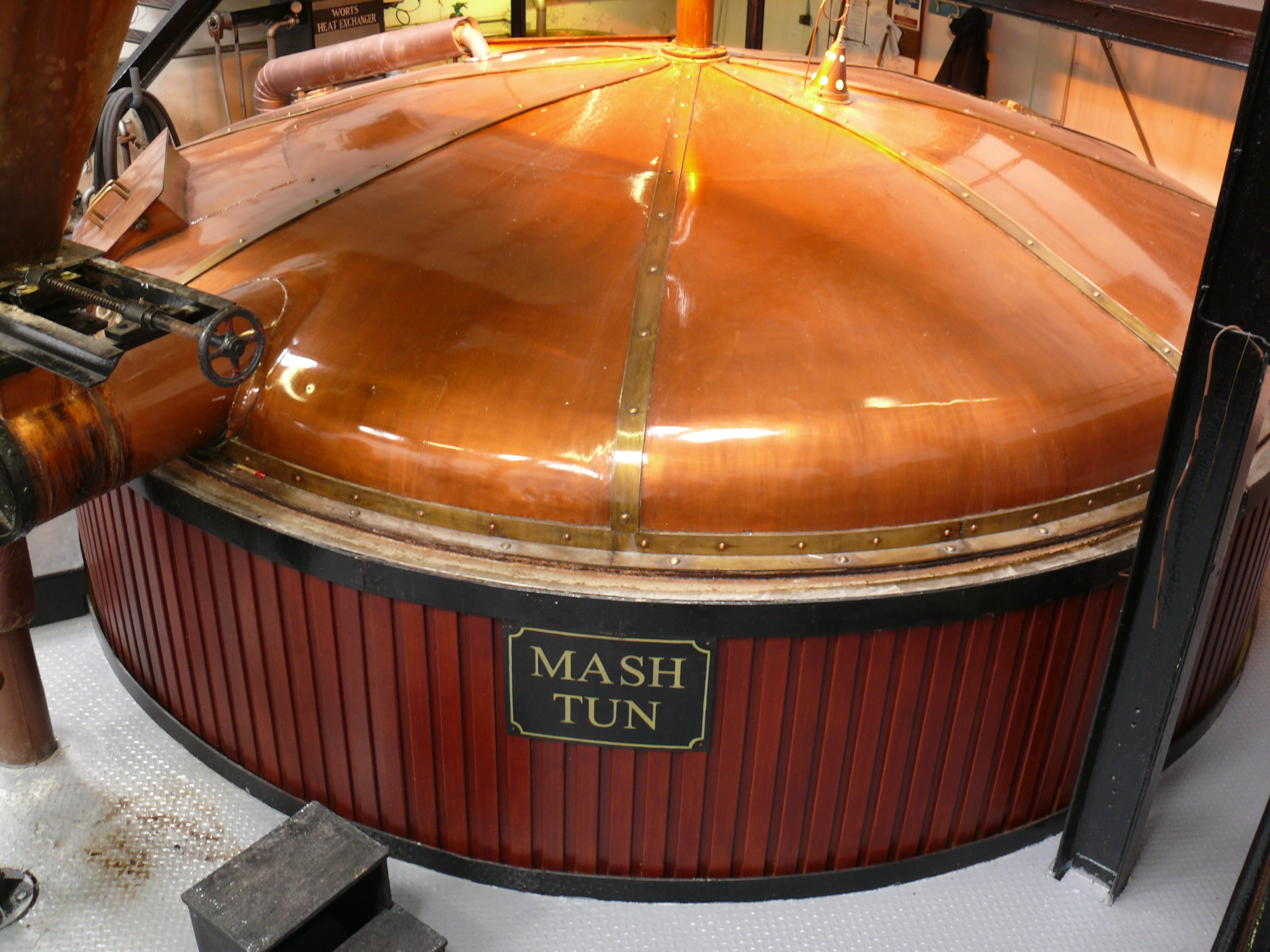
ボウモア蒸溜所のマッシュタン
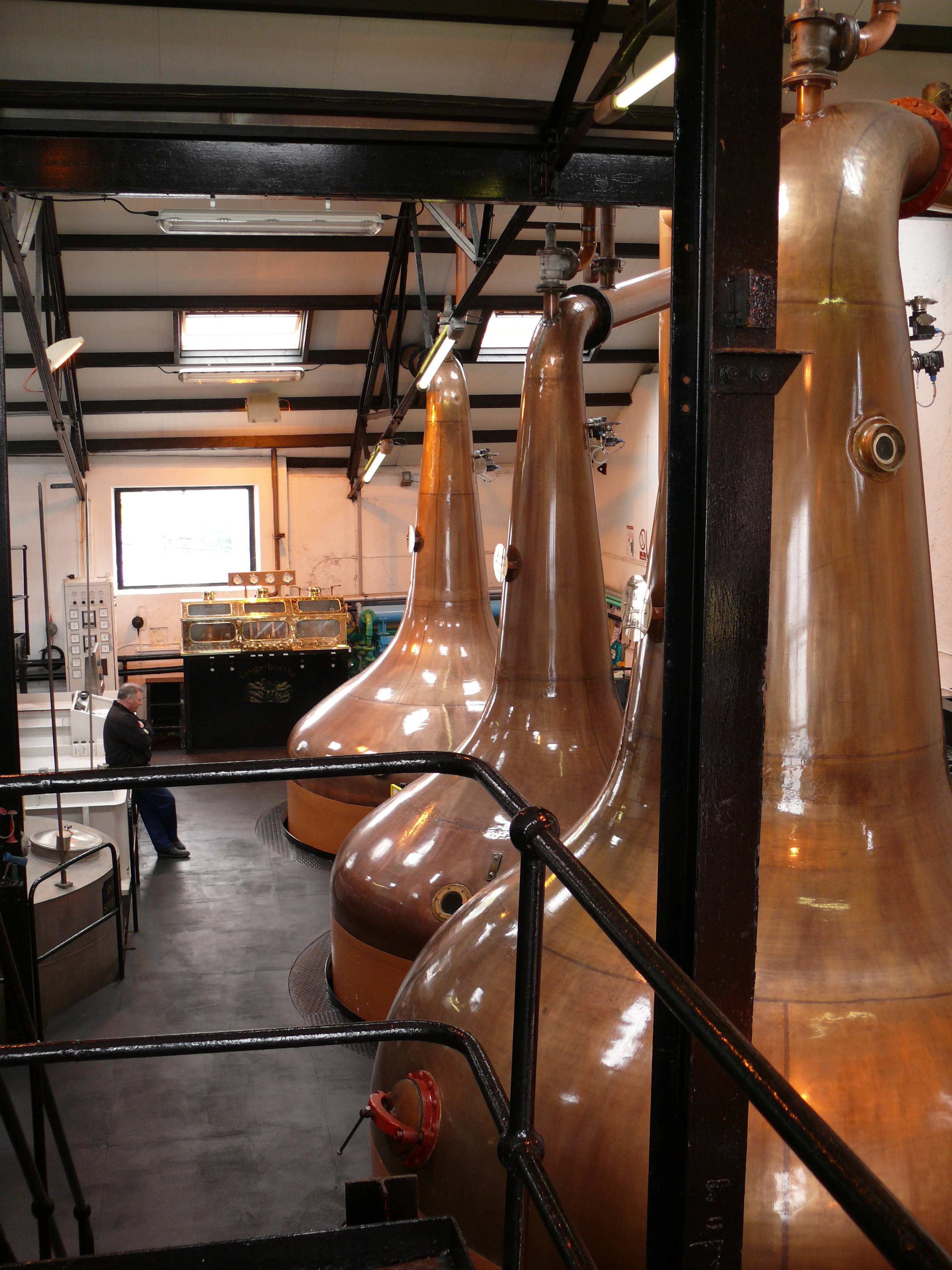
ボウモア蒸溜所の単式蒸留器
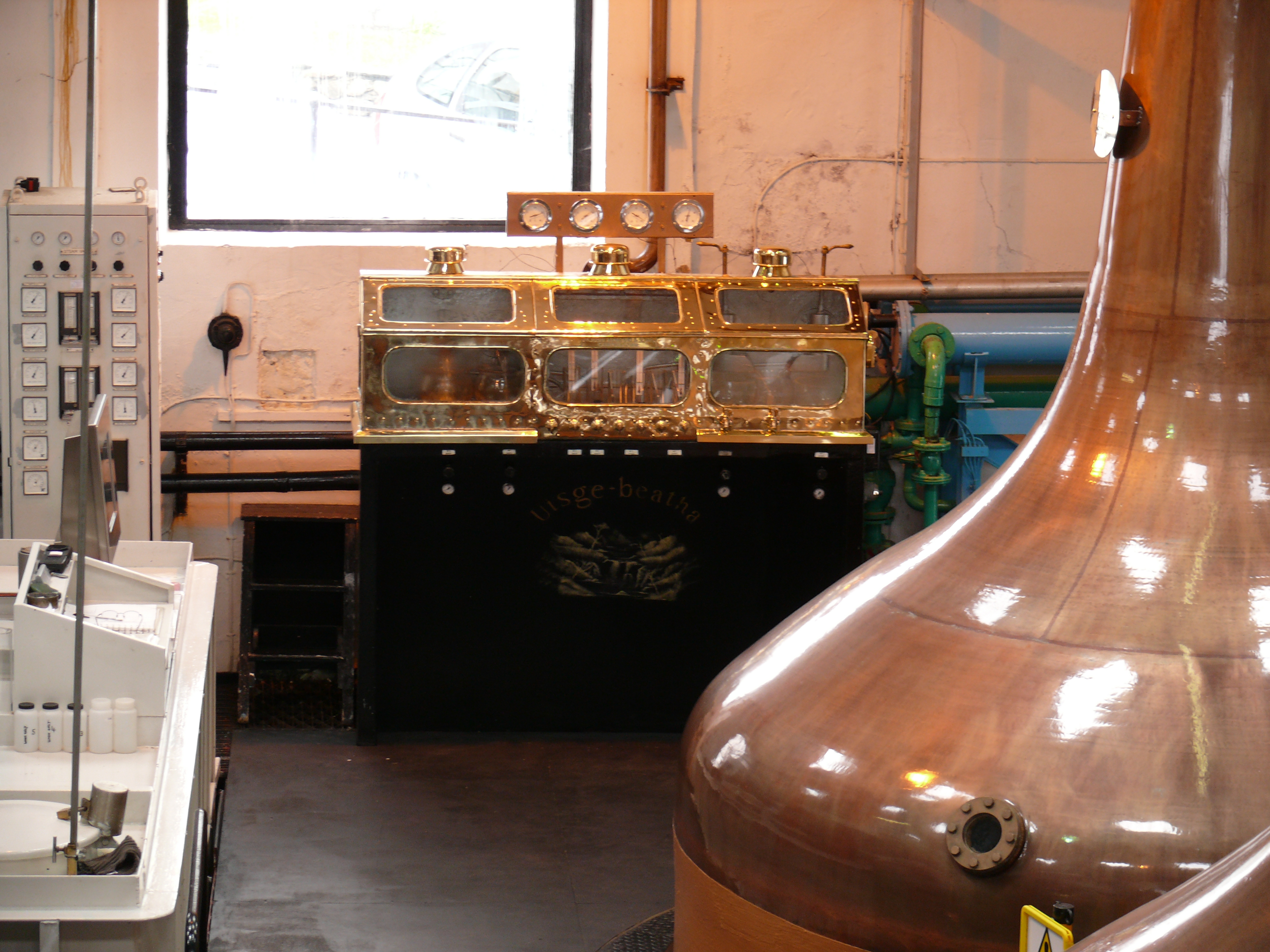
ボウモア蒸溜所の単式蒸留器とスピリッツセーフ
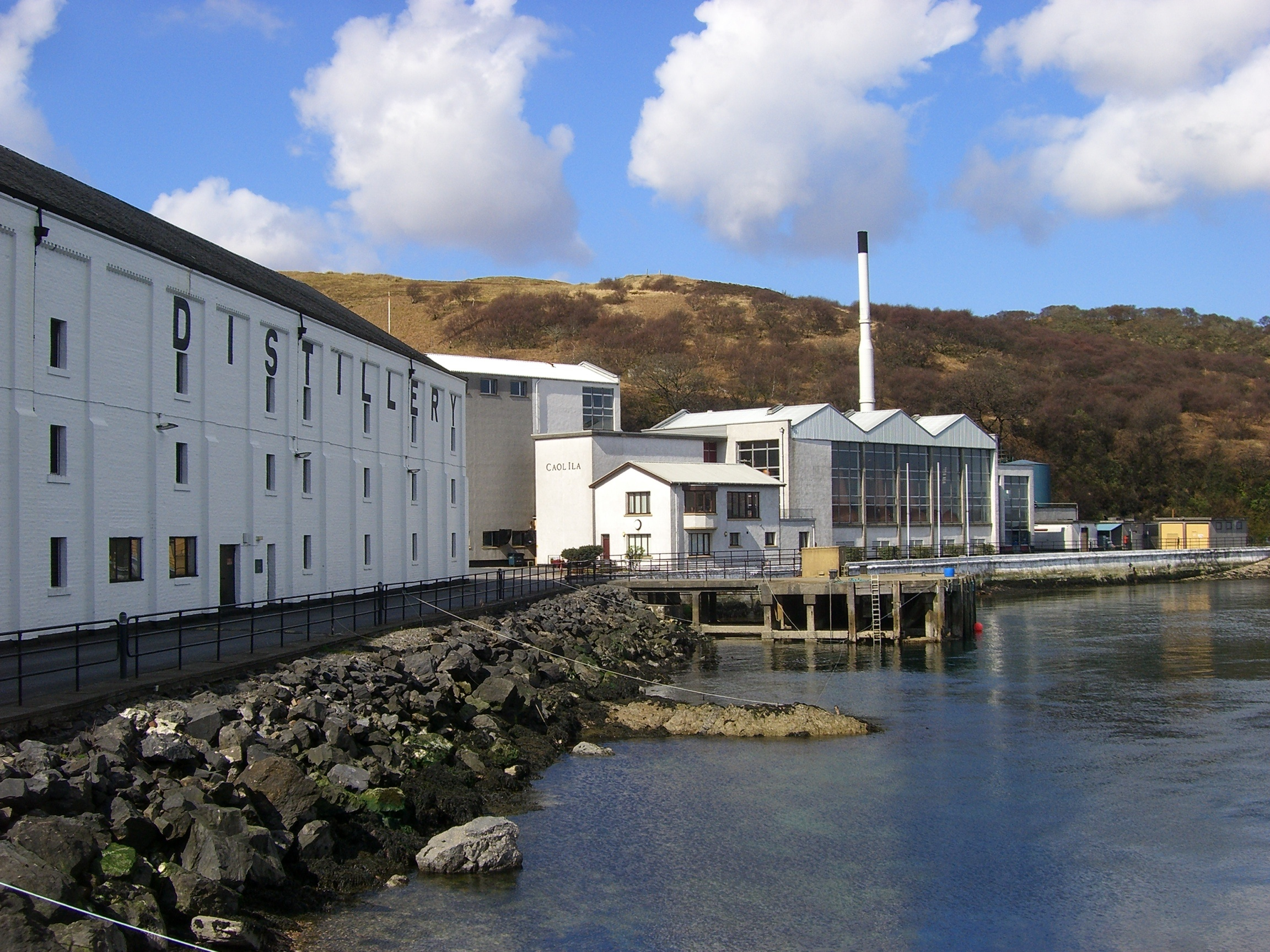
カリラ蒸溜所
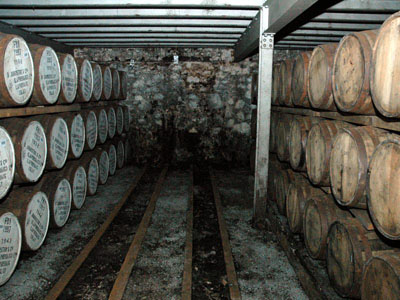
ラフロイグ蒸留所の貯蔵庫
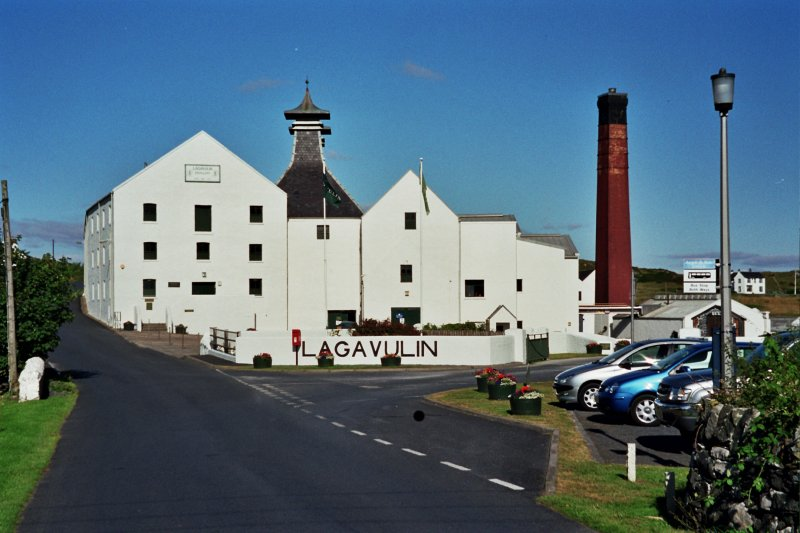
ラガヴーリン蒸溜所
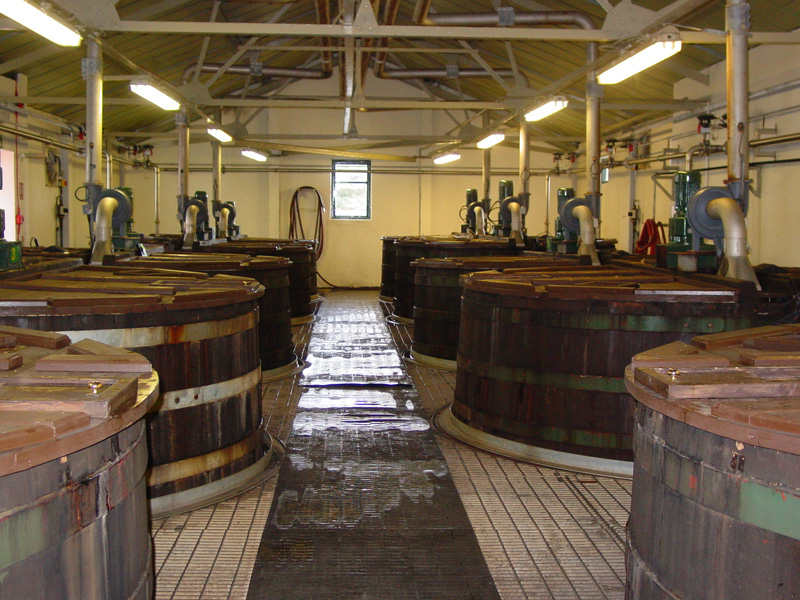
ラガヴーリン蒸溜所のウォッシュバック
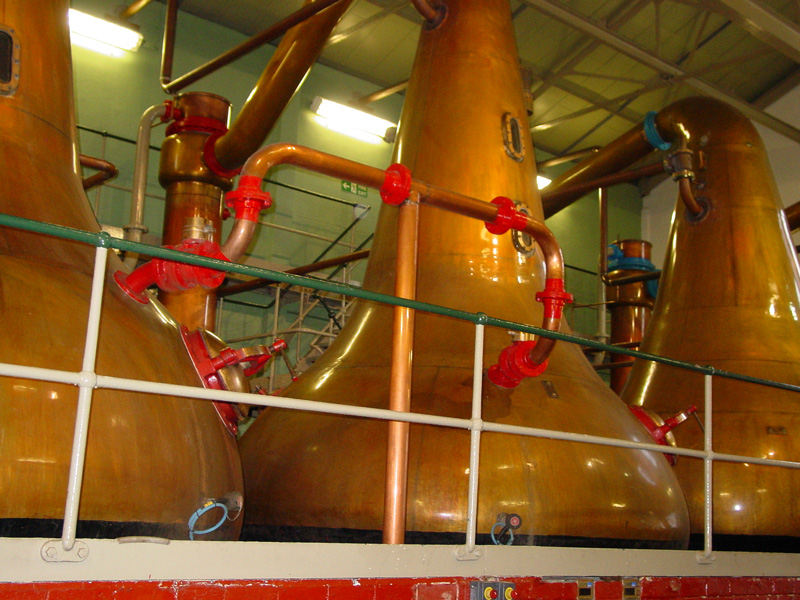
ラガヴーリン蒸溜所の単式蒸留器
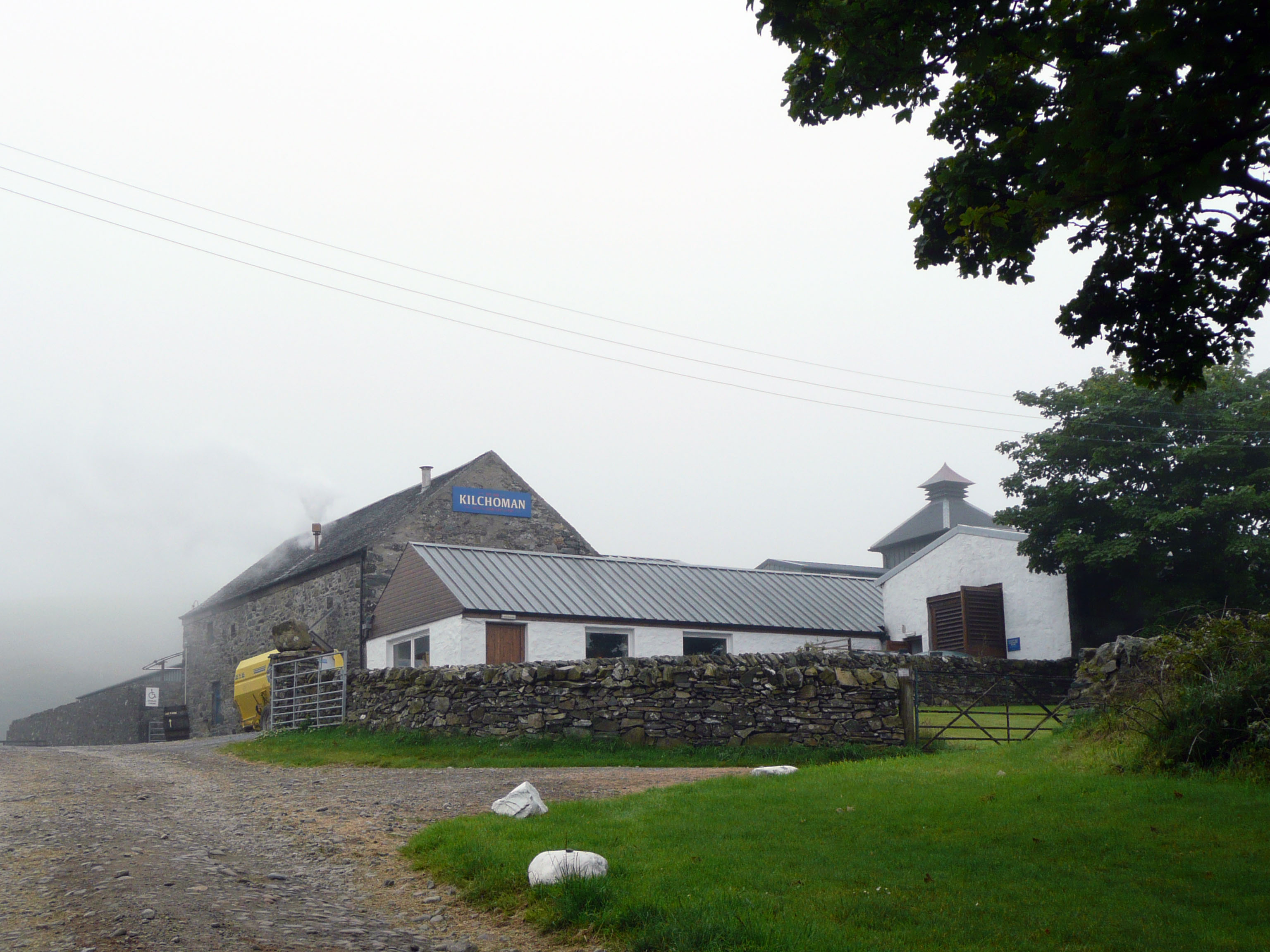
キルホーマン蒸溜所
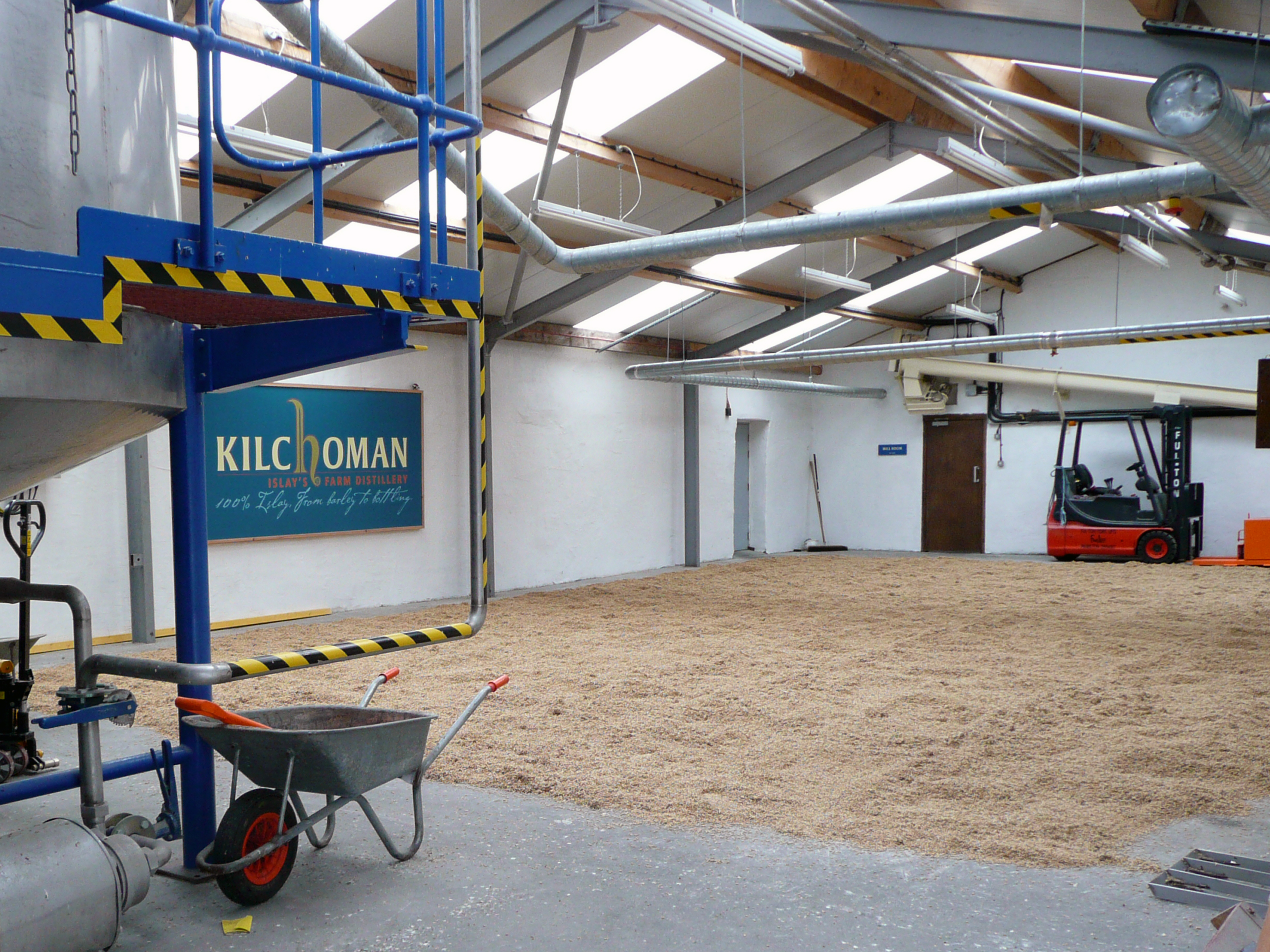
キルホーマン蒸留所のモルトハウス
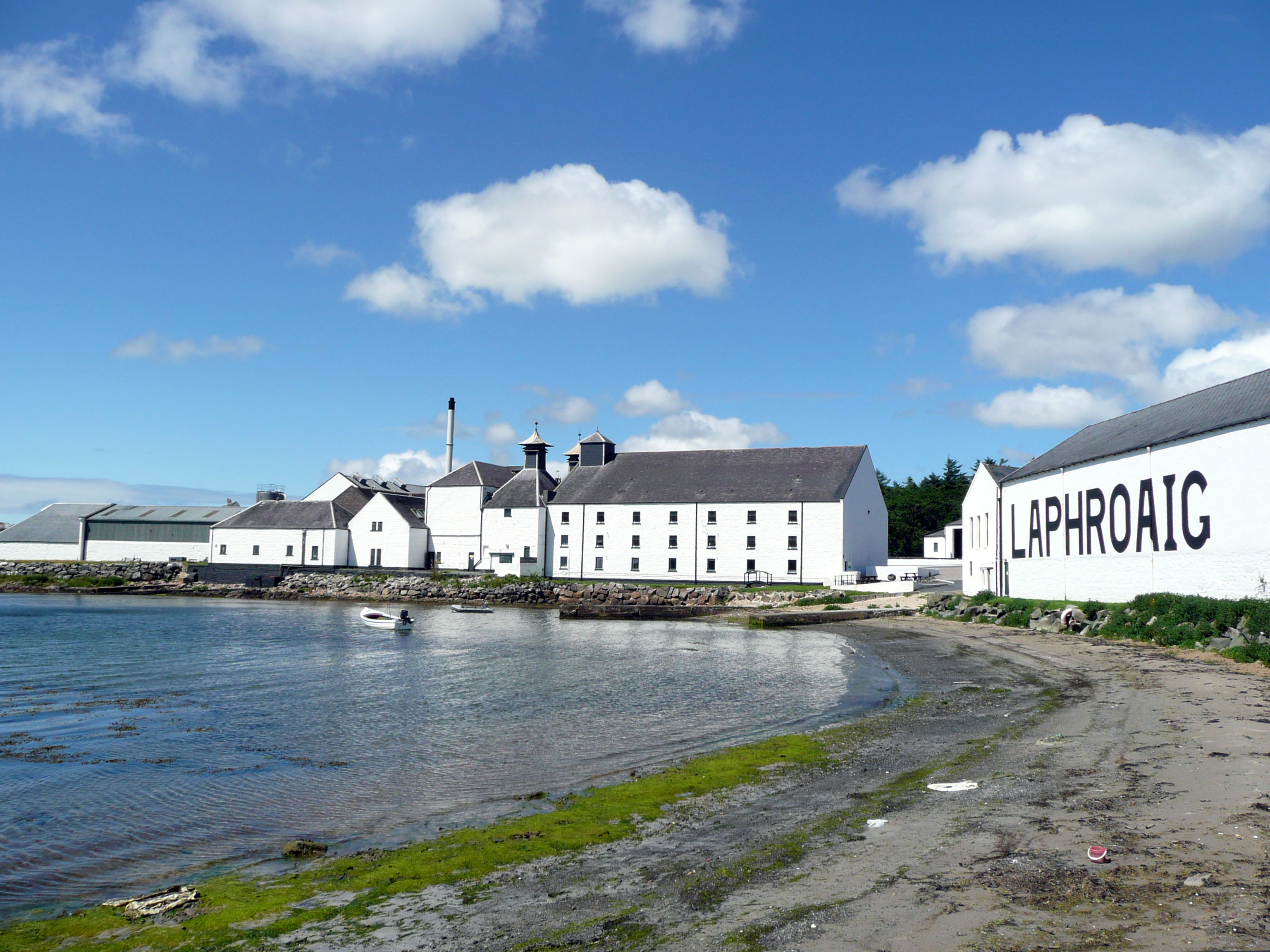
スコットランド屈指の美しさで知られるラフロイグ蒸溜所の建物
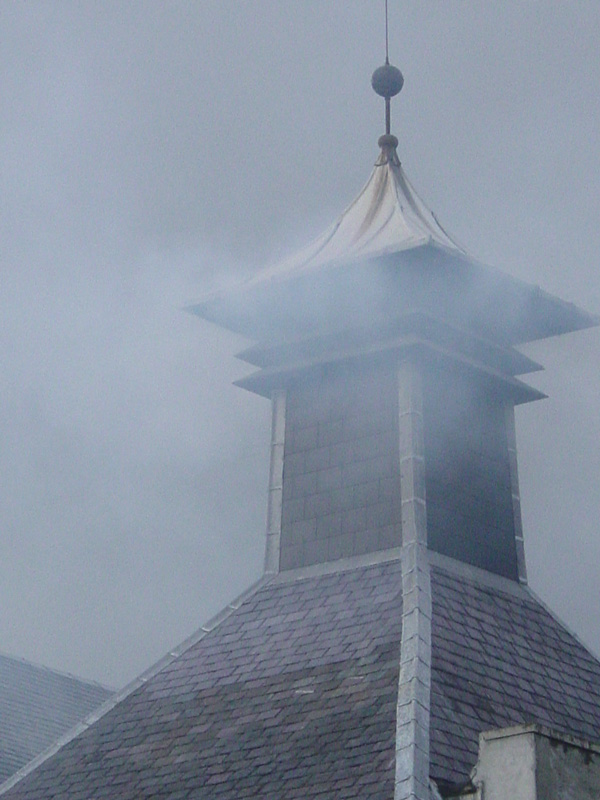
ラフロイグ蒸溜所のキルン頂上部

### キャンベルタウン（Campbeltown）
グレンガイル (Glengyle)
1872年創業。1925年に閉鎖されたが2004年に操業を再開。「キルケラン」という銘柄でシングルモルトが販売されている。
グレンスコシア (Glen Scotia)
1835年創業。1930年代に閉鎖に追い込まれ、その後再開と閉鎖を繰り返している。1930年代の閉鎖時に自殺したオーナーの幽霊が出るといわれている。
スプリングバンク(Springbank)
1828年創業。傑出した蒸留所の一つに数えられ、シングルモルト「スプリングバンク」の12年ものは、1983年にタイムズ誌が主催した試飲会で1位を獲得している。グレンフィディック、ロッホサイドとともに瓶詰め施設をもつ数少ない蒸留所の一つである。ウイリアム・ケイデンヘッド社と同資本であるため、同社はこの蒸留所で瓶詰めを行っている。麦芽はすべて自家製麦でまかなっている。製法を様々にアレンジし、個性の異なる製品を生み出している。

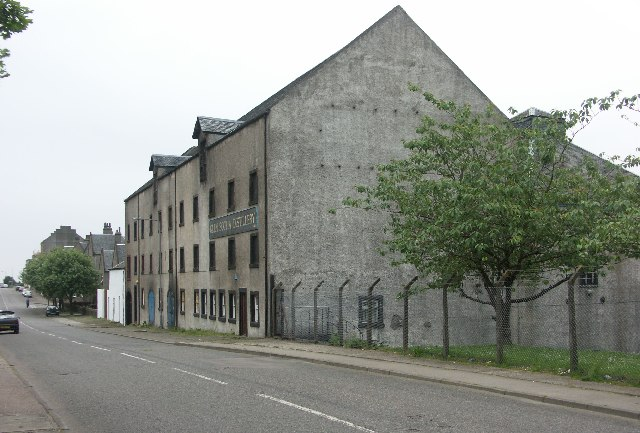
グレンスコシア蒸留所
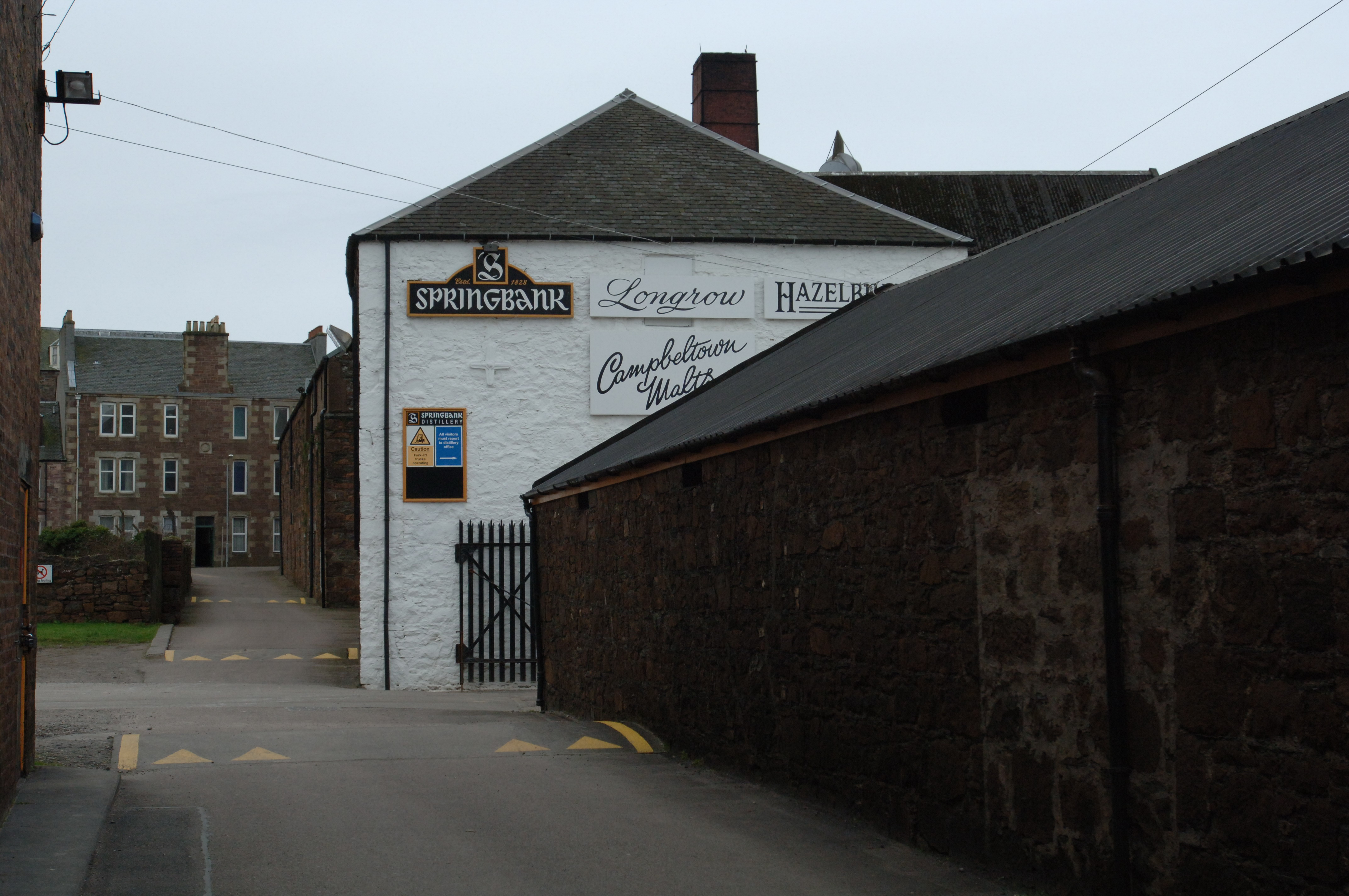
スプリングバンク蒸溜所
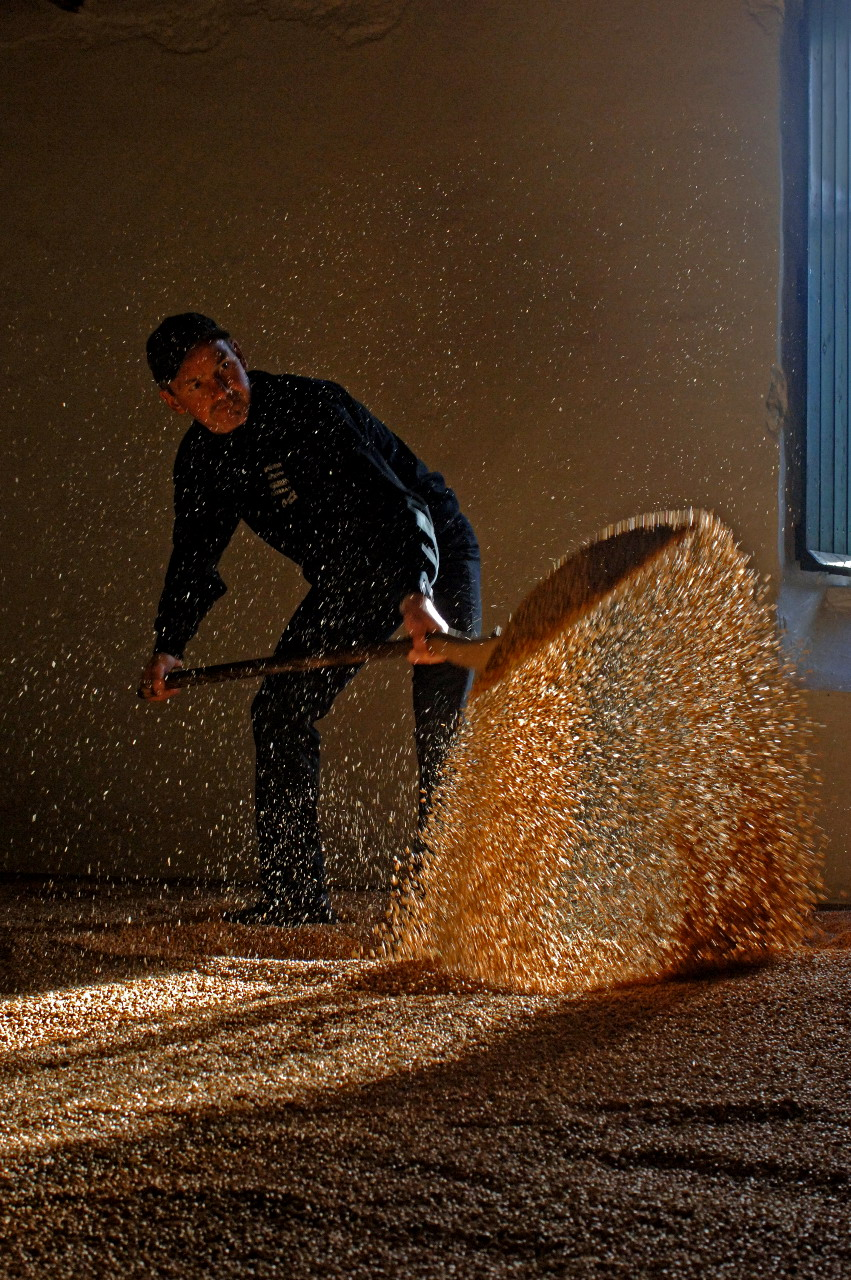
スプリングバンク蒸溜所のモルトハウスでの作業風景
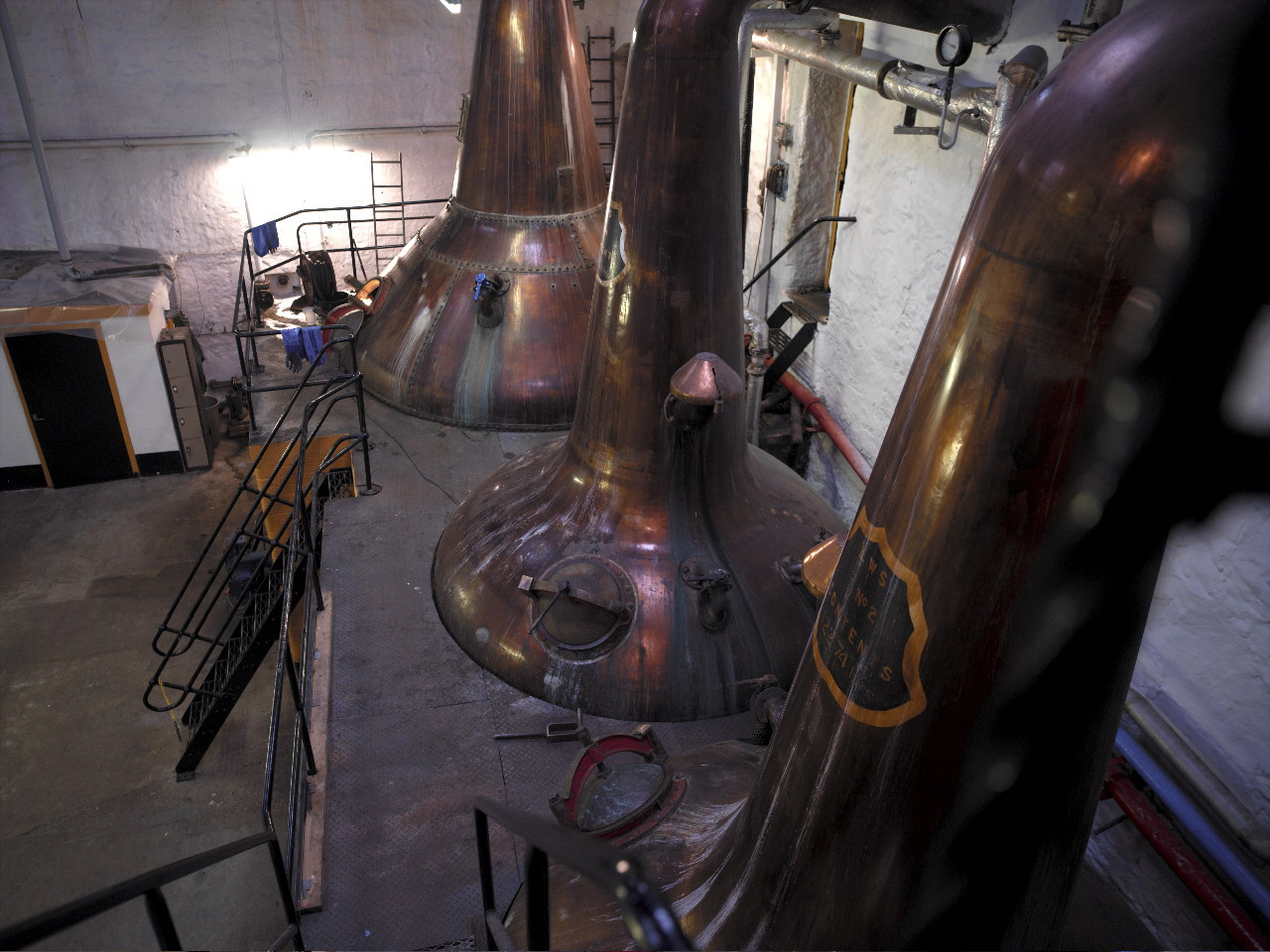
スプリングバンク蒸溜所の単式蒸留器

### アイランズ（Islands）
ハイランドパーク (Highland Park)
1798年創業。オークニー諸島メインランド島の中心地カークウォールの外れに建つ。北緯は59度で、世界最北に位置するウイスキーの蒸留所として知られる。麦芽の一部を自家製麦でまかなっており、仕込み水の一部に井戸水を使用している。大麦の貯蔵庫にはウイスキーキャットがいる。
アイル・オブ・アラン (Isle of Arran)
1995年創業。グラスゴーの西、クライド湾の中心に浮かぶアラン島に160年ぶりに作られた蒸留所である。
アイル・オブ・ジュラ (Isle of Jura)
1810年創業。ジュラ島はアイラ島の北東部にある島で、ジョージ・オーウェルが『1984年』を執筆した地として知られる。記録によると、1502年にはすでにウイスキーの密造が行われていた。
スキャパ (Scapa)
1885年創業。およそ半世紀の操業停止を経て1963年に操業を再開。ハイランドパーク蒸溜所の南西約2km、スキャパ・フローのすぐ近くに位置しており、世界最北のウィスキー蒸留所の座をハイランドパーク蒸溜所に譲っている。なお、この蒸留所ではローモンド・スチルと呼ばれる、釜の上部が円筒形をした特殊な形をした単式蒸留器を使用している（ただしローモンド・スチルが本来持つ、釜の上部と下部から同時に加熱する仕組みは持ってない）。
タリスカー (Talisker)
1831年創業。インナー・ヘブリーデス諸島最大のスカイ島にある。単式蒸留器は、ラインアームが2度上下に曲がる特殊な形状をしている。かつて（1928年まで）は蒸留を3回行っていた。
トバモリー（Tobermory）
1798年創業。スカイ島とジュラ島の中間にあるマル島の蒸留所。休業・操業を繰り返した後、1993年にバーン・スチュワート社が買収・操業を再開させた。かつての経営者が貯蔵庫を売却してしまったため、貯蔵・熟成はディーンストーン蒸留所で行っている。
アビンジャラク（Abhainn dearc）
2008年創業。ヒルスチルと呼ばれるルイス島伝統の密造スチルが特長。冷却は伝統的なワ－ムタブ。キルホーマンを抜いて、スコットランド最西端の蒸留所。

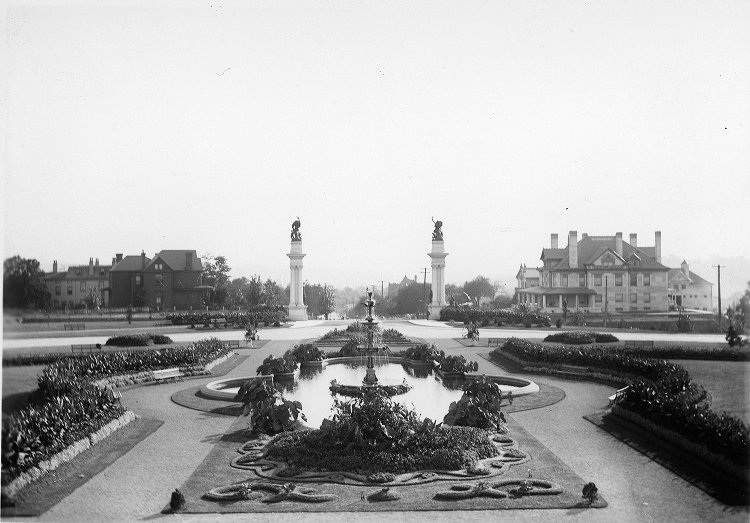
ハイランドパーク蒸溜所
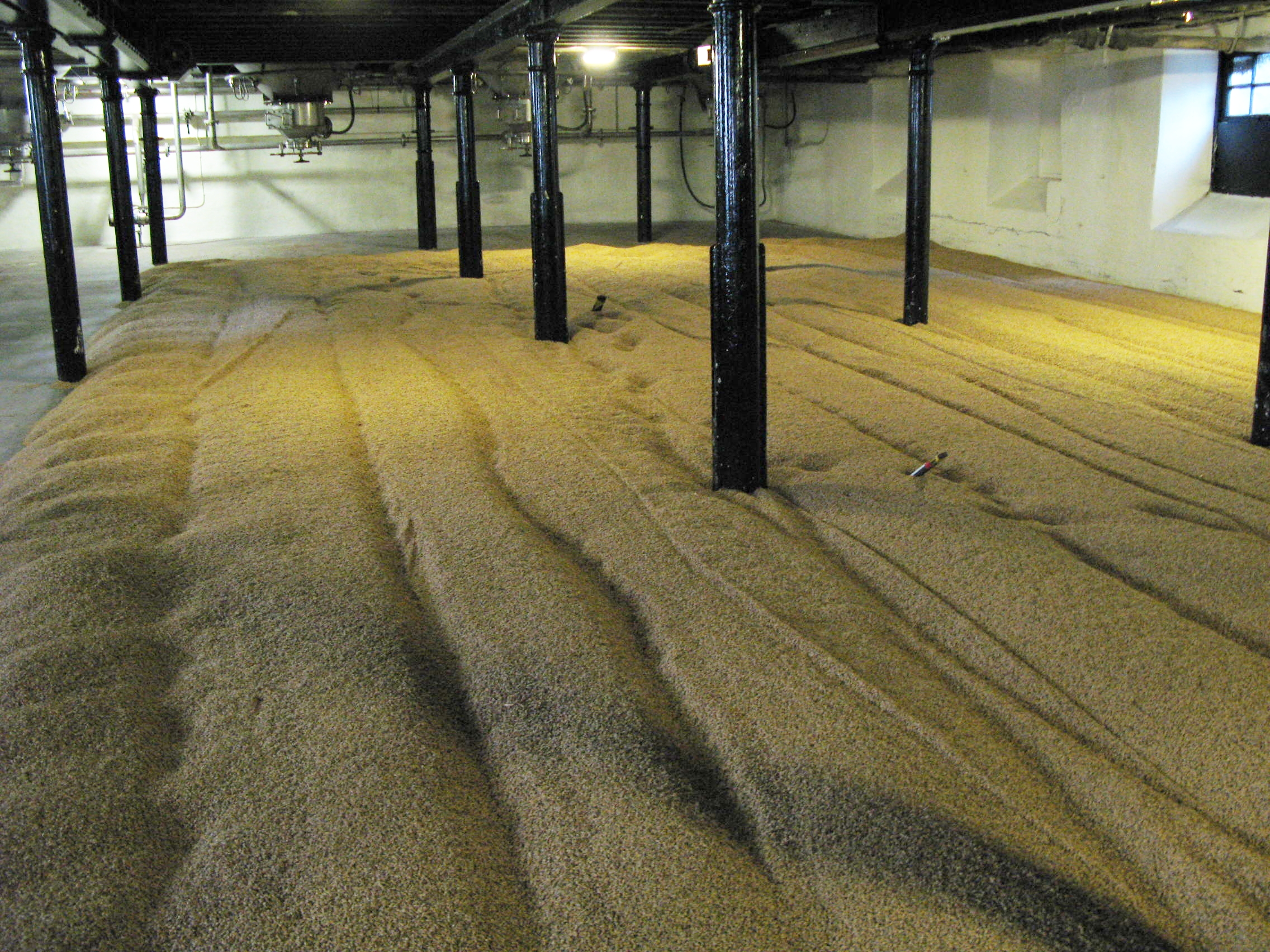
ハイランドパーク蒸溜所のモルトハウス。フロアモルティング（コンクリートの床の上で大麦を発芽させている）を行っている様子。
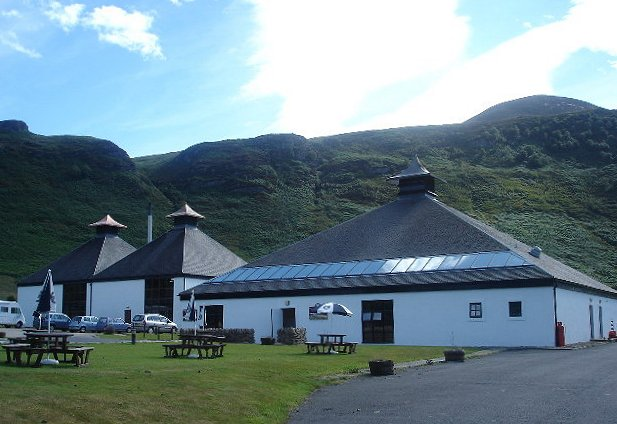
アイル・オブ・アラン蒸留所
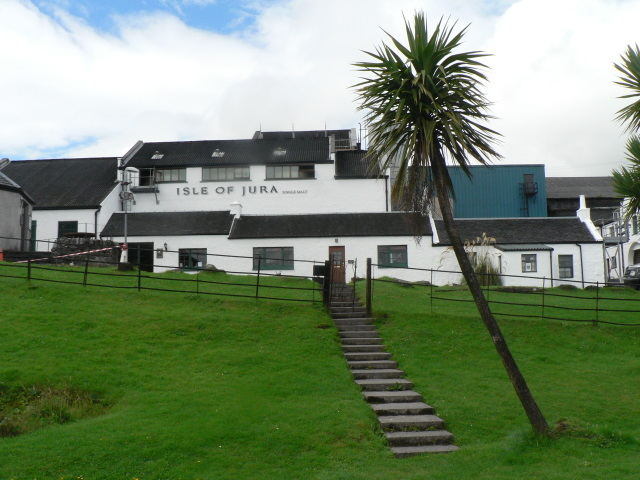
アイル・オブ・ジュラ蒸留所
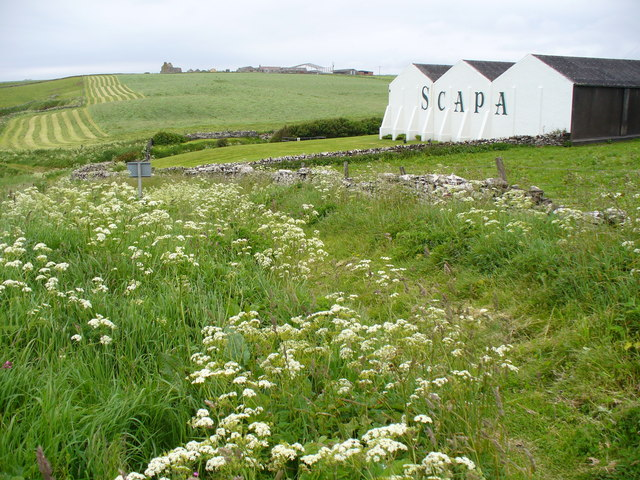
スキャパ蒸留所
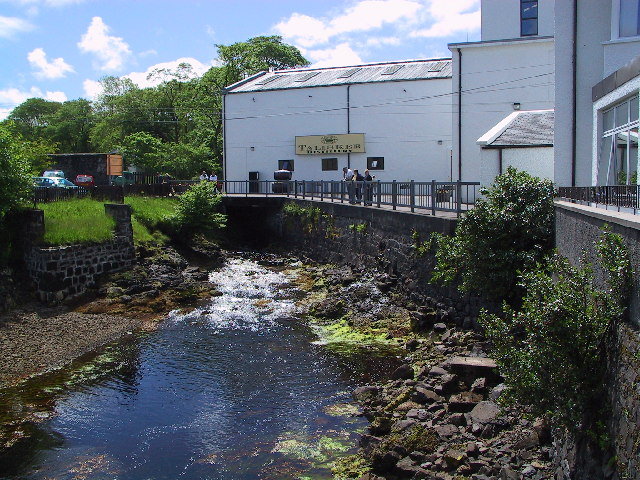
タリスカー蒸留所
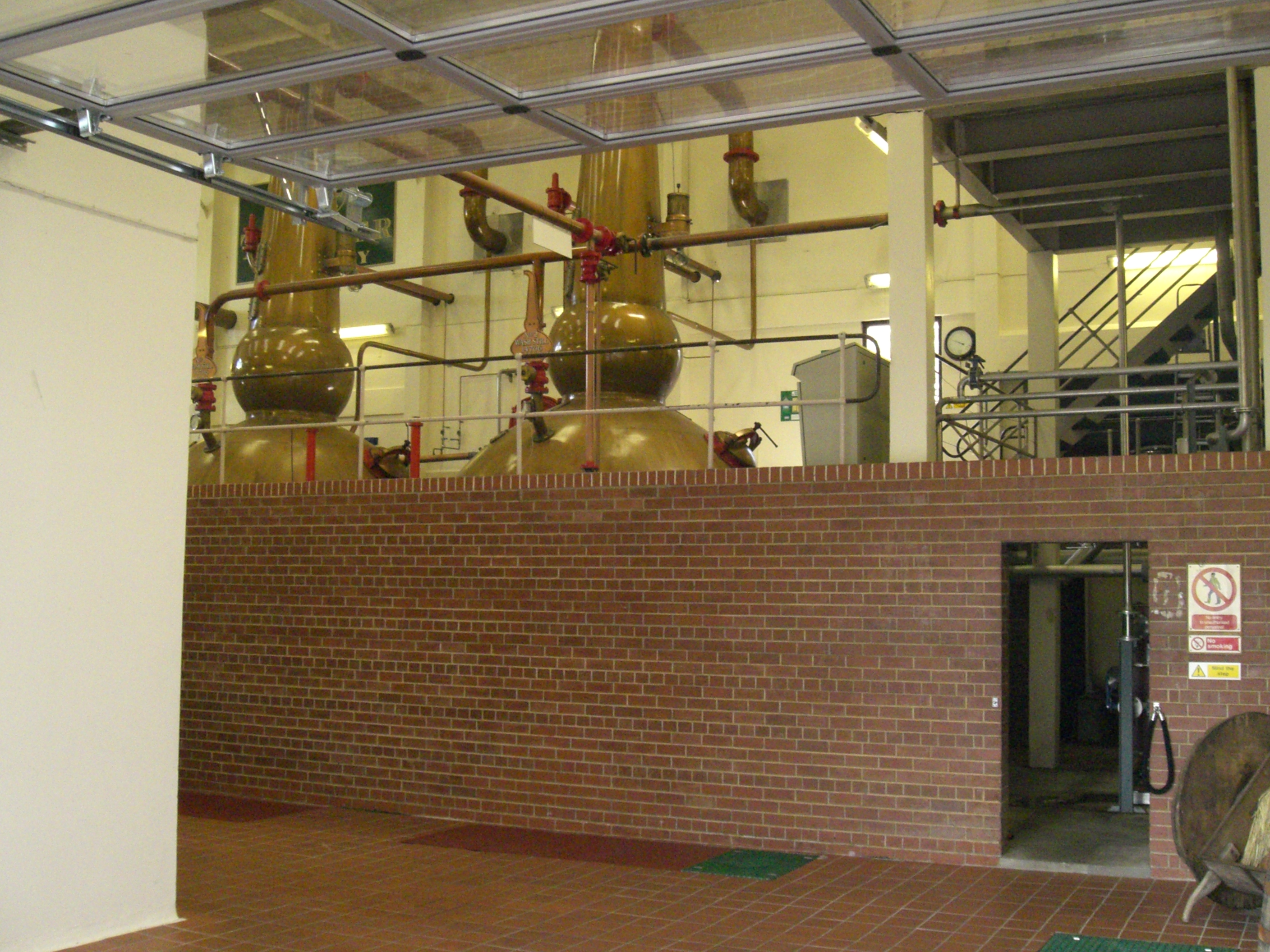
タリスカー蒸留所の単式蒸留器
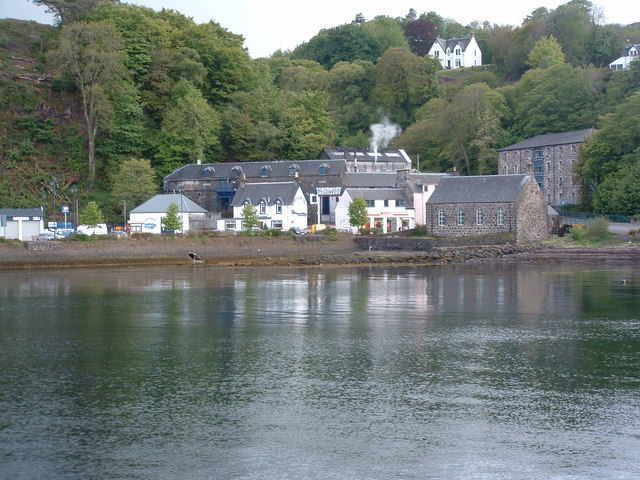
トバモリー蒸留所

## グレーンウイスキーの蒸留所

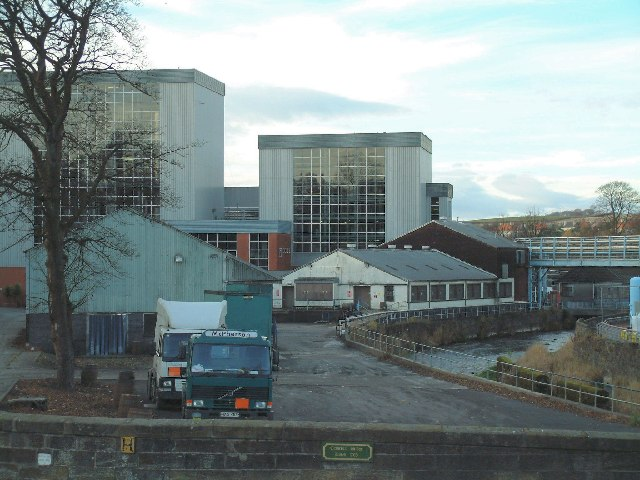
キャメロンブリッジ蒸留所

７つの蒸留所があり、ほとんどはローランド地方に所在する。ブレンデッドウイスキーのベースに使われ、グレーンウイスキーはスコットランドのウイスキーの種類の中で最も生産量が大きい。
キャメロンブリッジ（Cameronbridge）
ディアジオグループ所有。原料は小麦、ファーストフィル樽で熟成。
ガーヴァン
ウィリアム・グラント＆サンズ所有。原料は小麦、真空蒸留技術を採用し、リフィル樽で熟成。
ロッホモンド
原料は小麦とコーン、蒸留の際にカラムスチルに大麦マッシュ投入。
ストラスクライド
シーバス・ブラザーズ所有。原料は小麦。
スターロウ
フランスの飲料会社であるラ・マルティニケーズ所有。原料は小麦とコーン、真空蒸留を採用。2010年設立の最も新しい蒸溜所。
ザ・ノースブリティッシュ
エドリントン所有。原料はコーン、熟成はリフィル樽。
インヴァーゴードン
ホワイト＆マッカイ所有。
- キャメロンブリッジ蒸留所